# Europe
Pour les articles homonymes, voir Europe (homonymie) et Européen (homonymie).
Ne doit pas être confondu avec Union européenne.
L’Europe est un territoire conventionnellement considéré comme un continent, délimité à l’ouest par l’océan Atlantique et la mer du Groenland, au nord par l’océan Arctique. Sa limite méridionale est marquée par la mer Méditerranée et le détroit de Gibraltar qui la séparent de l'Afrique, tandis que la mer de Marmara (qui comprend les Dardanelles et le Bosphore) et la mer Noire marquent sa frontière avec l'Asie de l'Ouest. Sa limite à l'est, fixée par Pierre le Grand aux monts Oural, au fleuve Oural, à la côte nord-ouest de la mer Caspienne et au Grand Caucase est la limite traditionnellement retenue, mais reste, faute de séparation claire et précise, l'objet de controverses sur l'appartenance ou non d'un certain nombre de pays au continent européen. Géographiquement, l'Europe peut être considérée aussi comme une partie des supercontinents de l'Eurasie et de l'Afro-Eurasie.
Dans son acception la plus commune, le continent européen couvre une superficie d’environ 10 180 000 km2 et a une population d’environ 743 millions d’habitants : les Européens. Il s'agit du deuxième plus petit continent couvrant un peu moins de 4 % des terres émergées.
On peut distinguer cinq grandes régions géographiques : l'Europe de l'Ouest, l'Europe centrale, l'Europe du Sud, l'Europe de l'Est et l'Europe du Nord. L'Europe comprend une diversité de climats : un climat tempéré sur la majorité de sa surface, du fait de l'influence de l'océan Atlantique Nord-Est et de la mer Méditerranée et un climat de type continental à l'est de la Pologne orientale. Elle connaît aussi un climat océanique froid, voire polaire, dans ses régions les plus septentrionales, et un climat subtropical humide dans les Balkans autour de la mer Noire. Arrosé par de nombreux fleuves et rivières, le continent n'est pas en stress hydrique. C’est le continent se réchauffant le plus vite au monde, avec un rythme deux fois supérieur à la moyenne mondiale.
L'Europe recouvre une grande biodiversité et a été pionnière dans les questions environnementales.
Le peuplement s'est effectué de manière continue depuis 1,8 ou 2 millions d'années, des cycles glaciaires et interglaciaires créant des périodes d'isolement géographique à l'origine d'une différenciation des formes anciennes du genre Homo sur le continent à partir d'une espèce commune apparue en Afrique. Arrive ensuite Sapiens, également né en Afrique, qui remplace l'espèce d'origine européenne qu'est Néandertal, et « toutes les autres humanités » à partir de 70 000 ans avant l'ère commune.
La population européenne se sédentarise entre 7 500 et 8 000 ans avant J.-C., par l'effet de diffusion de populations et de techniques apparues sur le plateau d'Anatolie vers 11 000 ans avant J.-C. et pratique l'agriculture à partir de 5 000 ans avant J.-C. Des hypothèses linguistiques et archéologiques ainsi que des études génétiques récentes accréditent la thèse d'un peuplement de l'ensemble du continent par des populations de l'est de l'Europe qui seraient les locuteurs du proto-indo-européen, langue-mère de la quasi-totalité des langues européennes.
Les peuples germains apparaissent 2 000 ans avant J.-C. au nord de l'Europe, les peuples celtes s'étendant quant à eux à partir de 1 200 ans avant J.-C. sur la majeure partie du territoire, du bassin des Carpates à l’est de la France.
La Grèce, avec sa civilisation de l'époque classique (Ve – IVe siècle av. J.-C.), peut être considérée comme le berceau culturel de l'Europe. Après l'époque hellénistique, l'Europe voit Rome commencer son expansion au IVe siècle av. J.-C. et atteindre son apogée au IIe siècle. Le continent est alors divisé entre le monde romain et celui des barbares (Celtes, Germains et Slaves). L'influence romaine s'inscrit dans la culture, via la langue latine, ainsi que dans l'usage de l'espace via les voies romaines et l'urbanisation, sur un vaste territoire borné au nord par le mur d'Hadrien et à l'est par le Rhin et le Danube, et qui s'étend par ailleurs en Afrique et en Asie.
L'Europe est ainsi le berceau de la civilisation gréco-romaine, qui a donné le jour à la civilisation occidentale. Le christianisme s'y diffuse à partir du Ier siècle.
En 395 apr. J.-C., l'Empire romain est définitivement scindé en deux, l'Empire romain d'Orient seul perdurant (jusqu'au milieu du XVe siècle) tandis que l'Empire romain d'Occident se disloque
dès le Ve siècle sous l'effet des attaques des peuples germains, appelées les invasions barbares.
Plusieurs tentatives furent faites pour reconstituer l'Empire romain d'Occident : celles de Charlemagne, des souverains du Saint-Empire romain germanique, d’Otton Ier en 962 à Charles Quint au XVIe siècle, voire de Napoléon Ier.
Le morcellement féodal prévalut au Moyen Âge, avec toutefois l'élaboration d'une civilisation commune aux Européens autour de la foi chrétienne.
Des États-nations  se constituèrent ensuite progressivement, et leurs rivalités entraînèrent des guerres importantes au fil des siècles, de la guerre de Cent Ans aux guerres du XXe siècle.
L'unité religieuse fut également perdue, un premier schisme séparant en 1054 les chrétiens d'Occident (catholiques) des chrétiens de l'Est de l'Europe (orthodoxes). La Réforme protestante entraîna un deuxième schisme à partir du XVe siècle et de nombreuses guerres de Religion, notamment en France, entre catholiques et protestants.
L'Europe est toutefois, à partir de la Renaissance, à l'origine de plusieurs bouleversements historiques majeurs. La période moderne voit l'invention de l'imprimerie, la première alphabétisation de masse à la suite de la Réforme protestante et la découverte de nouveaux continents lors des grandes découvertes. Elle voit le siècle des Lumières et est à l'origine de la diffusion du capitalisme marchand puis de la révolution industrielle. Elle invente des formes politiques nouvelles, nées des révolutions anglaise et française.
Du XVIe au XXe siècle, elle colonise par peuplement l'ensemble du continent américain. Par ailleurs, plusieurs de ses nations établissent des empires coloniaux dans la quasi-totalité de l'Afrique, l'Océanie et de grandes parties de l'Asie jusque dans les années 1950-1960.
C'est en Europe également que prennent naissance les deux guerres mondiales et que se produit la Shoah. La Seconde Guerre mondiale, qui a laissé l'Europe exsangue, fait perdre à l'Europe son hégémonie mondiale et enclenche un mouvement de décolonisation. Pendant la guerre froide, le continent est divisé en deux blocs séparés par un rideau de fer, celui de l'Ouest et celui de l'Est, idéologiquement opposés. Le bloc occidental, zone d'influence américaine, connaît un essor économique rapide et met en place les premières étapes d'une union européenne, économique puis politique, qui va croissant dans le nombre des États membres, en intégrant en particulier un certain nombre d'ex-pays de l'Est après l'effondrement du bloc soviétique.

## Étymologie
Deux origines concurrentes du mot « Europe » ont été proposées.
La première fait provenir ce nom de l'usage par les marins phéniciens des deux mots Ereb, le couchant, et Assou, le levant pour désigner les deux rives opposées de la mer Égée : d'une part la Grèce actuelle et d'autre part l'Anatolie (Ἀνατολή / Anatolḗ signifie pareillement, en grec, le levant). La première mention connue de ces mots sémitiques se trouve sur une stèle assyrienne qui distingue Ereb, la nuit, le [pays du soleil] couchant, et Assou, le [pays du soleil] levant. Selon Michael Barry, les deux mots sont probablement à l'origine des deux noms grecs Eurôpè et Asia dans leur acception géographique antique. En grec, dans un hymne à Apollon datant d’environ 700 avant notre ère, Eurôpè représente encore, comme Ereb, le simple littoral occidental de l’Égée. C'est également le nom de la princesse de Tyr enlevée par Zeus. Néanmoins, cette étymologie sémitique est critiquée, la proposition étant considérée par d'autres comme improbable ou indéfendable,.

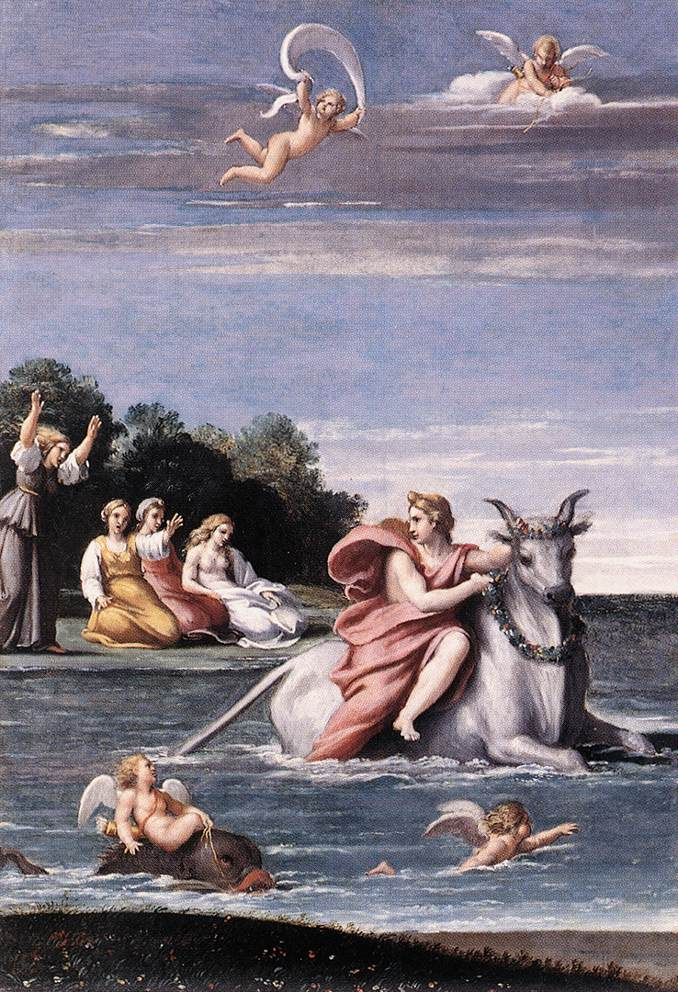
L'Enlèvement d'Europe, Antonio Carracci. L'enlèvement de la nymphe Europe par Zeus sous la forme d'un taureau est un mythe, qui donnera son nom à un continent.

La seconde est grecque. Dans la mythologie grecque, plusieurs « Europe » sont connues, Europe, fille du géant Tityos ; la mère de Niobé ; la fille de Nil, une épouse de Danaos ; selon Hésiode, Europe l'Océanide est l'une des trois mille nymphes d'Océan et de Téthys ; dans l’Iliade, Europe est la fille de Phœnix, ascendant du peuple phénicien. Εὐρώπη / Eurṓpē provient de deux mots grecs : εὐρύς / eurús, « large, vaste », et ὄψ / óps, « regard, vue ». Le terme signifie « [celle qui a] de grands yeux » et devient un prénom féminin, donné à plusieurs personnages mythologiques grecs, et notamment à la fameuse princesse Europe enlevée par Zeus déguisé en taureau. Hérodote fait remarquer que la jeune princesse ne pose jamais le pied sur le continent du côté grec désigné par le terme géographique Eurṓpē puisque Zeus la dépose en Crète.
De nos jours, les institutions de l'Union européenne retiennent et propagent l'affirmation selon laquelle le nom du continent viendrait de la mythique Europe enlevée par Zeus,,,.

## Géographie

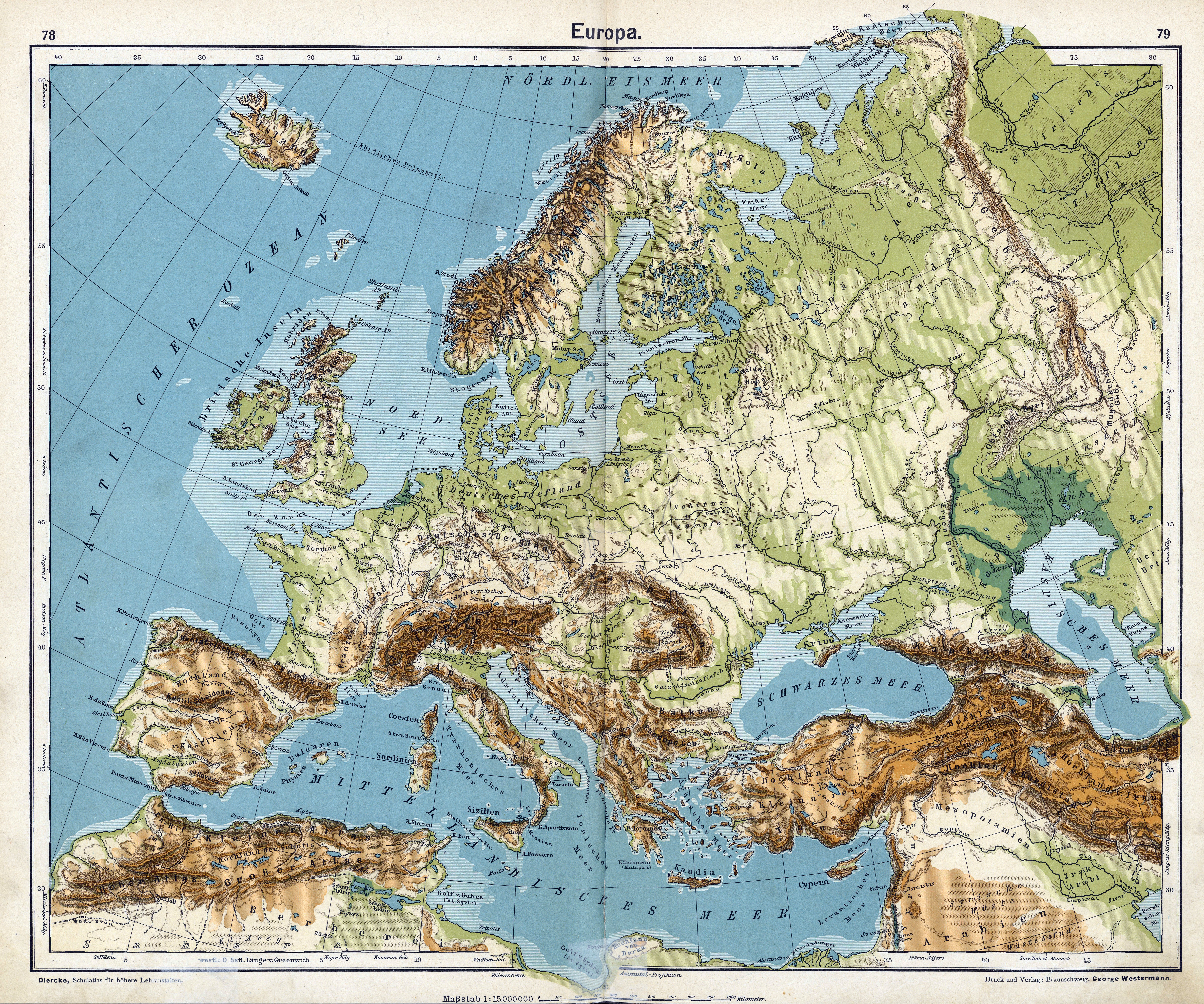
Carte de l'Europe géographique présentant ses reliefs.

### Limites géopolitiques
Selon Jean Haudry, Europē est initialement une désignation de la Grèce continentale par opposition au Péloponnèse, aux îles et à la Thrace. Ce serait seulement à partir des guerres médiques, que le terme s'oppose à l'Asie (qui ne désigne que l'Asie Mineure) et à la Libye (l'Afrique) pour s'appliquer au continent européen, dont les limites demeurent inconnues.
L'usage fait de l'Europe un continent mais il s'agit, si l'on considère la plaque eurasiatique, de la partie occidentale (une péninsule) d'un super-continent. Cela entraîne que les limites terrestres de l'Europe ont donc toujours été imprécises à l'est car il n'existe pas de relief ou de mer venant clairement scinder l'Eurasie. Les frontières géographiques de l'Europe sont donc plus politiques que physiques.
Pour les Grecs, l'Europe ne s'étendait pas « au-delà du Bosphore et des rives occidentales de la mer Noire ». Jusqu'au règne du tsar Pierre le Grand (1682-1725), la limite orientale de l'Europe est fixée sur certaines sections situées au sud du fleuve Tanaïs (actuel Don). Pierre le Grand mène une politique de réorientation de l'Empire russe vers l'Europe, en fondant Saint-Pétersbourg capitale ouverte sur la mer Baltique et en chargeant Vassili Tatichtchev de déplacer vers l'est la frontière de l'Europe. Ce dernier choisit le massif de l'Oural et le fleuve Oural. Au sud-est, la mer Caspienne, le massif du Grand Caucase, la mer Noire et le détroit du Bosphore séparent l'Europe du Proche-Orient. Au sud et au sud-ouest, la Méditerranée et le détroit de Gibraltar séparent l'Europe de l'Afrique. Le continent est bordé à l'ouest par l'océan Atlantique et au nord par l'Arctique. Sont considérées comme européennes l'Islande (située géologiquement sur la séparation Eurasie-Amérique) et les principales îles de la Méditerranée ; le cas de Chypre est toutefois particulièrement sujet à débat, à la fois sur les plans géographique, culturel, politique et historique.
À l'époque d'Hérodote, dans l'Antiquité, le monde européen s'étendait assez à l'est, car l'ensemble des Scythes, un peuple indo-européen, était parfois considérés, dans une certaine mesure, comme intégrés à l'Europe.
Au XIIIe siècle, certains géographes établissaient la frontière de l'Europe juste un peu à l'est de Nijni Novgorod, qui correspondait à la partie la plus orientale du territoire de l'ancienne Rus' de Kiev,,, car au-delà se trouvait la partie nord de la Horde d'Or,,.
Au XVIe siècle, certaines sections situées au sud du fleuve Don ou au nord de la Volga étaient parfois considérées comme des frontières naturelles. Cependant, certains géographes français de la Renaissance voyaient la Russie comme une entité à part entière, faisant ainsi passer la frontière de l'Europe au long de la frontière entre la Pologne et la Russie, en raison de facteurs politico-religieux, notamment la division entre le catholicisme et l'orthodoxie. Pour d'autres géographes de cette époque, certaines parties de la Russie étaient en Europe tandis que d'autres étaient asiatiques — en particulier sa partie sud et sud-est récemment conquise. À certains endroits, la frontière de l'Europe était ainsi parfois située au niveau de la steppe pontique, à la frontière sud-est du Grand-Duché de Lituanie. Toutefois, cette délimitation n’était pas fixe et variait selon les géographes,. Par exemple, Nicolas de Nicolay, géographe et voyageur français du XVIe siècle, se basant sur les observations de diplomates ou de voyageurs tel que Stefano Guazzo, laisse entendre qu'il intégrait la Moscovie et les anciens territoires de la république de Novgorod et de la république de Pskov dans l'ensemble européen,. Par ailleurs, il est souvent question de division au niveau politique et il y a eu des tentatives pour une union polono-lituano-moscovite dès la fin du XVIe siècle.
Le diplomate allemand Sigismund von Herberstein, qui a effectué deux missions diplomatiques en Moscovie, l'une en 1517 et l'autre en 1526, pour le compte du Saint-Empire romain germanique, situait les limites de l'Europe entre Nijni-Novgorod et Kazan, un lieu marquant la frontière avec le Khanat de Kazan,. Dans son ouvrage Rerum Moscoviticarum Commentarii (1549), il décrit cet endroit comme un espace de transition entre l'Europe et l'Asie.
Un cartographe allemand contemporain qui rejoint cette vision est Sebastian Münster. Dans sa célèbre Cosmographia (publiée pour la première fois en 1544), Münster inclut la Moscovie dans l'Europe et place les limites de celle-ci de manière similaire à Sigismund von Herberstein, délimitant ainsi les zones d'influence culturelle et politique entre l'Europe chrétienne et les khanats musulmans voisins,.
Les contributions combinées de Sigismund von Herberstein, par ses récits détaillés, et de Sebastian Münster, par ses cartes influentes, ont renforcé l'idée que la Moscovie, bien qu'éloignée, appartenait géographiquement et culturellement à l'Europe.
La division géographique actuelle entre l'Europe et l'Asie en Russie — à l'Oural — a été formulée au début du XVIIIe siècle par le militaire et géographe suédois d'origine allemande Philip Johan von Strahlenberg, qui raisonna en partie selon des critères ethno-civilisationnels. Ce tracé fut ensuite repris et officialisé par le géographe russe Vassili Tatichtchev. Ainsi, en tenant compte du contexte de l'époque de Pierre le Grand, cette frontière avait une certaine logique. À l'ouest de l'Oural, on trouvait en effet essentiellement des Slaves et des peuples finno-ougriens assimilés au monde européen, tandis qu'à l'est se trouvaient plutôt des peuples turciques ou paléo-sibériens et semi-nomades. La région de la Sibérie comptait déjà quelques villes, des comptoirs et des avant-postes avancés russes, mais la colonisation massive par la Russie ne commencera réellement qu'à la fin du XVIIIe siècle et surtout au XIXe siècle,.
Aujourd'hui, des villes comme Irkoutsk, Tomsk ou Novossibirsk sont perçues comme faisant partie de l'Europe sur les plans démographique, culturel et architectural. Si l'on se réfère à la logique des géographes grecs, tel qu'Hérodote, ou à celle des géographes du XVIIIe siècle, l'Europe pourrait ainsi être envisagée comme s'étendant de l'Atlantique à Vladivostok.
Les cas de la Russie, de la Géorgie et de la Turquie sont emblématiques du hiatus politico-géographique. Ces nations ayant la plus grande partie de leur territoire en Asie, le plan politique ne recoupe pas le « plan » géographique premier. Ainsi, si la Russie est européenne par sa culture, son histoire et une part de son territoire, son centre de gravité fait d'elle un quasi-continent, s'étendant du Pacifique jusque dans l'Europe. Ensuite, la Géorgie conserve un territoire de part et d'autre du Caucase qui atteint la mer Noire. Le cas est plus complexe pour la Turquie, celle-ci possédant la majeure partie de son territoire en Asie, et possédant par l'histoire une culture mixte entre la culture européenne et moyen-orientale.
Le Groenland, qui appartient au Danemark, est politiquement et culturellement rattaché à l'Europe bien que géographiquement situé en Amérique du Nord.
Certains territoires, les régions ultrapériphériques, font partie de l'Union européenne quoique étant situés en dehors du continent (la communauté autonome espagnole des îles Canaries, les cinq départements et régions d'outre-mer français, la collectivité d'outre-mer française de Saint-Martin et les deux régions autonomes portugaises de Madère et des Açores).
L'Europe a une superficie d'un peu plus de 10 millions de kilomètres carrés (10 392 855 km2). Cela représente un tiers de l'Afrique, un quart de l'Asie et de l'Amérique. Il s'agit du plus petit continent couvrant un peu moins de 4 % des terres emergées.
On peut distinguer cinq grandes régions géographiques : l'Europe de l'Ouest, l'Europe centrale, l'Europe du Sud, l'Europe de l'Est et l'Europe du Nord.
L'organisation de l'espace montre un cœur économique, la « banane bleue » ou mégalopole européenne, qui comprend notamment l'Europe rhénane ainsi que les périphéries européennes.
Les frontières orientales de l'Europe sont avant tout politiques : la limite de l'Oural est due aux cartographes du tsar Pierre Ier le Grand au XVIIIe siècle. De même, la frontière fut déplacée des hautes crêtes du Caucase vers la mer Caspienne au début du XIXe siècle pour justifier l'annexion de la Géorgie et de l'Arménie dans l'Empire russe. D'un point de vue géologique, si l'on se réfère à la tectonique des plaques, l'Europe et la partie continentale de l'Asie ne sont qu'un seul et même continent, dénommé Eurasie. Aussi, quelques géographes éminents, tels qu'Alexander von Humboldt, considéraient-ils l'Europe comme une simple péninsule de l'Asie.
Carte cliquable de l'Europe montrant sa frontière géographique avec l'Asie (voir les limites de l'Europe pour plus d'informations).
Légende : bleu = États transcontinentaux contigus ; vert = parfois considérés comme européens, mais géographiquement en dehors des frontières de l'Europe.

| Alb. Allemagne Andorre Autriche Azer. Belg. Biélorussie Bosnie Bulgarie Croatie Danemark Îles Féroé · (DK) Espagne Îles Canaries · (ES) Estonie Finlande Åland · (FI) France Géorgie Grèce Hongrie Irlande Islande Italie Kazakhstan Kos. Lettonie Liech. Lituanie Lux. Mac. Malte Moldavie Mon. Mont. Norvège Svalbard · (NO) Pays-Bas Pologne Portugal Açores · (PT) Madère · (PT) Roumanie Royaume · -Uni Îles · Anglo-Nor. Gib. · (UK) Île de · Man · Russie SMR Serbie Slovaquie Slo. Suède Suisse Tchéquie Turquie Ukraine Vat. Arménie Chypre Groenland (DK) Mer Adria- tique Mer d'Alboran Océan Arctique Océan Atlantique Nord Baie de · Baffin Mer · Baltique Mer de Barents Golfe de · Cadix Mer · Caspienne Mer · Celtique Mer · Égée Golfe de · Gascogne Mer du Groenland Mer · Ionienne Mer d'Irminger Mer · de · Kara Mer du Labrador Bassin · Levantin Golfe · du Lion Mer Méditerranée Mer Noire Mer du · Nord Mer de Norvège Mer · Tyrrhénienne |

### Climat
| - Af - Am - Aw et As |  | - BWh - BWk - BSh - BSk |  | - Csa - Csb - Csc - Dsa - Dsb - Dsc - Dsd |  | - Cwa - Cwb - Cwc - Dwa - Dwb - Dwc - Dwd |  | - Cfa - Cfb - Cfc - Dfa - Dfb - Dfc - Dfd |  | - ET - EF |

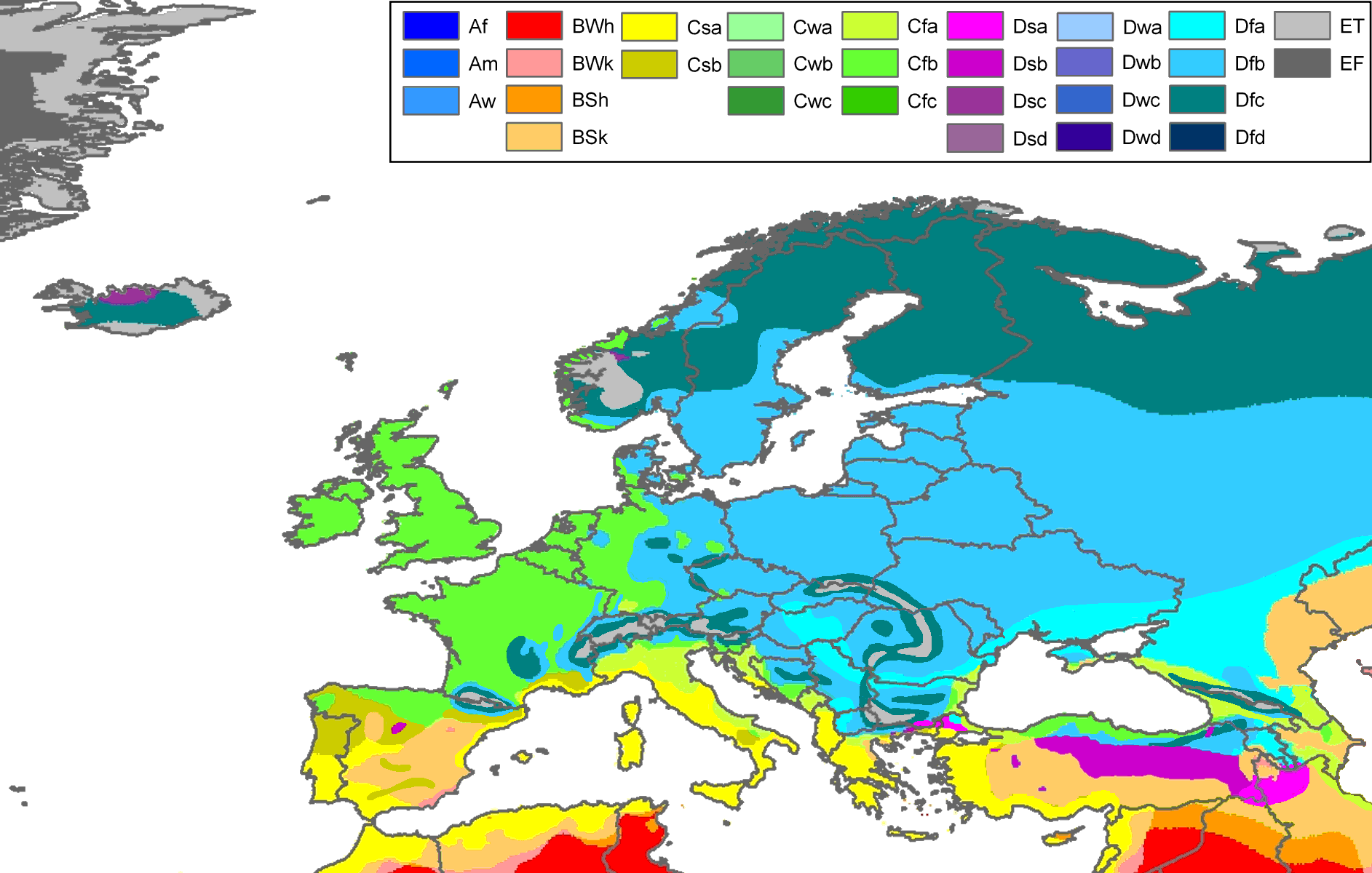
La carte des climats de Köppen-Geiger est présentée par le Climatic Research Unit de l'université d'East Anglia et le Global Precipitation Climatology Centre du Deutscher Wetterdienst et est valable pour la période de 1951 à 2000.

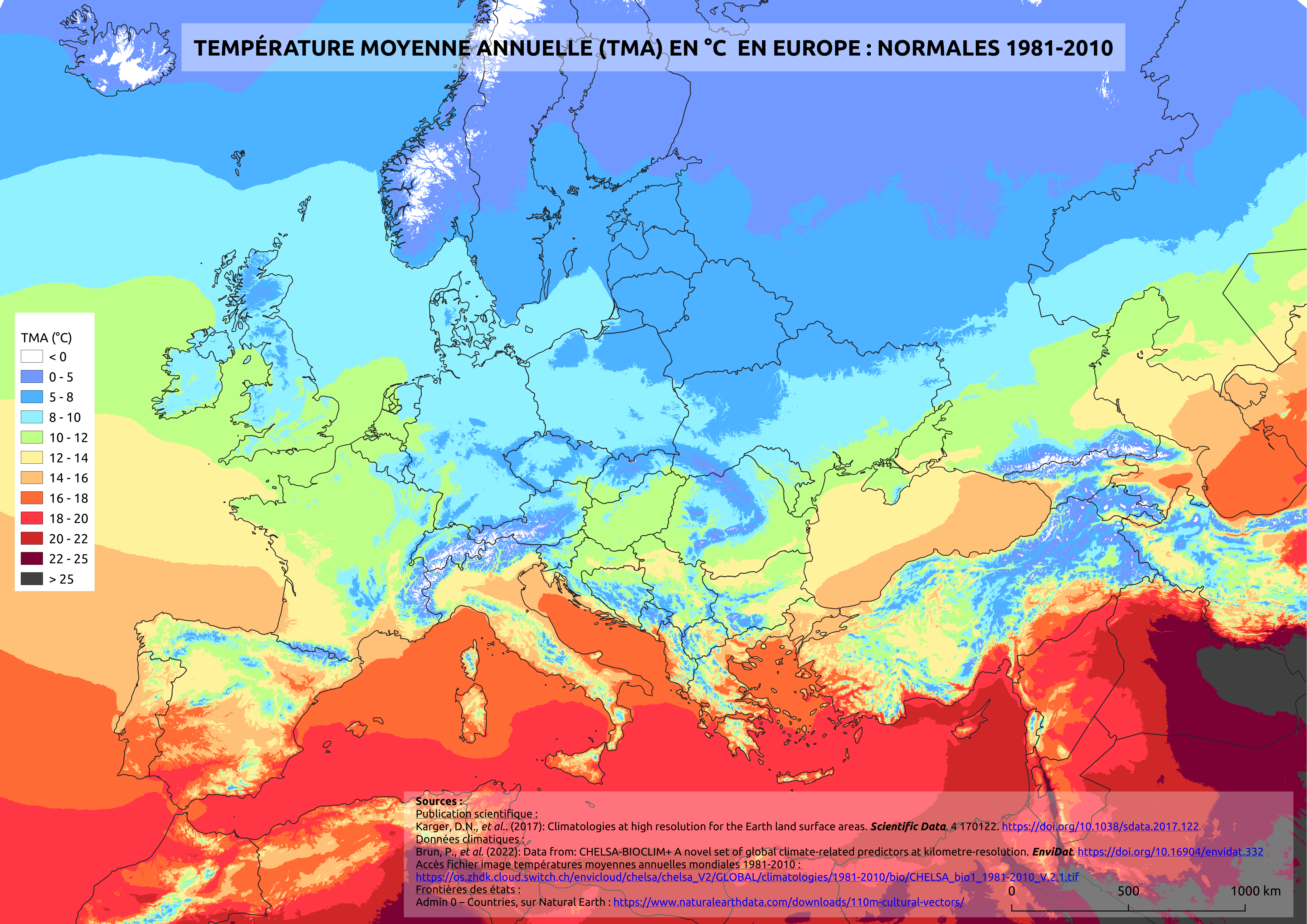
Températures moyennes annuelles en Europe (normales 1981-2010).

Le climat européen est conditionné notamment par son étalement en latitude du 36e au 71e parallèle nord, soit plus de 4 000 kilomètres entre les espaces scandinave et méditerranéen. De ce fait, le contraste de température est considérable entre l'extrême nord, moyenne annuelle −5 °C environ comme dans l'archipel de Nouvelle-Zemble, et l'extrême sud, moyenne annuelle 18,7 °C environ pour la Crète.
L'Europe dispose d'une vaste zone côtière, et l'influence océanique atlantique et méditerranéenne contribuent à modérer les températures sur une bonne partie de l'Europe. Elle est située à l'est et au sud de l'Atlantique nord-est dont la température est notablement attiédie par la dérive nord-atlantique. Du fait de sa latitude, la majeure partie du continent est soumise au flux d'ouest dont la température a été auparavant adoucie par son passage sur cette partie de l'océan. Ce flux d'ouest n'est pas contrarié dans sa progression vers l'est en raison des grandes plaines largement ouvertes vers l'ouest dans la partie moyenne de l'Europe.
En toutes saisons, ce flux est tempéré et porteur de perturbations assurant des pluies régulières. Au fur et à mesure de sa progression à l'intérieur des terres, ce flux subit les influences continentales : il devient moins tempéré et s'assèche progressivement, les précipitations devenant moins régulières. Vers l'est, les hautes pressions hivernales prennent de l'importance, font barrage au flux océanique et sont la source d'épisodes très froids et secs. Au nord, les montagnes scandinaves font obstacle aux vents d'ouest et entraînent un climat continental froid sur la partie orientale de la Scandinavie. Le flux océanique voit également son importance climatique diminuer au sud de l'Europe, à cause de la latitude, des hautes pressions estivales, et des barrières montagneuses conséquentes qui s'interposent la plupart du temps en direction de la Méditerranée.
Tous ces facteurs expliquent la répartition des climats européens.

#### Climat polaire
La bordure de l'océan Arctique connaît un climat polaire sans véritable été (température de juillet inférieure à 10 °C, ET dans la classification de Köppen) avec des précipitations faibles. L'hiver est froid ou très froid avec une température moyenne de janvier qui s'abaisse à −20 °C vers l'est, il est assez perturbé du fait du voisinage de la mer.

#### Climat océanique froid
Les littoraux du Nord-Ouest, la bordure côtière de la Norvège, les îles au nord de l'archipel britannique, l'Islande connaissent un climat océanique frais avec une température moyenne dépassant 10 °C pendant moins de quatre mois (Cfc dans la classification de Köppen[précision nécessaire]). Les précipitations sont abondantes, généralement plus de 1 000 mm par an et souvent beaucoup plus dès qu'il y a des reliefs un peu importants. Les pluies sont réparties en toutes saisons avec un maximum d'automne ou d'hiver. Les tempêtes d'automne et d'hiver sont très fréquentes. Bien qu'agité, l'hiver reste « tempéré » par rapport à la latitude, entre −3 °C et 4 °C pour le mois le plus froid. L'été est frais et la température moyenne de juillet est comprise entre 10 °C et 14 °C.

#### Climat océanique tempéré
Sur le domaine littoral plus bas en latitude, depuis les Îles britanniques jusqu'au nord-ouest de l'Espagne, en passant par la bordure côtière des Pays-Bas, de la Belgique, de la France s'étend un climat océanique bien caractérisé, avec une faible amplitude entre l'hiver et l'été et une température moyenne qui augmente du nord vers le sud mais assez homogène par rapport à l'étalement en latitude. Dans cette zone, le flux océanique modère les températures, les pluies sont fréquentes et régulières en toutes saisons avec cependant un maximum d'automne au nord et d'hiver au sud. Le total des précipitations annuelles, plus modéré que dans le type précédent, est compris entre 700 mm et 1 000 mm sauf sur les massifs côtiers - Écosse, Pays de Galles, Cordillère Cantabrique - où ce total peut largement dépasser 2 000 mm. Les tempêtes automnales et hivernales sont fréquentes mais un peu moins que dans la zone précédente. En hiver, par rapport à la latitude, le gel et la neige sont relativement rares ainsi que les fortes chaleurs en été. Les étés sont tempérés avec une température moyenne qui dépasse 10 °C pendant plus de quatre mois. Pour le mois le plus chaud la température est comprise entre 15 °C et 20 °C du nord au sud, celle du mois le plus froid de 2 °C à 10 °C du nord-est au sud-ouest.[réf. non conforme]

#### Climat océanique à continental

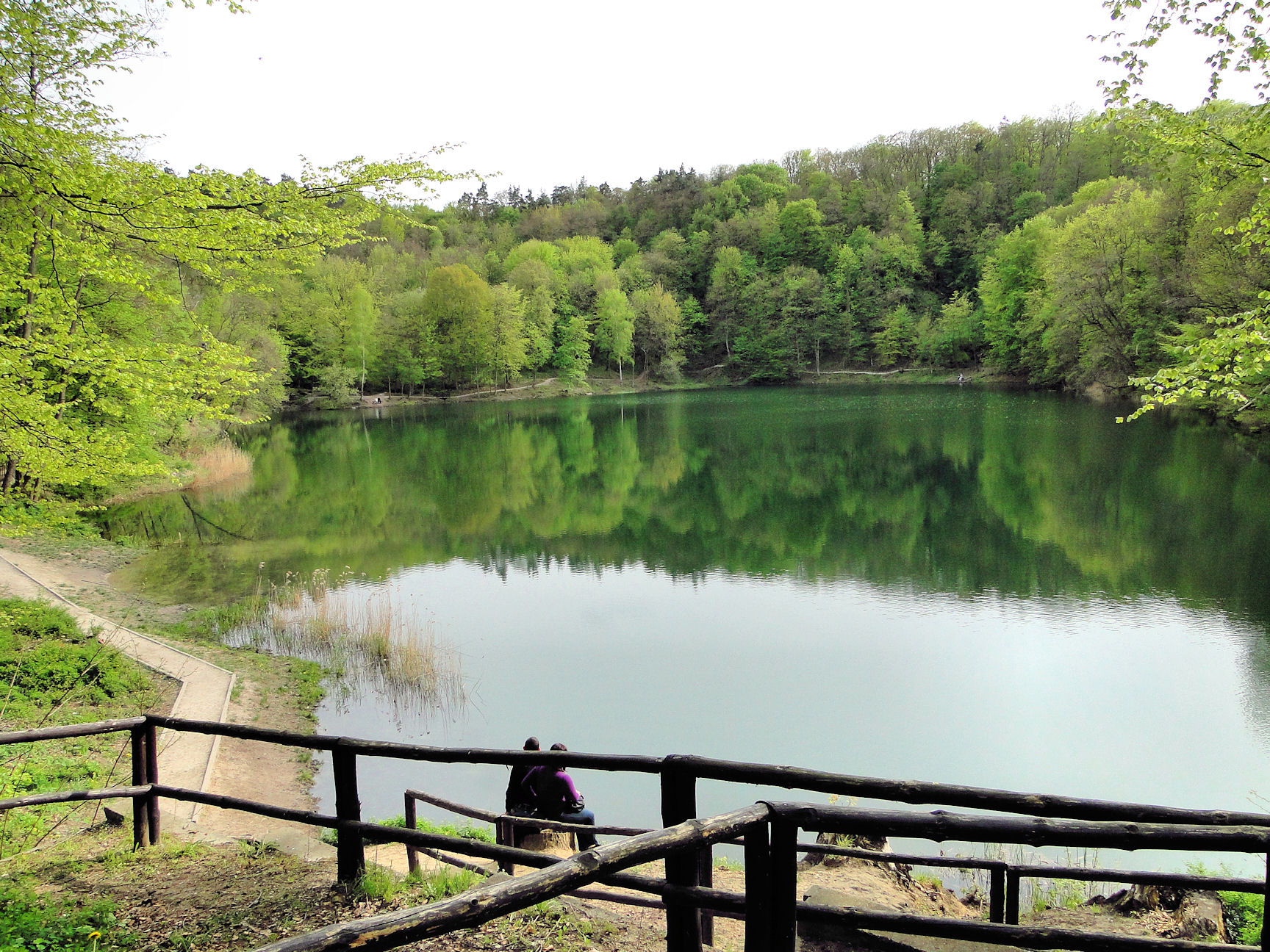
Printemps à Szczecin, dans la partie nord-ouest de la Pologne.

À l'est de cette zone, le climat, encore modéré par l'influence de l'océan, connaît une altération de ses caractéristiques quand on s'éloigne du littoral. La limite avec le domaine précédent est assez floue, cependant on peut considérer qu'à partir de quelques dizaines de kilomètres du littoral, dans la vaste zone de plaines ou de moyennes montagnes qui va du Bassin parisien au sud de la Scandinavie, à l'ouest de la Pologne et limitée par les contreforts des Alpes suisses et autrichiennes au sud, le climat est assez homogène sur une grande étendue. Il se continentalise peu à peu tout en conservant des caractéristiques modérées par rapport à la latitude (comme précédemment Cfb selon Köppen), les pluies deviennent un peu moins régulières, leur volume diminue progressivement, entre 500 et 700 mm en plaine, 800 à 1 500 mm sur les reliefs. Les pluies sont réparties très uniformément tout au long de l'année avec un maximum pluviométrique qui tend à devenir plutôt estival. Les tempêtes automnales et hivernales voient leur importance diminuer au fur et à mesure que l'on s'éloigne de l'océan, mais ne sont pas exclues. L'amplitude entre l'hiver et l'été ainsi que la fréquence des épisodes de température extrêmes augmentent progressivement, mais les moyennes restent modérées par rapport à la latitude. La température du mois le plus chaud est comprise entre 17 °C et 20 °C du nord au sud, celle du mois le plus froid de 5 °C à −3 °C de l'ouest vers l'est. En France, cette zone correspond aux appellations traditionnelles de climat « parisien », « semi-océanique d'abri ».
Un peu plus au sud, du Bassin aquitain jusqu'à une partie des Balkans hormis la plaine du Pô, le climat est encore océanique ou semi-océanique (Cfb dans la classification de Köppen), mais se distingue par ses températures d'été plus élevées (moyenne de juillet de 19 °C à 23 °C) et par une multiplication des climats locaux du fait du relief beaucoup plus compartimenté. Les précipitations peuvent être importantes à proximité des reliefs exposés aux flux humides ou bien réduites dans les bassins abrités. Les étés sont plus orageux que dans le type précédent avec des précipitations plus irrégulières. Mais la chaleur moyenne de juillet reste en dessous de 23 °C et l'été connaît encore des périodes de rafraîchissement épisodiques, ce qui est un trait des climats océaniques. Les hivers restent doux à proximité de l'océan mais nettement plus froids vers l'Europe centrale. La température du mois le plus froid (janvier le plus souvent) est comprise entre 6 °C et −3 °C de l'ouest vers l'est. En France, cette zone correspond aux appellations traditionnelles de climat « aquitain », « semi-océanique d'abri ».

#### Climat continental
À l'est des deux domaines précédents, à partir de la Pologne orientale, la façade orientale de la chaîne scandinave et les confins de l'océan Arctique au nord jusqu'à l'Oural vers l'est, jusqu'à la mer Noire, le Caucase et la Caspienne au sud apparaît le climat continental. L'hiver est froid avec blocage fréquent du flux océanique par l'anticyclone continental générateur d'épisodes très froids et secs. La moyenne de janvier va de −3 °C de l'ouest à −20 °C vers le nord-est. L'été, l'anticyclone continental disparaît et le flux atlantique pénètre plus librement à l'intérieur du continent, l'été est encore frais au nord mais il est de plus en plus chaud vers le sud, 10 °C en juillet à la frontière du domaine polaire, jusqu'à 25 °C près de la mer Caspienne (au nord, où les étés sont frais, nous sommes dans le domaine Dfc de Köppen, Dfb plus au sud, là où la moyenne dépasse 10 °C durant au moins quatre mois). Les saisons intermédiaires sont courtes. Les pluies sont plus irrégulières avec un maximum de printemps ou d'été. Au nord du domaine, les étés sont assez pluvieux et restent frais avec une évaporation modérée, la sécheresse d'été est modérée. Vers le sud, la chaleur augmente ainsi que l'irrégularité des pluies, la sécheresse relative d'été s'intensifie et les abords de la Caspienne connaissent un climat steppique (BSk selon Köppen).

#### Climat montagnard
Les montagnes (Alpes, Pyrénées, Carpates, chaînes balkaniques, Caucase, Alpes scandinaves) connaissent le climat montagnard qui correspondent à peu près à celui des plaines environnantes mais modifiés par l'altitude. Celle-ci provoque un abaissement de la température, en toutes saisons mais davantage en été qu'en hiver et une augmentation des pluies pour les versants exposés aux vents pluvieux. Les reliefs multiplient les climats locaux du fait des différences d'expositions au soleil et du fait de la modification du régime des vents qu'ils induisent.

#### Climat subtropical humide
Dans la plaine du Pô et dans les Balkans bordant la mer Noire, les chaînes de montagnes font barrage au flux océanique, la chaleur estivale s'accentue avec une température moyenne de juillet supérieure à 22 °C, les précipitations deviennent plus importantes en été. Selon la classification de Köppen, ce climat est appelé tempéré à étés chauds (Cfa). Les hivers sont assez variables, de assez doux comme sur les côtes occidentales de l'Adriatique, à assez froid (Bulgarie, Roumanie), mais toujours avec une température moyenne de janvier supérieure à −3 °C. La température du mois le plus froid est comprise entre 3 °C et −3 °C de l'ouest vers l'est. Les influences océaniques concernent peu cette zone. Le cumul annuel des précipitations s'assèche progressivement vers l'est. Les pluies, encore réparties sur toute l'année, prennent cependant une importance estivale marquée, notamment sous forme d'orages.

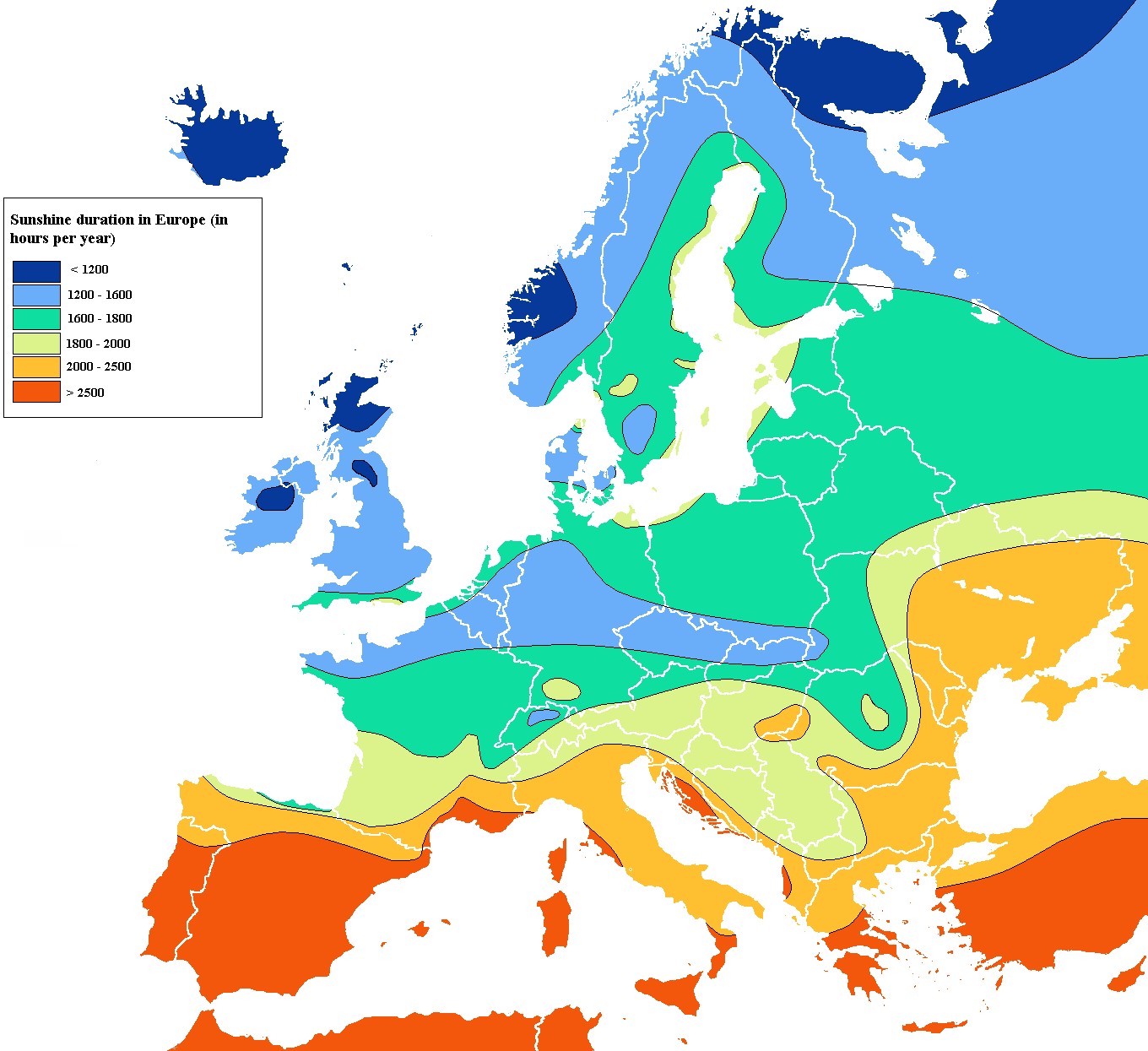
Ensoleillement en Europe (nombre d'heures par an).

#### Climat méditerranéen
Les régions bordant la Méditerranée (majeure partie de l'Espagne, Sud-Est de la France, Italie excepté les Alpes et la plaine du Pô, la Croatie, la Slovénie, l'Albanie, la Grèce et les îles méditerranéennes) connaissent un climat méditerranéen, Csa et Csb d'après Köppen. À l'écart du flux océanique humide du fait des montagnes et de la latitude, ce climat est caractérisé par une sécheresse estivale et un ensoleillement nettement plus important que dans les domaines précédents. Les pluies ne sont pas souvent apportées par le flux atlantique mais la plupart du temps par des perturbations qui se développent sur place, alimentées par l'air méditerranéen, ces perturbations sont moins nombreuses que les perturbations océaniques mais les pluies qu'elles apportent sont copieuses et parfois excessives. Le total pluviométrique annuel des régions méditerranéennes est à peu près le même que pour les domaines précédents mais la répartition des précipitations est beaucoup plus irrégulière. L'été est à peu près sec surtout près des côtes et dans le sud, les pluies de printemps et d'automne sont prédominantes au nord du domaine méditerranéen et celles d'hiver au sud. Suivant les effets d'abris ou au contraire suivant les effets de couloir induits par les reliefs environnants, ce domaine est calme ou au contraire très venté (mistral, tramontane, bora, etc.). Les températures hivernales sont douces sauf en moyenne montagne, 5 à 11 °C en janvier, de l'intérieur vers la côte et du nord vers le sud. L'été est chaud 22 °C à 27 °C en juillet du nord vers le sud. Ce type de climat est généralement limité par les versants sud ou est des massifs montagneux : chaîne Cantabrique, Pyrénées, Alpes et Balkans. Sur le littoral atlantique, la limite se trouve à peu près au nord du Portugal. C'est à partir de cette zone que l'on observe des caractéristiques méditerranéennes marquées (chaleur et sécheresse d'été entraînant des feux de forêt réguliers, un ensoleillement élevé comparé aux régions océaniques, etc.).

### Fleuves et rivières
L'Europe est assez bien arrosée par des fleuves et rivières, et pratiquement aucune zone n'est en stress hydrique.
Trois fleuves d'Europe, le Rhin, le Rhône, et le Pô, prennent leur source dans les Alpes, quelquefois appelées pour cette raison le « château d'eau de l'Europe » (au moins de sa partie occidentale). Le Rhin se jette dans la mer du Nord, le Rhône dans la mer Méditerranée et le Pô dans la mer Adriatique. Le Danube prend sa source dans la Forêt-Noire et se jette dans la mer Noire. L'Elbe se jette dans la mer du Nord. La Vistule et l'Oder se jettent dans la mer Baltique. Le Dniepr, fleuve de plaine, se jette dans la mer Noire. La Volga et l'Oural se jettent dans la mer Caspienne.

### Biodiversité

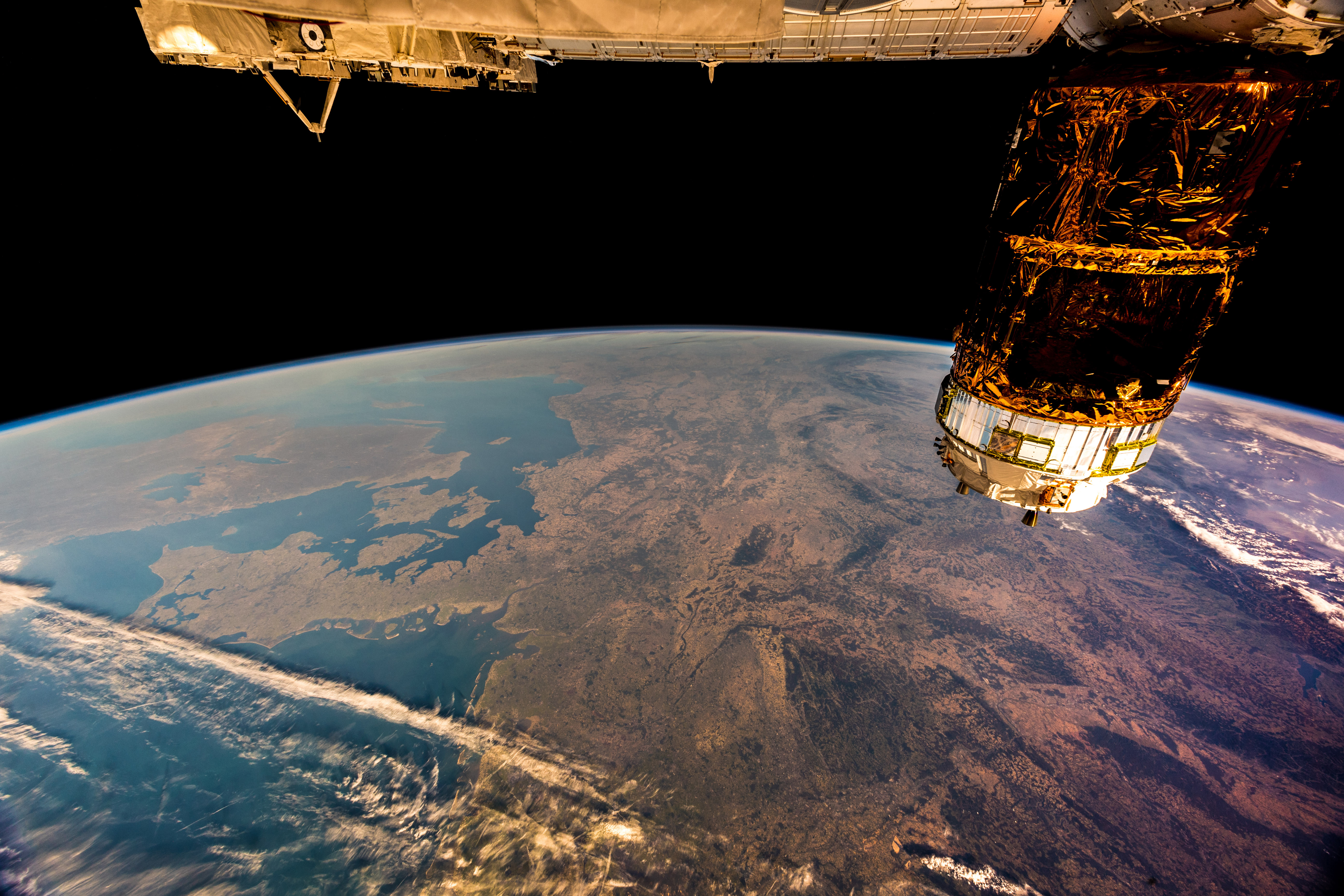
Déforestation en Europe.

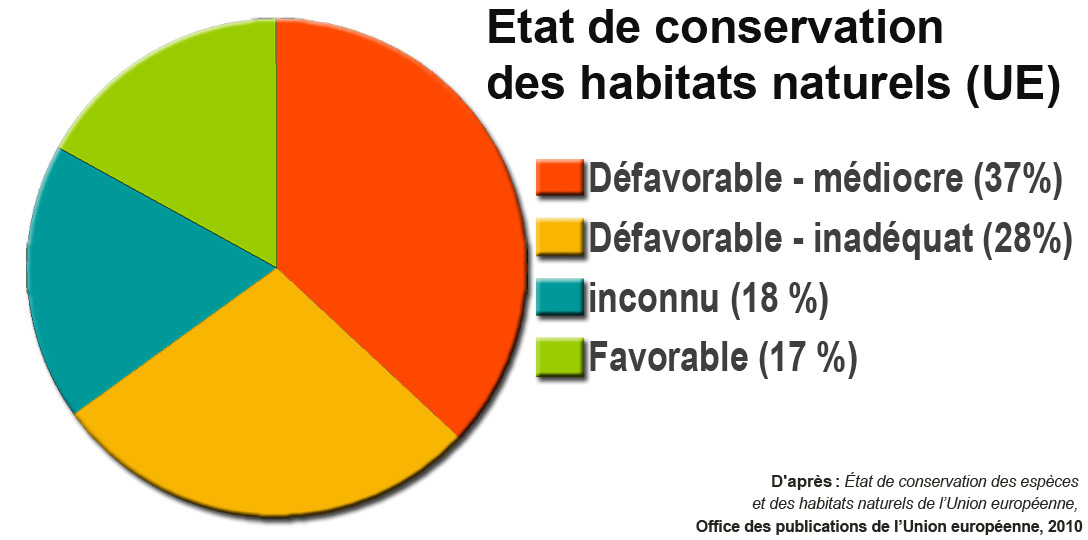
Exemple de représentation d'une évaluation, ici pour l'Union Européenne, pour ses habitats naturels,,,,.

La faune et la flore de l'Europe ne présentent pas de caractéristiques propres à l'échelle du continent. Diverses espèces ou sous-espèces rencontrées en Europe ont cependant reçu l'épithète spécifique ou le nom subspécifique europaeus, europaea ou europaeum  (« européen, européenne »).
L'Europe regroupe plusieurs zones biogéographiques et une grande variété d'écosystèmes terrestres et marins, qui ont souvent été intensivement exploités, fragmentés et pollués. L’écosystème européen fait face à de nombreux problèmes de détérioration de l’environnement engendrés par certaines actions de l’être humain comme l’agriculture intensive, l’urbanisation couplé aux activités touristiques et de loisirs.
L'Europe a été motrice pour de nombreux États-membres en matière de Droit de l'environnement avec notamment les directives Habitats et Oiseaux, bien que certains États membres (dont la France) les aient tardivement et incomplètement appliquées. Une directive-cadre sur l'eau est en cours d'application, des directives sur le sol et la mer sont en projet, et le 1er janvier 2005 est entrée en vigueur la nouvelle norme européenne pour limiter la pollution atmosphérique : les agglomérations de plus de 250 000 habitants de l'Union européenne ne doivent pas dépasser certaines valeurs limites : 50 microgrammes (0,05 mg) de particules par mètre cube d'air ambiant doit être le seuil maximum pour 35 jours par an, et la valeur moyenne annuelle ne doit pas dépasser 40 microgrammes. Cependant, les normes anti-pollution déjà en vigueur n'étaient déjà pas respectées : en 2002, 11 pays sur 15 ont dépassé la marge autorisée.

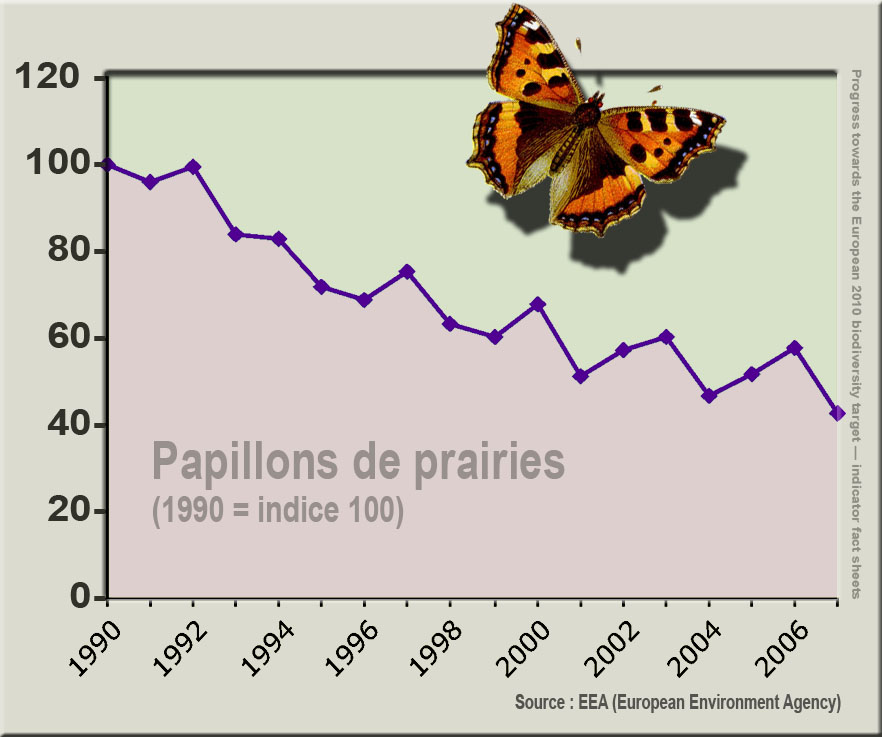
Effondrement des populations de papillons de prairie en Europe.

Depuis 1996, le conseil de l'Europe invite les États à construire ensemble un Réseau écologique paneuropéen et ils doivent appliquer, comme toutes les collectivités, la directive 2003/4 concernant l'accès du public à l'information en matière d'environnement, la directive INSPIRE (Infrastructure d’information spatiale en Europe). Un futur Réseau européen de données d'observation et de surveillance (EMODNET / European Monitoring Observation. Data Network) est en construction.
Pour mesurer l'état de l'environnement, les pressions et les réponses, l'UE s'est dotée d'une Agence européenne pour l'environnement (AEE) qui applique maintenant la méthodologie LEAC (Land and Ecosystem Accounting - Comptabilité des écosystèmes et du territoire). Le système Corine Landcover et d'autres permettent d'harmoniser les cartes européennes de données environnementales.
Bilan : malgré des efforts importants, comme dans la plupart des autres régions du monde, la biodiversité qui y fait l'objet d'évaluations périodiques, est globalement en recul (sauf pour certaines les espèces plutôt généralistes et banales). Les espèces invasives continuent à gagner du terrain. À ce titre, la commission européenne a publié le 13 juillet 2016, une liste des trente-sept espèces à combattre pour éviter qu'elles ne portent préjudice aux espèces indigènes. Cette liste prévoit d’interdire l’importation, la vente, la reproduction, la culture ou l’élevage de ces animaux et végétaux qui menacent la biodiversité,.
Les objectifs européens en matière de lutte contre le changement climatique, et limitation des émissions de gaz à effet de serre, dont celui de -25 % pour 2020 semble difficile à tenir (pour les transports et l'agriculture notamment), la Pologne s'y opposant même avant que le 21 juin 2011, les ministres de l'environnement européens (en Conseil environnement) examinent un nouveau projet de feuille de route pour 2050 (économie européenne bas carbone) présentée par la Commission européenne le 8 mars 2011, confirmant l'objectif du Conseil d'octobre 2009 de réduire les émissions de gaz à effet de serre de 80 à 95 % en 2050 (par rapport à 1990), avec un calendrier de -40 % par rapport à 1990 en 2030, -60 % en 2040 et -80 % en 2050 (un pays s'est encore opposé à ces objectifs).
En 2019, on compte 20 % d'oiseaux en moins en Europe qu'en 2000.
Plus de 40 % des espèces d’arbres présents en Europe sont menacées d’extinction selon un rapport de l’Union internationale pour la conservation de la nature. L'organisation appelle l’Union européenne à agir, indiquant que « Les arbres sont essentiels à la vie sur terre et les arbres européens dans toute leur diversité sont une source de nourriture et d’abri pour d’innombrables espèces animales telles que les oiseaux et les écureuils ». En outre, la moitié des espèces d’arbustes présents en Europe sont menacées de disparition, ainsi qu’un cinquième des espèces de mollusques terrestres, tels que les escargots, et certaines espèces de bryophytes (plantes non vascularisées), comme des mousses.

## Histoire

### Préhistoire et protohistoire

#### Contexte
Le peuplement de l'Europe est conditionné par les cycles glaciaires et interglaciaires qui se succèdent, notamment au Pléistocène moyen (0,781 à 0,126 Ma), et qui affectent la démographie des populations, créant notamment des périodes d'isolement géographique qui sont une des raisons de la différenciation des formes anciennes du genre Homo sur le continent. Homo naît et évolue en Afrique, où il s'affranchit d'abord du milieu forestier, puis connaît une expansion constante vers les latitudes moyennes d'Eurasie, puis les hautes latitudes. Cela est rendu possible par sa capacité à s'adapter aux changements d'environnement et par ses caractéristiques de prédateur, lesquelles culminent chez Néandertal l'Européen, devenu principalement un chasseur carnivore occupant le haut de la chaîne alimentaire, un superprédateur chasseur de gros gibier. Arrive ensuite Sapiens, venu d'Afrique, qui remplace l'espèce d'origine européenne qu'est Néandertal, et « toutes les autres humanités »,,,,.

#### Peuplement humain
Le genre Homo apparaît en Afrique, probablement vers 2,7 millions d'années (Ma) dans la basse vallée de l’Omo, en Éthiopie, et il est attesté de manière certaine vers 2,4 à 2,3 Ma. Les premiers Homo erectus quittent l'Afrique et atteignent l'Eurasie il y a sans doute 1,8 ou 2 millions d'années, mais les dates et les chemins empruntés, ainsi que certaines différenciations en espèces (H. erectus, H. ergaster, H. antecessor, H. heidelbergensis) sont encore discutées,.
Homo georgicus, parfois considéré comme un Homo ergaster européen,, dont les restes ont été découverts en 2002 à Dmanissi, en Géorgie (Caucase), est le premier représentant du genre Homo attesté en Europe (et aussi l'un des plus anciens hors d'Afrique) ; il est daté d'environ 1,8 Ma,. D'autres lui succèdent ; on a trouvé, à Kozarnika (Bulgarie), une industrie lithique, datant de 1,4 Ma et, en actuelle Espagne, des restes humains à Sima del Elefante (appartenant au site d'Atapuerca), datant de 1,4 Ma et à Orce, les restes de l'Homme d'Orce et de l'Enfant d'Orce, datant de 1,2 Ma,. Le site d'Atapuerca a livré aussi des restes d'industrie lithique d'environ 1,4 Ma, et des restes humains ayant abouti à la description d'Homo antecessor, daté d'env. 820 000 BP, possible ancêtre de H. neanderthalensis, attestant d'un peuplement continu de l'Europe occidentale depuis 1,8 Ma ainsi que de l'existence possible d'une migration à partir de l'Europe centrale, depuis Dmanissi (où a été découvert H. georgicus), et non pas via le détroit de Gibraltar,,,. Jusqu'à H. antecessor, l'industrie lithique associée à ces peuplements est l'Oldowayen, technique des galets aménagés. Vient ensuite Homo heidelbergensis (l'Homo erectus européen, 650 000-300 000 BP, espèce à laquelle appartient, par exemple, l'homme de Tautavel), décrit à partir de plusieurs fossiles, retrouvés en Allemagne actuelle, à Heidelberg, d'où provient son holotype et en Espagne, sur le site d'Atapuerca ; H. heidelbergensis pourrait être l'ancêtre d'H. neanderthalensis,,. L'industrie lithique associée aux heidelbergiens est l'Acheuléen, caractérisé par la technique des bifaces, attesté il y a 650 000 ans en Europe mais né en Afrique il y a 1,7 Ma. À la même époque, vers 450 000 à 500 000 ans BP, les Européens commencent à maîtriser le feu, étape importante de l'évolution, qui permet la cuisson des aliments et donc facilite l'assimilation des nutriments, et qui permet aussi de se chauffer, dans un environnement climatique globalement plus froid qu'actuellement, ce qui concourt à un processus de socialisation,,.

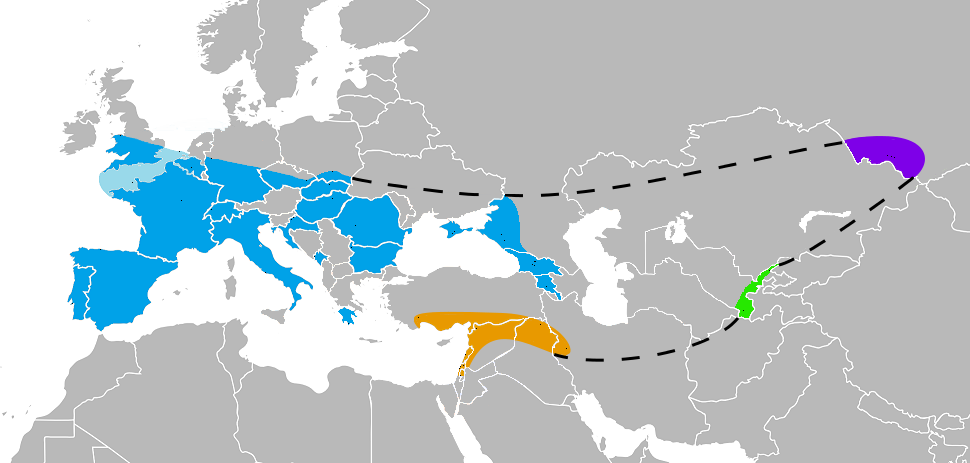
Répartition de l'Homme de Néandertal, présence avérée :
en Europe
au Moyen-Orient
en Asie centrale
dans l'Altaï

Homo neanderthalensis, l'« Homme de Néandertal », naît il y a environ 400 000 ans en Europe occidentale, issu sans doute d'une spéciation par distance,, d'H. erectus/heidelbergensis, ou d'une dérive génétique (modèle d'accrétion), dans un contexte où l'Europe est isolée par les glaces du reste de l'ancien monde,. Neandertal est très adaptable, il s'accommode des périodes glaciaires et inter-glaciaires et des environnements correspondants et s'étend massivement en Europe et au-delà, vers l'Asie Centrale et le Proche-Orient entre 120 000 et 110 000 ans BP,. Physiquement robuste et adapté au froid, Néandertal possède des capacités cognitives proches de celles de l'« Homme moderne » (Homo sapiens), il pratique des rituels, il enterre ses morts, le premier en Europe à le faire, et il pratique une forme d'art,,,,. Il est associé au Moustérien. Le nombre de néandertaliens (métapopulation) est compris dans une fourchette allant de quelques milliers à 200 000 individus, donnant en tout état de cause une très faible densité de population,,.

Expansion d'Homo sapiens.
Homo sapiens
Néandertaliens
Premiers hominidés

Homo sapiens, quant à lui, naît en Afrique, il y a environ 300 000 ans. Sa présence hors d'Afrique, sous une forme archaïque, est attestée par des fossiles âgés de 180 000 ans environ, en Israël (Grotte de Misliya),,. L'expansion de Sapiens se fait en plusieurs vagues, lesquelles empruntent probablement un chemin passant par Bab-el-Mandeb, détroit entre la péninsule arabique et l'Afrique, outre celui par le Nil et le Proche-Orient,,,, mais les premières n'atteignent pas l'Europe. Les vagues de Sapiens évolués qui atteignent l'Europe partent d'Afrique vers 70 000 ans et leurs plus anciennes traces en Europe datent de 45 000 ans (Grotta del Cavallo),,. À partir de 45 000 ans, H. sapiens commence sa colonisation de l'Europe, dans un mouvement d'est en ouest. À ce moment, il a déjà eu l'occasion de se métisser avec Néandertal, leurs chemins s'étant croisés au Proche-Orient et à l'est de l'Eurasie,,,. Ce métissage entre Néandertal et Sapiens est sans doute favorable à ce dernier ; venu beaucoup plus récemment d'Afrique, il est plus adapté aux basses latitudes et il acquiert par ce métissage des avantages évolutifs, notamment de résistance au froid,. Sapiens progresse en Europe et, concomitamment, les néandertaliens régressent, se retrouvant confinés dans des zones refuges avant de disparaître vers 40 000 ans BP avec des populations relictuelles perdurant jusqu'à 28 000 ans BP,, non sans laisser leurs traces génétiques dans l'actuelle population humaine. Les causes de la régression puis de la disparition de Néandertal sont plurifactorielles et toujours discutées,. La peau de ces Homo sapiens était sombre, adaptée à leur origine africaine et aux régions très ensoleillées. Ce n'est que récemment, il y a 10 000 ans, que les chasseurs-cueilleurs européens ont disposé des gènes responsables de la peau pâle,,,.

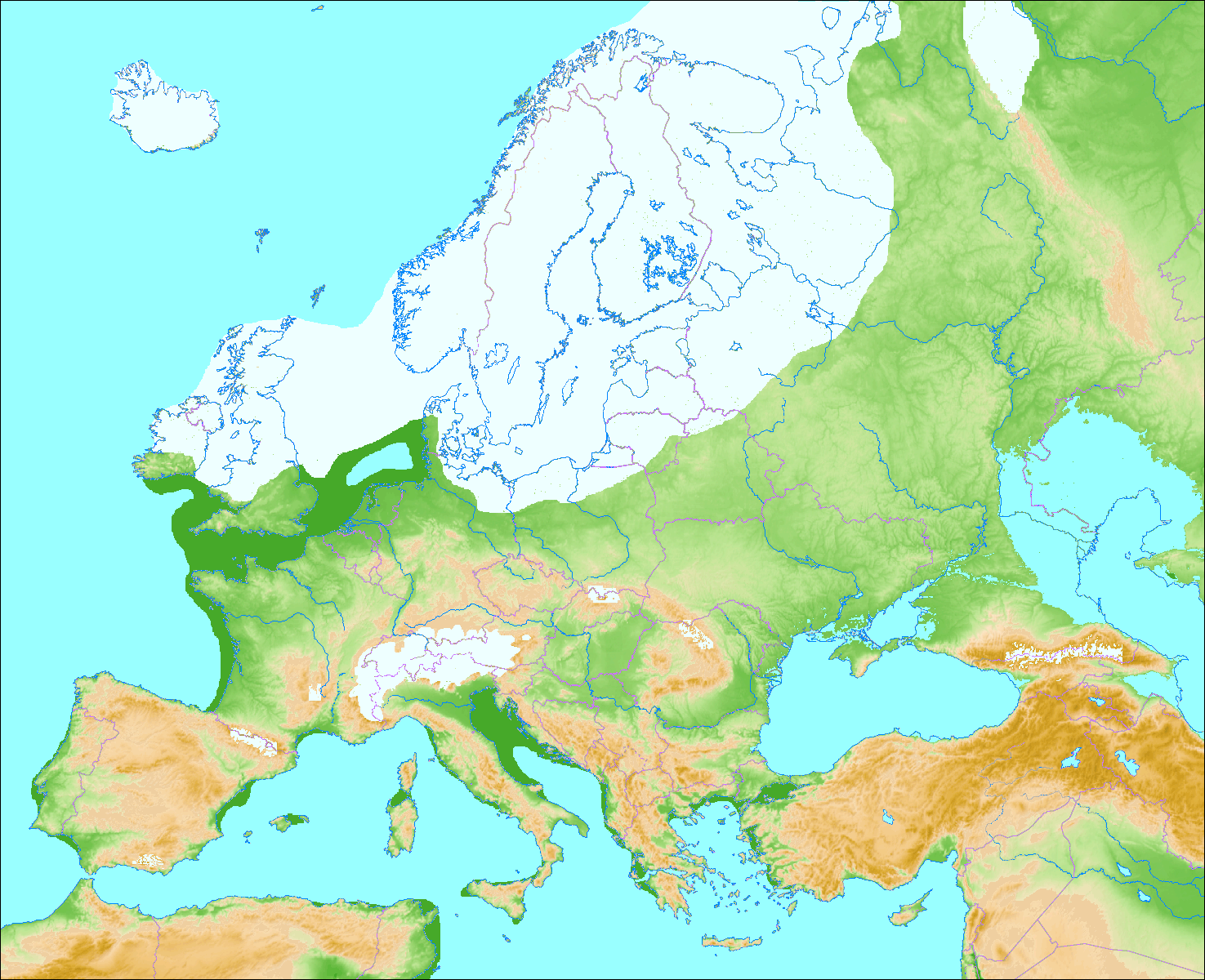
L'Europe lors du dernier maximum glaciaire (env. 21 ka BP) (±2 ka).

Les premiers Hommes modernes européens développent des industries diverses (Uluzzien, Bohunicien, Châtelperronien, attribué à Néandertal, Lincombien-Ranisien-Jerzmanowicien, etc.) ; deux d'entre elles, l'Aurignacien (env. 40-29 ka BP) puis le Gravettien (env. 29-22 ka BP) se répandent largement en Europe,. Ces expansions sont concomitantes à des mouvements de populations, retracés par la génétique, eux-mêmes corrélés aux fluctuations climatiques de l'époque. L'Aurignacien est caractérisé notamment par le développement du travail des matières osseuses (bois de rennes et os de mammouths), rare jusqu'alors, à des techniques de débitage de lamelles ainsi qu'à des objets de parure et au développement de l'art ; la grotte Chauvet, occupée à l'Aurignacien (37 ka BP) et au Gravettien (30 ka BP), en est un exemple. Dès 30 ka BP, à une période particulièrement froide, on trouve des traces de sédentarisation partielle dans l'est de l'Europe, sous la forme de campements bénéficiant d'infrastructures d'habitation (à la différence des abris de plein-air), autour desquels ont été retrouvés des sépultures et des statuettes d'argile. Mais Sapiens reste néanmoins, fondamentalement, un chasseur-cueilleur mobile nomadisant sur des distances de quelques centaines de kilomètres.
Entre 21 000 et 18 000 ans se produit un intense refroidissement, le « maximum glaciaire » qui donne à l'Europe une configuration nettement différente de l'actuelle. Les études génétiques montrent que certains groupes, d'abord représentés en Europe du Nord-Ouest, sont repoussés dans le sud de l'Europe,. C'est le moment où apparaît l'industrie lithique solutréenne, caractérisée par des pointes en pierre très fines et acérées, appelées « feuilles de laurier », servant sans doute de couteaux et armant l'extrémité des flèches et des sagaies. Émergent l'usage du propulseur et (probablement) de l'arc pour la chasse mais ces deux outils, cependant, ne se généraliseront qu'au Magdalénien qui lui succède,. On a longtemps pensé que le Solutréen était aussi l'époque de l'invention de l'aiguille à chas,, jusqu'à la découverte, en 2016 en Sibérie, d'un tel artefact, daté de 45 ka BP, attribué à l'Homme de Denisova,,. Le Magdalénien est caractérisé par un art pariétal particulièrement riche, comme en témoignent les grottes de Lascaux et d'Altamira, et par le travail des matières osseuses.
La dernière période glaciaire s'achève de manière brutale. Un premier réchauffement rapide se produit vers 14 700 BP, la température du Groenland augmente de plus de 10 °C, c'est ce qu'on nomme le Bölling, qui libère des glaces une grande partie de l'Europe du Nord et de la Scandinavie, permettant leur peuplement depuis le sud. Avec ce retrait des glaces, de nouveaux apports de populations à partir du Proche-Orient font sentir leurs effets. Plus tard, vers 12 900 BP, un retour à des conditions glaciaires se traduit par des températures extrêmement froides avant un réchauffement final, vers 11 700 BP, qui marque la fin de la dernière glaciation et l'entrée dans l'Holocène avec l'instauration du climat actuel ; cela coïncide avec les débuts de l'extinction de la mégafaune européenne (mammouth laineux, rhinocéros laineux, cerf géant, ours des cavernes, etc.), sans doute pour des raisons climatiques probablement aggravées par la prédation humaine. Le paysage et sa faune se recomposent, la forêt tempérée progresse en Europe à partir de 10 000 BP, la chasse à l'arc se généralise, et l'alimentation des hommes du Mésolithique devient extrêmement diversifiée (les escargots par exemple, sont consommés en très grande quantité dans certaines niches écologiques).

#### Industries et cultures en Europe

Industries du Paléolithique
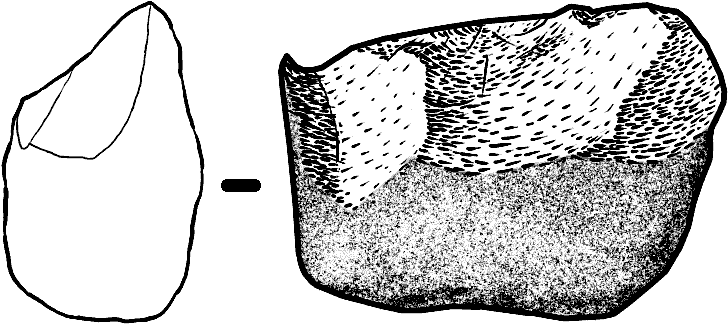
Galet aménagé du gisement de Dmanissi, de type Oldowayen (env. 1.8 Ma, Homo georgicus).
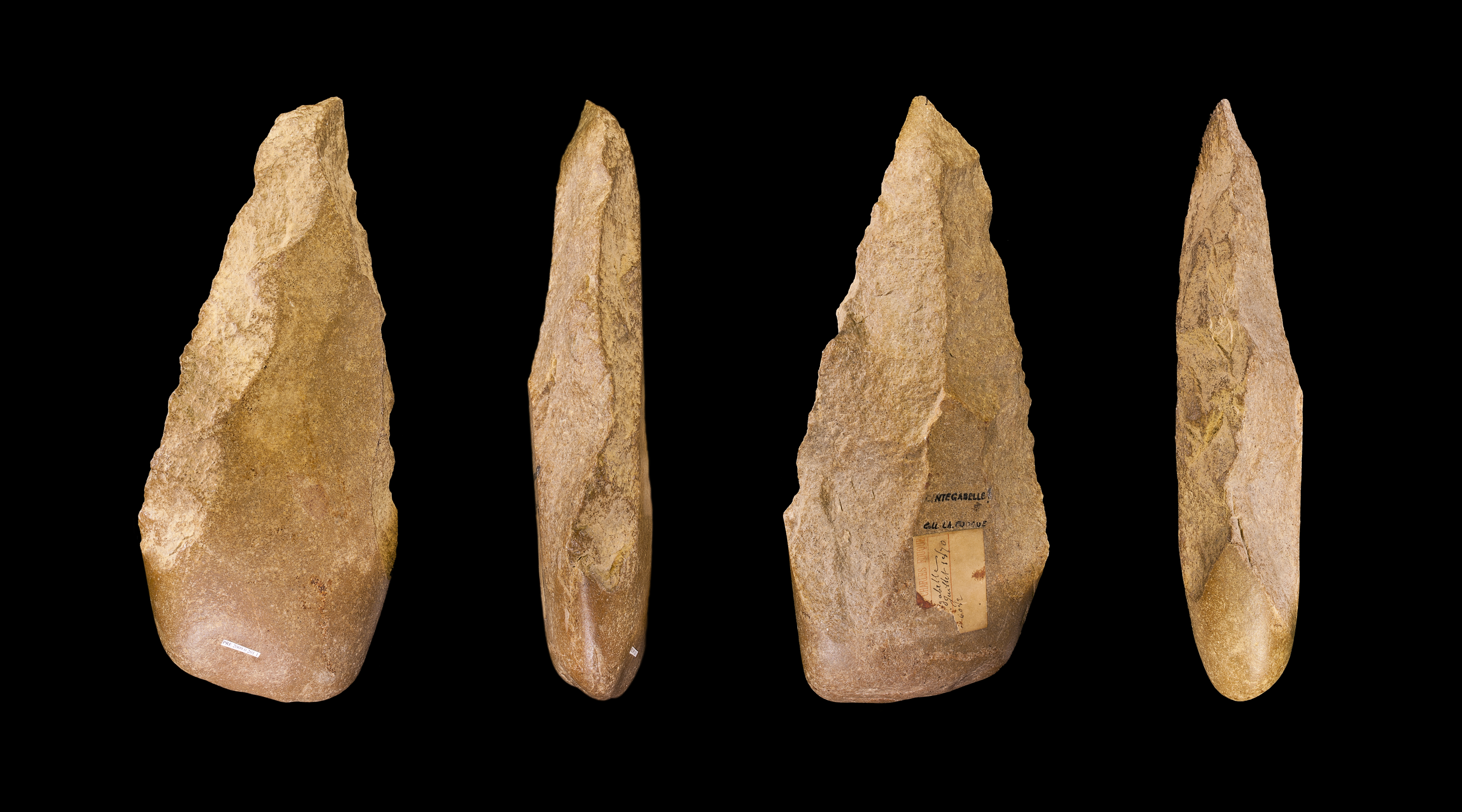
Biface Acheuléens (650 000 (en Europe) - 100 000 BP, Homo heidelbergensis).
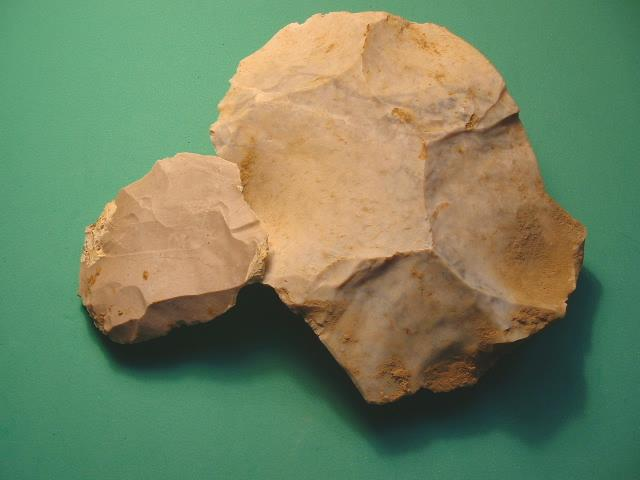
Nucléus et éclat Levallois en silex du Moustérien (300 000-38 000 BP, Homme de Néandertal).
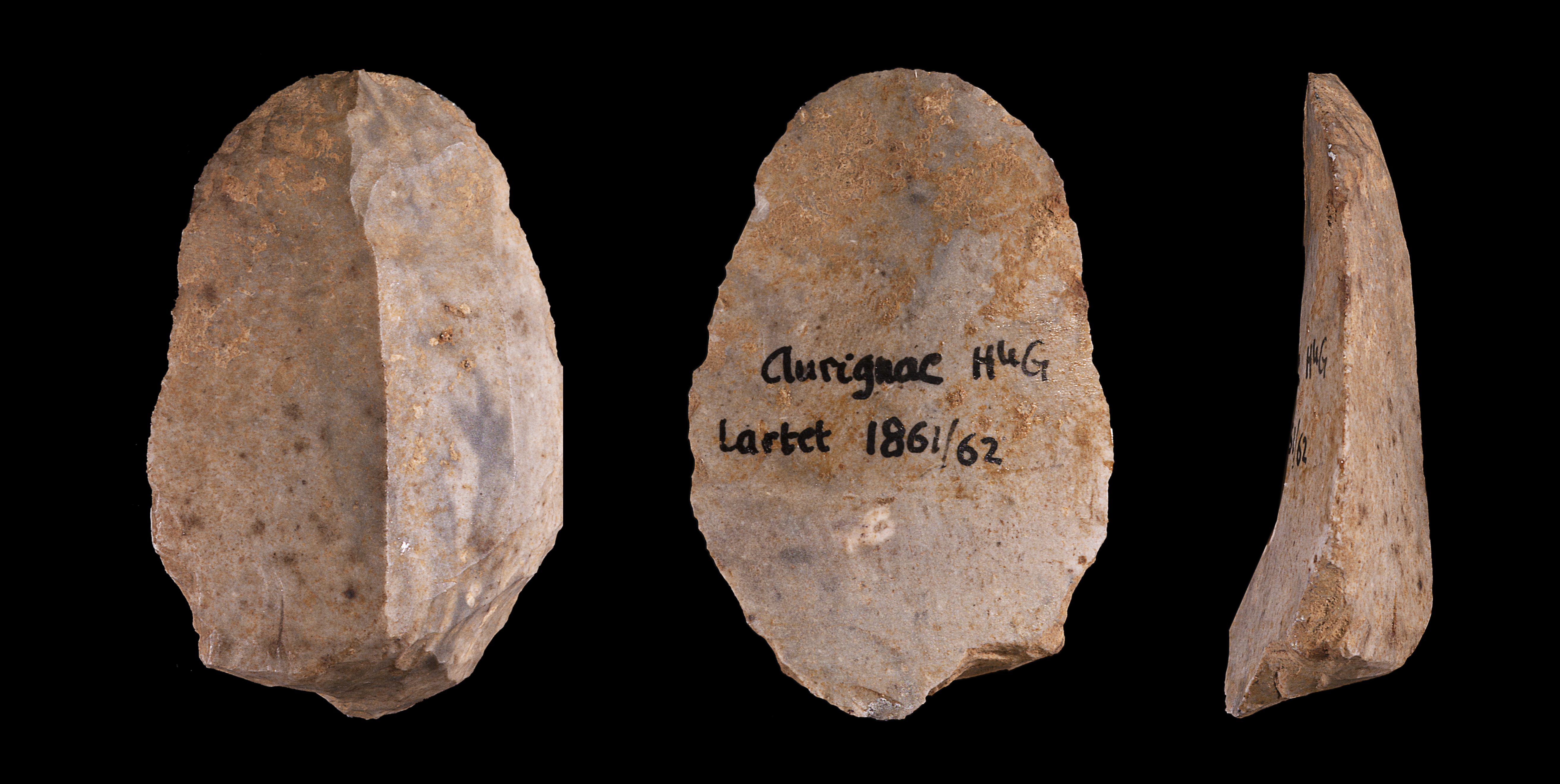
Grattoir double sur lame, Aurignacien (40 000-29 000 BP, correspond à l'arrivée d'Homo sapiens en Europe, première occupation de la grotte Chauvet).
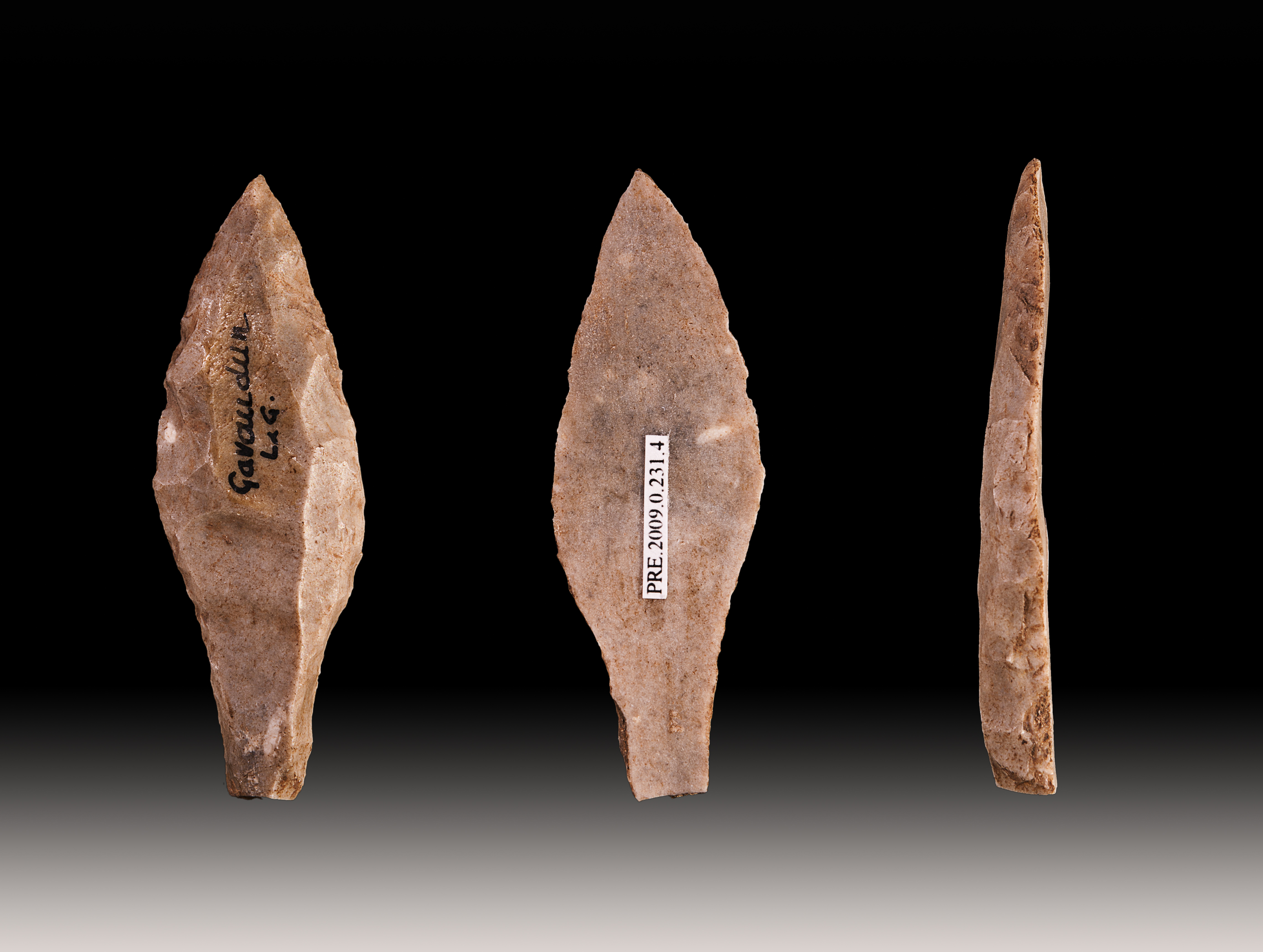
Pointe de flèche en silex, Gravettien (29 000-22 000 BP, Homme de Cro-Magnon, deuxième occupation de la grotte Chauvet).
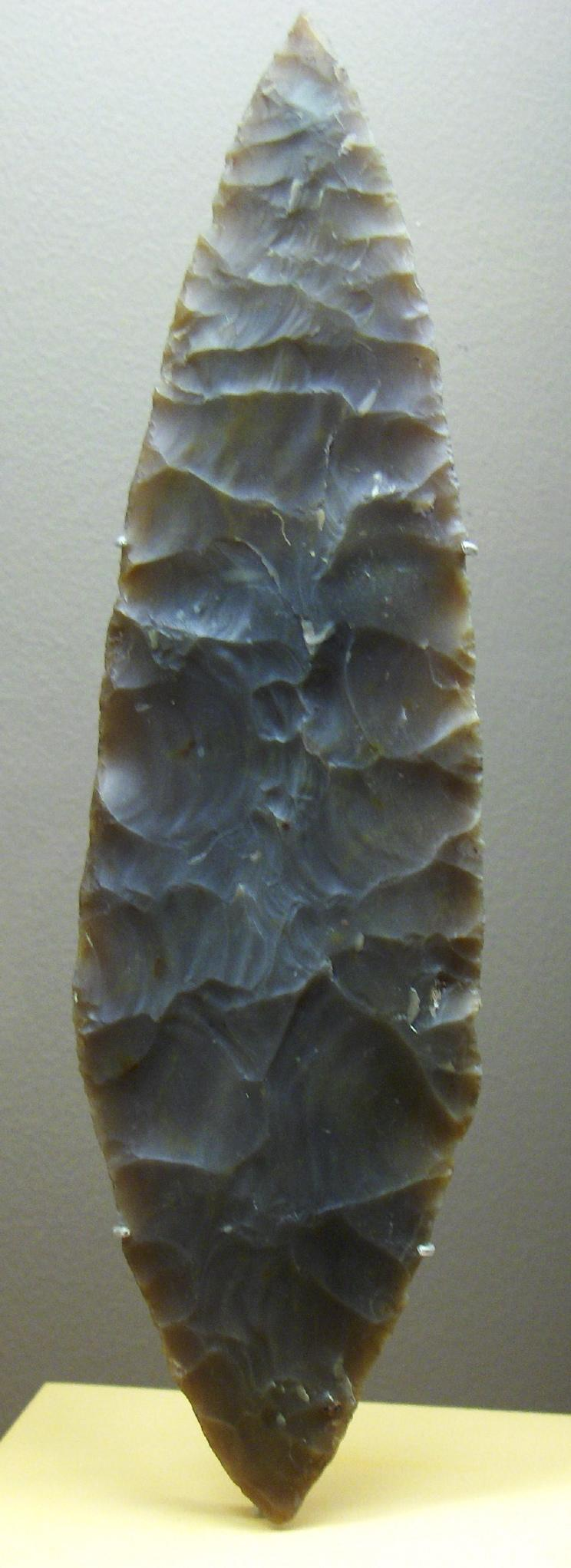
Outil en « feuille de laurier », Solutréen (22 000-17 000 BP).
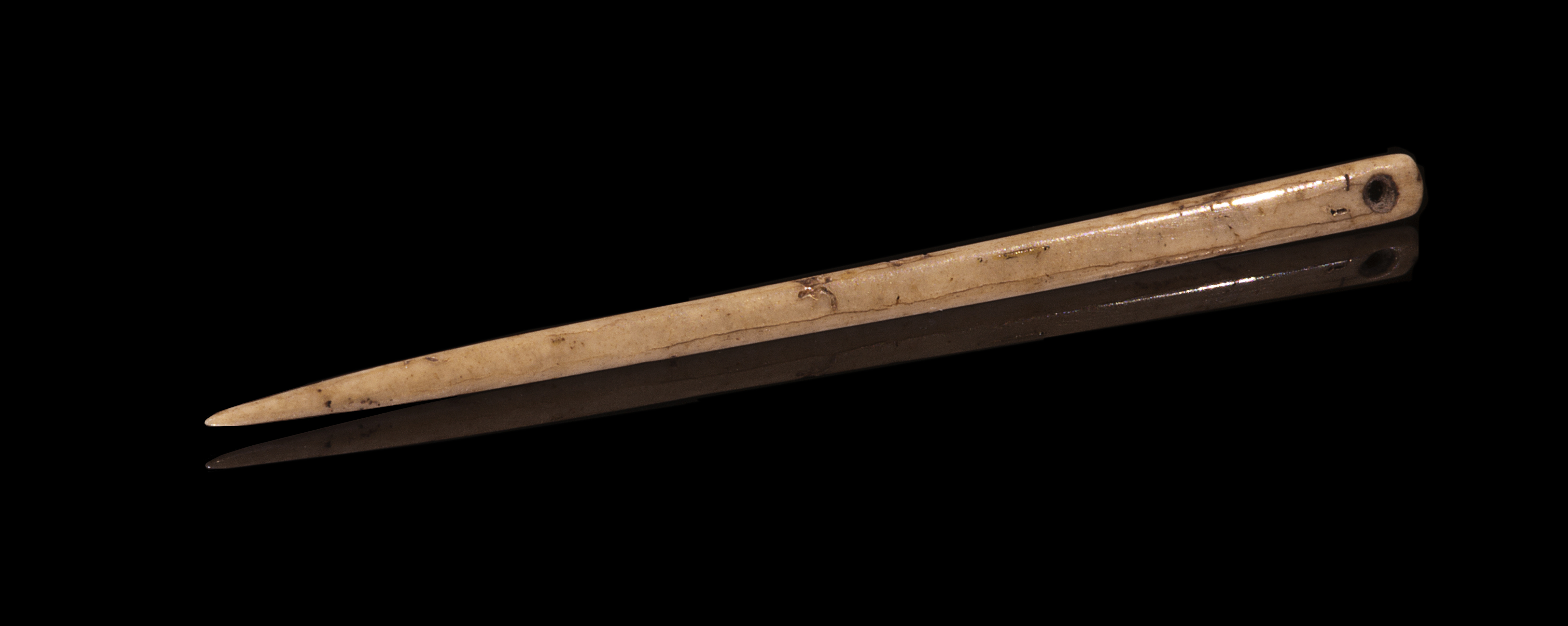
Aiguille en os du Magdalénien (période à laquelle correspond l'art de la grotte de Lascaux et d'Altamira), (17 000-12 000 BP).
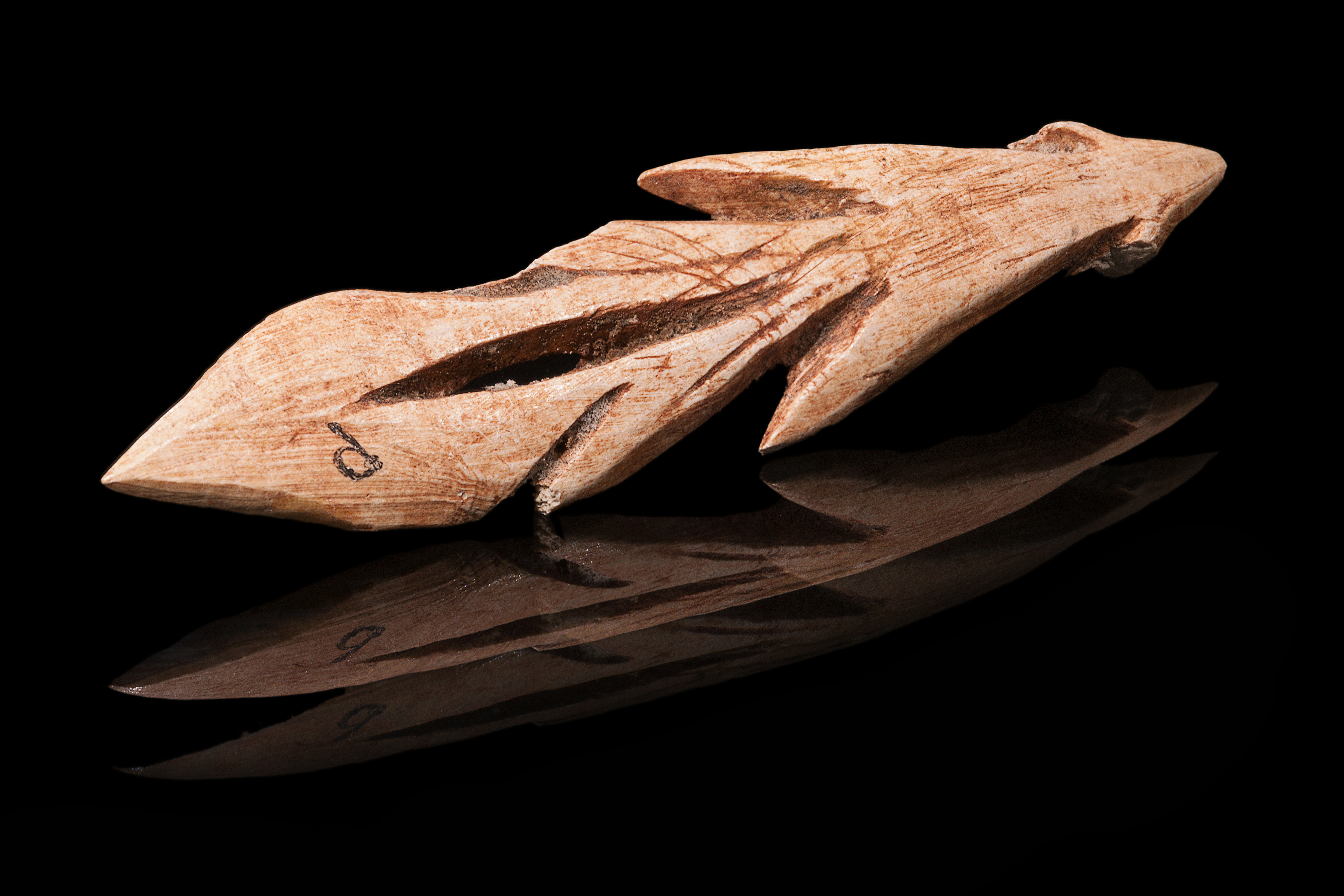
Harpon Azilien en os (12 500-9 500 BP).

#### Néolithisation

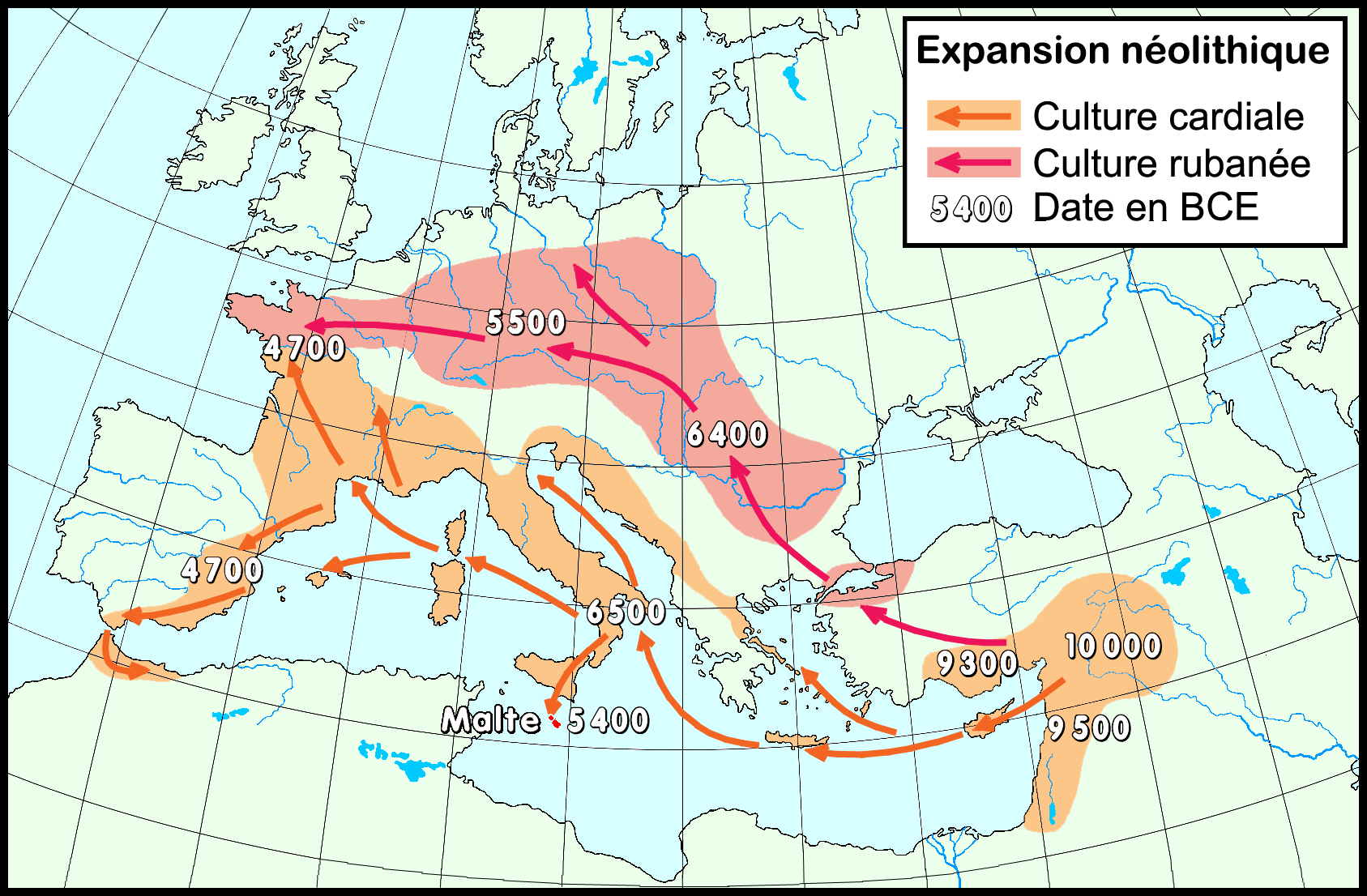
Expansion du cardial et de la culture rubanée.

La néolithisation de l'Europe commence vers 7,5 ou 8 Ka BP (milliers d'années avant le présent) par diffusion de populations et de techniques apparues vers 11 Ka BP dans le croissant fertile, elle s'accompagne d'une forte croissance démographique,. Elle est probablement autant due à un changement culturel qu'aux conditions climatiques. Les indicateurs de la néolithisation sont la domestication des plantes et des animaux (celle du chien étant cependant largement antérieure), la tendance à la sédentarisation (la sédentarisation précède cependant l'agriculture,) avec le regroupement en villages et l'émergence de la poterie pour des contenants destinés au stockage de produits agricoles. Ce sont les débuts des sociétés agropastorales et la naissance du mégalithisme.
Cette néolithisation, venue du croissant fertile via l'Anatolie, emprunte deux chemins ; d'abord un courant méditerranéen par lequel se diffuse la culture de la céramique imprimée suivie de la culture de la céramique cardiale (8 Ka BP) ; ensuite un courant danubien, par lequel se diffuse la culture rubanée (vers 7,5 Ka BP). Les études génétiques, montrent que, outre une diffusion culturelle, l'Europe connaît l'arrivée de populations d'agriculteurs, venues d'un foyer anatolien, qui ont suivi ces chemins danubien et méditerranéen,. Les îles Britanniques, en configuration insulaire depuis 8 Ka BP, connaissent ce processus plus tardivement, près d'un millénaire après celui de l'Europe continentale,,,. La néolithisation est largement effective en Europe vers 5 Ka BP.

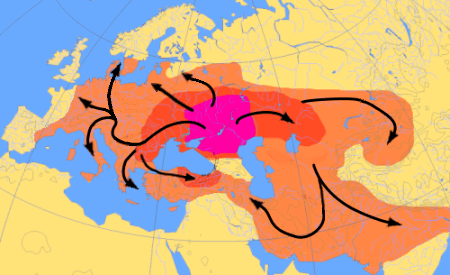
Carte représentant la diffusion des langues indo-européennes entre 6000 et 3000 BP selon l'hypothèse kourgane.

Des hypothèses linguistiques et archéologiques de la deuxième moitié du XXe siècle (l'hypothèse kourgane étant la plus largement reconnue,) et des études génétiques du début du XXIe siècle accréditent la thèse que des populations, ayant domestiqué le cheval et maîtrisant l'équitation ainsi que le transport en chariot, seraient venues de l'est de l'Europe, la steppe pontique, et se seraient répandues sur le continent à partir de 5 000 BP, le dominant largement ; elles contribuent pour 75 % à l'ADN des peuples de la céramique cordée, héritière de la culture de la céramique rubanée, largement présente en Europe à ce moment. Leur foyer d'origine est la culture Yamna,,,. Elle se caractérise par sa pratique de l'inhumation dans des tumuli nommés « kourganes ». Ils seraient aussi les locuteurs du proto-indo-européen, langue-mère de la quasi-totalité des langues européennes,,,,. Georges Dumézil, au début du XXe siècle, postule que les sociétés d'origine indo-européenne partagent jusqu'à nos jours un mode de pensée, l'idéologie tripartite.
|  |

L'agriculture européenne commence sur les bords de la mer Égée, aux environs de 6500 av. J.-C. Elle s'installe progressivement sur le continent, dans la zone danubienne et l'actuelle Hongrie (5500 av. J.-C.), sur les côtes méditerranéennes et le territoire de la France actuelle vers 5000 av. J.-C., en Germanie et sur le territoire des actuels Pays-Bas vers 4500 av. J.-C. ; elle atteint les Îles Britanniques vers 4000 av. J.-C.,
Vers 3000 av. J.-C. apparaît le travail du cuivre, qui conjugué à celui de la pierre, caractérise le Chalcolithique ; des outils agricoles métalliques plus efficaces apparaissent, l'araire se développe à la place de la houe. La civilisation minoenne, inspiratrice de la culture grecque, apparaît vers 2700 av. J.-C. avec sa langue écrite en linéaire A, une des plus anciennes formes d'écriture en Europe avec les hiéroglyphes crétois. À son apogée, elle sera la première civilisation avancée de l'âge du bronze. L'âge du bronze date de la fin de la culture campaniforme, laquelle, entre 2600 av. J.-C. et 2200 av. J.-C., couvre une notable partie de l'Europe de l'Ouest,.

#### Germains

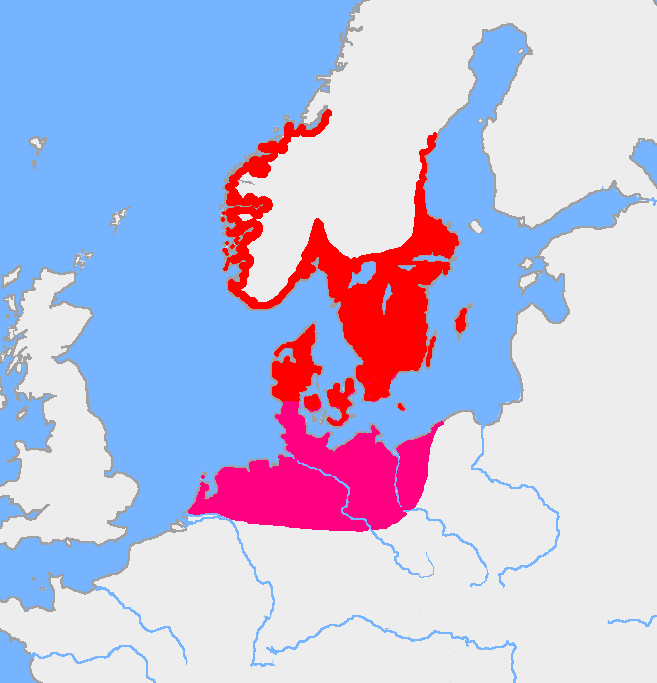
Foyer proto-germanique, premier âge du fer : groupe nordique au nord (rouge) et la culture de Jastorf au sud (magenta).

Le commencement des Germains se situe vers le iie millénaire av. J.-C. en Suède méridionale, au Danemark et en Allemagne du Nord entre la Weser et l’Oder. Ils s'établissent dans la grande plaine européenne, du Rhin à la Vistule et de la Baltique au Danube, entre le Ve siècle av. J.-C. et le début de l'ère chrétienne. Leur expansion vers le sud est arrêtée par l'« écran du peuplement celtique » (IIIe siècle av. J.-C.) puis par les Romains (IIe siècle av. J.-C.).
On distingue trois groupes linguistiques : le nordique, celui des Scandinaves ; l’Ostique ou Germains orientaux, celui des Goths, des Vandales, des Burgondes, etc. ; enfin les Westiques (Germains occidentaux), en Allemagne, au Jutland et aux Pays-Bas.

#### Celtes
- Noyau territorial Hallstatt, au VIe siècle av. J.-C.

La civilisation celte :
Noyau territorial Hallstatt, au
Expansion celtique maximale, en 275 av. J.-C.
Domaine lusitanien de l'Ibérie où la présence celtique est incertaine
Zones où les langues celtiques restent largement parlées

Les Celtes s'installent entre l’âge du bronze moyen (env. 1200 av. J.-C.) et le début de l’âge du fer (env. 800 av. J.-C.) dans une grande partie de l’Europe, du bassin des Carpates à l’est de la France. Leur origine est le centre de l'Europe, où étaient apparues les cultures caractérisées par leurs coutumes funéraires de l'enterrement sous tumulus (XVIe siècle av. J.-C. - XIIe siècle av. J.-C.) puis par la technique consistant à incinérer les cadavres et à conserver leurs cendres dans des urnes (civilisation des champs d'urnes, XIVe siècle av. J.-C. - IXe siècle av. J.-C.).
Le noyau celte se situe à Hallstatt, en actuelle Autriche. Aux débuts de l'âge du fer, leur société, relativement égalitaire, se stratifie avec, à son sommet, des chefs militaires. Cela est probablement en lien avec la métallurgie du fer et, notamment, la conception d'armes, telles les épées droites caractéristiques, et la confection de pièces de harnachement plus efficaces qui donnent de l'importance aux cavaliers armés. Les Celtes excellent en effet dans le travail du fer, fabriquant, outre des armes, des outils tels que haches et ciseaux. Ils confectionnent aussi des poteries, ils inventent la tonnellerie, et ils exploitent le sel gemme, dont le commerce est source de richesse,. On leur doit aussi, avec un apogée aux IIe et Ier siècles av. J.-C., les habitats structurés autour d'un oppidum, centre fortifié à vocation militaire, économique et cultuelle. La période laténienne ou deuxième âge du fer, commençant au Ve siècle av. J.-C., est celle où les Celtes passent de la protohistoire à l'histoire, lorsqu'ils apparaissent dans les textes des auteurs grecs.

### Antiquité
L'Europe antique est, pour notable partie, une Europe celtique, celle des peuples héritiers de la culture des tumulus,, et en partie germanique, aux côtés de la Grèce antique et de sa brillante civilisation de l'Époque classique (Ve – IVe siècles av. J.-C.), considérée comme le berceau culturel de la civilisation occidentale,,,,,,.
Pour ce qui concerne le terme et le concept, le mot « Europe » désigne d'abord, dans son acception géographique, la Grèce continentale. Le terme est mentionné pour la première fois vers 590 av. J.-C., par Hésiode, dans sa Théogonie. Anaximandre et Hécatée de Milet produisent, entre 600 et 500 av. J.-C., des cartes représentant un territoire appelé Europe. Le mot prend aussi un sens politique lorsque les Grecs sont confrontés aux invasions venant d'Asie, principalement lors des guerres avec l'empire perse. Selon Jacqueline de Romilly, « la victoire de Salamine [en 480 av. J.-C.] a bel et bien empêché la Grèce de basculer sous la coupe de l'Asie […] les Grecs ont eu alors pour la première fois le sentiment de défendre une civilisation contre une autre ». L'Europe en tant qu'entité géographique se retrouve chez Ératosthène au iiie siècle av. J.-C., lequel présente une tripartition du monde connu par une carte où elle figure. Mais la distinction fondamentale durant l'Antiquité est celle entre les Barbares, qui habitent ce qu'en latin on nomme barbaricum (« pays des Barbares »), et ceux qui appartiennent à l'aire culturelle grecque, puis gréco-romaine. Le royaume de Macédoine désigne l'Europe comme une entité politique : lorsque Philippe II part en Orient, en 335 av. J.-C., il laisse en Macédoine un régent, Antipatros, qui porte le titre de « stratège d'Europe »,.
Après l'époque hellénistique, l'Europe voit Rome commencer son expansion au IVe siècle av. J.-C. et atteindre son apogée au IIe siècle. L'Europe est reconfigurée, son histoire devient celle de l'Empire romain pour la zone concernée.

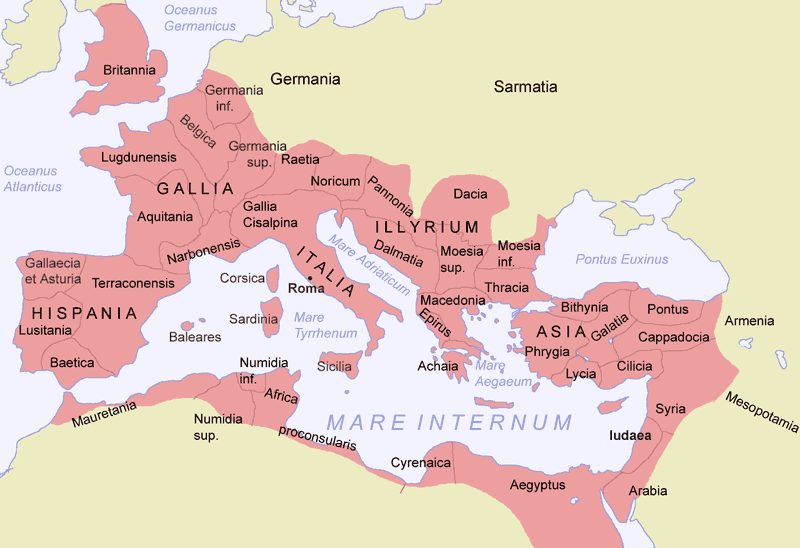
L'Empire romain sous Hadrien (v. 120 apr. J.-C.).

La Grèce et le royaume de Macédoine sont supplantés au iie siècle av. J.-C. Les Celtes, qui se sont largement répandus en Europe, allant jusqu'à menacer Rome en 390 av. J.-C., pris en tenaille par les attaques des tribus germaniques venues du nord,, sont repoussés ou assimilés. À l'aube de l'ère chrétienne, les Romains, lorsque leur zone d'expansion dépasse la « ceinture celtique », se retrouvent entourés par les Germains qui deviennent « les nouveaux peuples voisins du monde romain en Europe centrale et occidentale ». Les frontières orientales de l'Imperium, limites avec les peuples germaniques, sont le Rhin et le Danube, tandis que sa frontière septentrionale est le mur d'Hadrien, qui le sépare des Pictes celtes.
À cette époque, entre 20 av. J.-C. et 23 apr. J.-C., Strabon rédige une géographie qui mentionne l'Europe et, déjà, des descriptions non seulement géographiques, mais aussi économiques et culturelles des territoires qu'il étudie. Au Ier siècle, Varron évoque une bipartition du monde au niveau du Bosphore, les parties situées au nord-ouest du détroit constituant l’Europe, celles situées au sud-est, l’Asie. Toujours au Ier siècle, Pline l'Ancien divise le monde en trois parties, l'Europe, l'Asie et l'Afrique.
Les Celtes présentent une certaine unité linguistique et culturelle, mais pas d'intégration politique ; ils bénéficient d'une organisation tribale, au plus en ligues de tribus, à l'instar des Germains,. C'est donc l'Empire romain qui contribue à créer les prémices d'une unité européenne. Si la Grèce est le berceau culturel de l'Europe, Rome peut être considérée comme le berceau de sa civilisation,,,,. L'influence romaine s'inscrit dans la culture, formant ce qu'on nomme la culture gréco-romaine via la langue latine, ainsi que dans les territoires et dans l'usage de l'espace via les voies romaines et l'urbanisation et esquisse même une Europe religieuse en diffusant le christianisme à partir du Ier siècle. Les Ier et IIe siècles sont ceux de la Pax Romana, période de calme relatif, notamment politique, malgré des batailles toujours existantes sur les marches de l'Empire, notamment avec les peuples germaniques pour ce qui concerne la zone européenne. L'Empire est l'entité politique unificatrice définissant le mode de gestion politique ainsi que les limites (et les frontières, qui sont une forme particulière de limites), qui séparent le monde romain de celui des barbares,,.
Le IIIe siècle est une période de crise interne pour l'Empire romain qui subit aussi une pression croissante des peuples germaniques, invasions difficilement repoussées. L'empire intègre nombre de ces envahisseurs par des traités, faisant d'eux des fédérés qui fournissent des troupes à l'armée. Une Tétrarchie est mise en place en 293 apr. J.-C. pour lutter contre les Barbares et, au IVe siècle, « Europe » désigne l’une des six provinces du diocèse de Thrace dont le territoire correspond à « la partie européenne de la Turquie actuelle ».
Le christianisme, dont les adeptes sont par périodes persécutés, notamment au IIIe siècle par Dioclétien,, s'était répandu dans l'Empire, comme en témoigne l'épisode symbolique de la conversion de l'Empereur Constantin et l'édit de tolérance religieuse de Milan en 313 apr. J.-C. En 392 apr. J.-C., il est déclaré religion officielle de l'Empire par Théodose et les autres cultes sont interdits. Même si, à ce moment, les chrétiens sont nettement minoritaires dans la population,, cette christianisation officialisée aura une importance, donnant, au moment des royaumes barbares, une légitimité religieuse à un pouvoir royal qui en était, à l'origine, dépourvu.

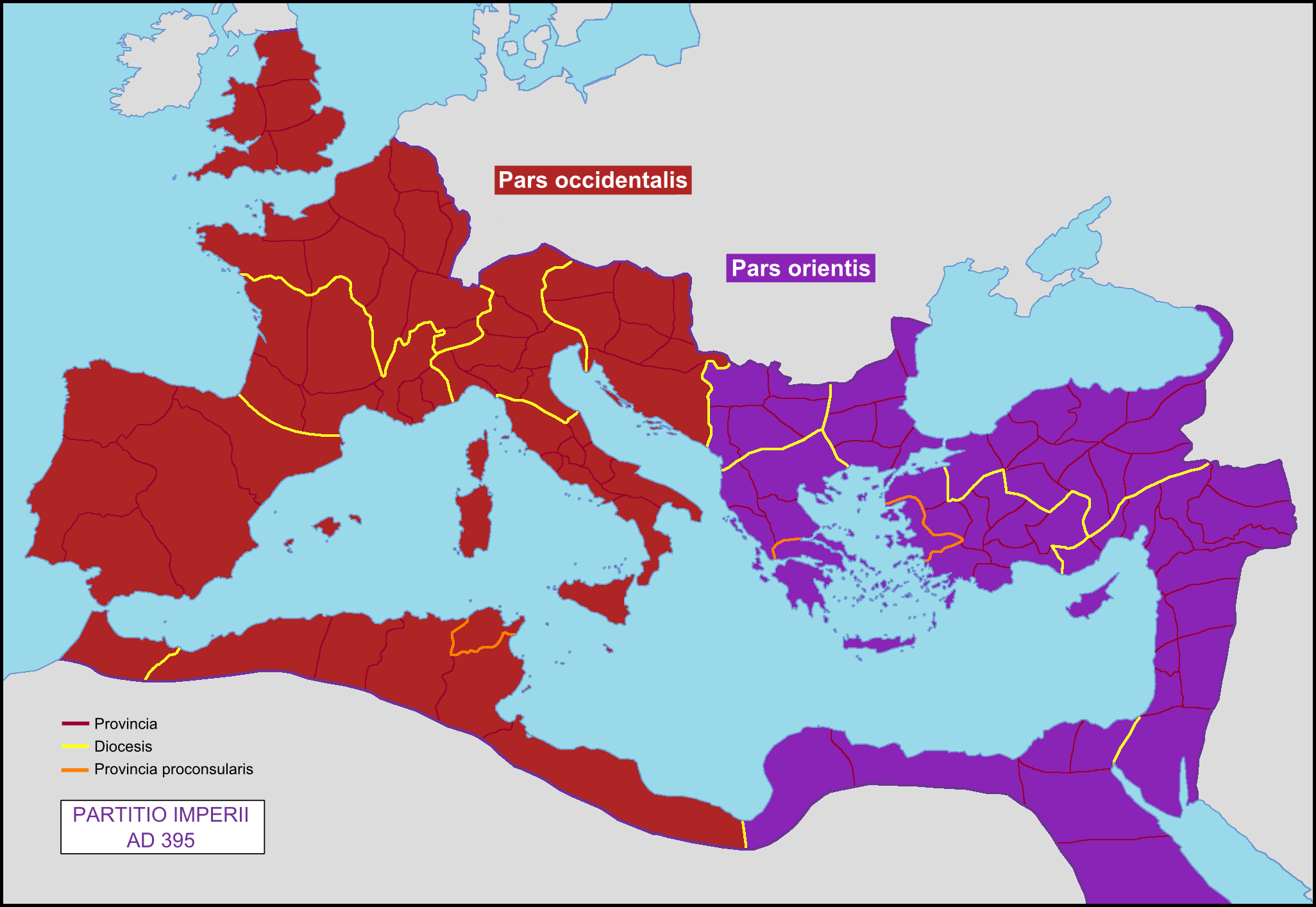
Empires romains d'Orient et d'Occident.

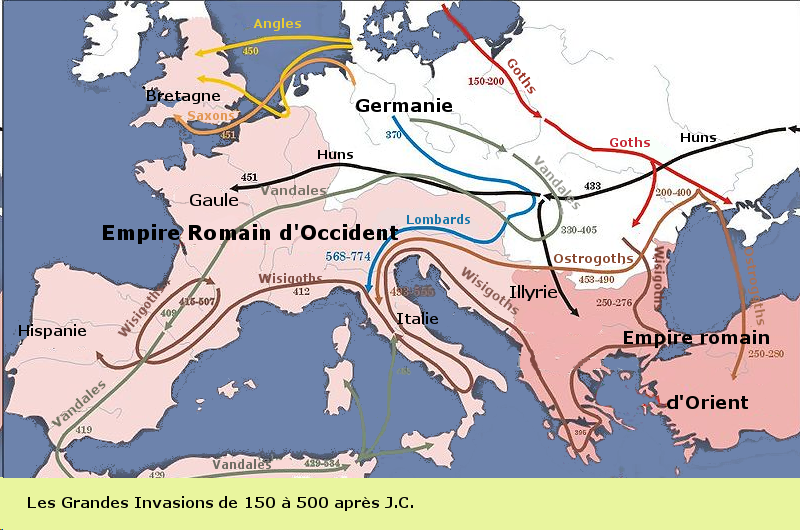
Les invasions barbares.

En 395 apr. J.-C., l'Empire est définitivement scindé en deux, l'Empire romain d'Orient et l'Empire romain d'Occident. Le premier perdure : « l'empire d'Orient […], à bien des égards héritier de l'Empire romain, devait durer jusqu'au milieu du XVe siècle. » Inversement, dès le Ve siècle, l'Empire d'Occident se délite sous l'effet des attaques des peuples germains, appelées les invasions barbares : « La fin de l'empire d'occident est amenée par les invasions barbares des Germains qui entrent dans l'empire par vagues, poussés sur leurs arrières par les Huns, et attirés à la fois par le désir de pillage et l'espoir d'y trouver des conditions de vie meilleures ».
En Europe occidentale, la déposition du dernier empereur romain d'Occident en 476 apr. J.-C. marque conventionnellement le passage de l'Antiquité au Moyen Âge.
|                                                                         |
| Reconstitution de la carte perdue d'Anaximandre (VIe siècle av. J.-C.). |

|                                                                              |
| Reconstitution de la carte perdue d'Hécatée de Milet (VIe siècle av. J.-C.). |

|                                                              |
| Carte du monde connu d'Érathosthène (IIIe siècle av. J.-C.). |

|                                                                        |
| Carte de l'Europe selon Strabon (entre 20 av. J.-C. et 23 apr. J.-C.). |

|                                                                     |
| Carte du XVIe siècle, représentant la Thrace antique au IVe siècle. |

### Moyen Âge

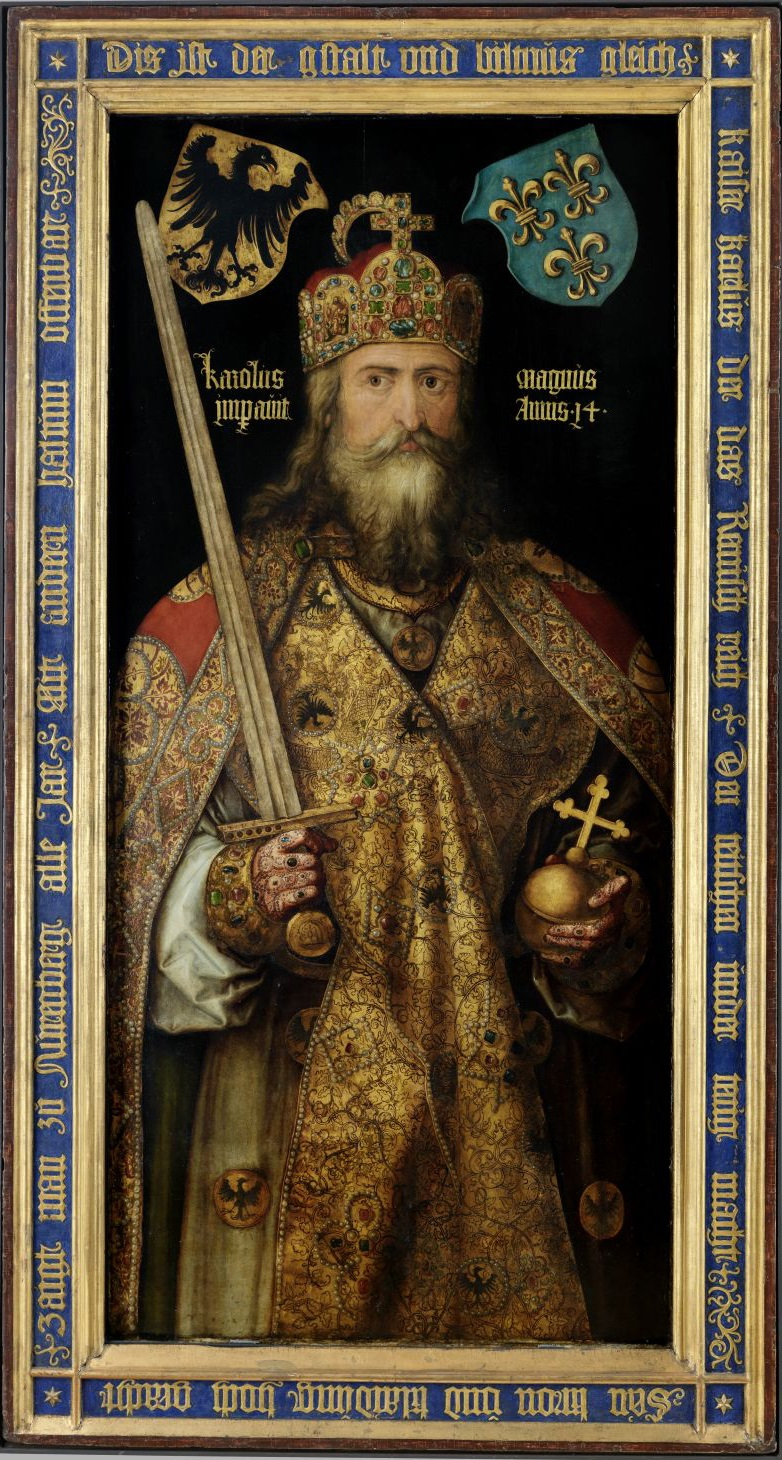
Charlemagne.

En Europe occidentale, la lente déliquescence de l’Empire romain d'Occident qui aboutit à la désunion et à l’émergence de nations parfois éphémères, au gré des invasions et conquêtes, ne fera jamais oublier l’héritage romain qui reste un modèle d’unité et de droit pour l’Europe, de l’Empire carolingien jusqu’à l’Empire napoléonien en passant par le Saint-Empire romain germanique. Les liens entre places commerciales européennes émergent.
Poursuivant la politique de conquête de ses prédécesseurs francs, Charlemagne étend son royaume. Sa politique d’expansion rejoint le désir de la papauté romaine d'asseoir la prépondérance de l’évêque de Rome par rapport aux patriarches orthodoxes et coptes. Le jour de Noël de l'an 800, Charlemagne est couronné empereur des Romains par le pape Léon III, à Rome, en la basilique Saint-Pierre. Cette union entre pouvoir temporel et religieux vise à réunir l’Europe en un empire chrétien d’Occident. De son vivant, Charlemagne se fait appeler Pater Europae (« père de l'Europe »), et parfois Europa vel regnum Caroli (l’Europe, ou le royaume de Charles).
L’Europe occidentale de Charlemagne est franco-germanique et chrétienne de rite latin, alors que l’Europe orientale sous l’influence de Constantinople est à dominante slave et de rite grec, mais les deux tendent à christianiser l’Europe du Nord, britannique, scandinave et russe. Alors qu’à Constantinople se concentrent les deux pouvoirs religieux et politique, en Occident le rôle de Rome y est essentiellement religieux, la capitale de Charlemagne se trouvant à Aix-la-Chapelle. Charlemagne tente une réunification avec l’Empire romain d'Orient vers l’an 800 mais il échoue, et son empire se désagrège rapidement après sa mort. En 962, Otton Ier crée le Saint-Empire romain germanique, mais celui-ci ne peut s’étendre, contrecarré par la permanence de royaumes anciennement constitués, la France et l’Angleterre surtout, par ses luttes avec la papauté, puis par le développement de l’Empire ottoman lors de l’époque moderne.
L’Empire romain d'Orient (dit, depuis le XVIe siècle, « byzantin ») est chrétien et de culture essentiellement grecque : il connaît d’importantes fluctuations de sa force et par conséquent de son territoire, qui s’étend à son apogée sur une grande partie du rivage méditerranéen, d’abord sous Justinien, puis sous les empereurs macédoniens, du IXe au XIe siècle. Au cours des siècles, ses relations avec l’Occident se distendent puis se détériorent, alors que les musulmans montent en puissance à l’Est et s’emparent de la moitié de l’Anatolie au XIe siècle. Le schisme religieux de 1054 et l’agression militaire venue de l’Ouest en 1204 affaiblissent l’Empire d’Orient qui finit dépecé morceau par morceau par l’Empire ottoman avant de disparaître lors de la chute de Constantinople en 1453.
Durant plusieurs siècles c’est le terme de chrétienté qui unit culturellement les monarchies et les populations européennes, tandis que le mot « Europe » disparaît des propos et des esprits[réf. nécessaire].

### Temps modernes

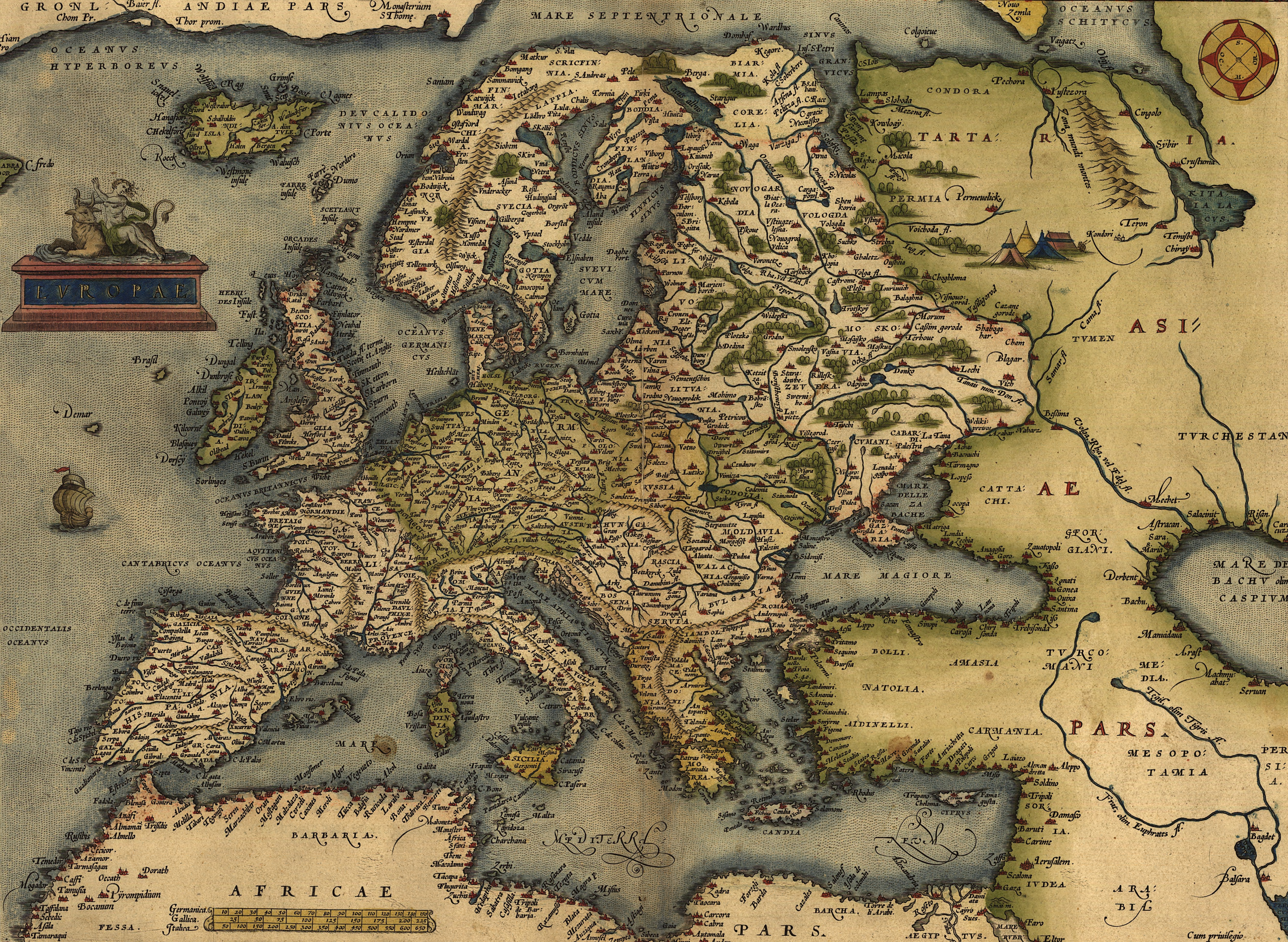
Europae, carte de l'Europe par Abraham Ortelius, 1571.

L'axe européen Bruges/Venise est déplacé à la fin du Moyen Âge. À l'époque où l'Empire d'Orient s'effondre, la Reconquista espagnole touche à sa fin. L'année 1492 est celle de l'Espagne, avec la reconquête du dernier royaume maure (Grenade) en péninsule Ibérique et le premier voyage de Christophe Colomb, sous l'égide des Rois catholiques qui va ouvrir la voie à l'établissement des hégémonies européennes.
Le rêve d'un grand empire européen renaît au XVIe siècle lors de l'affrontement entre François Ier et Charles Quint, qui tous deux se disputent le trône du Saint-Empire. Grâce à l'appui des banquiers Fugger, Charles Quint l'emporte, se retrouvant à la tête d'un domaine très vaste, mais aussi très morcelé. Les diverses guerres menées contre la France ne donnent aucun résultat : durant deux siècles, le découpage de l'Europe va évoluer au gré des alliances matrimoniales et des guerres entre États. C'est face à la montée en puissance de l'Empire ottoman qu'une union des États chrétiens d'Europe apparaît : « Nous tenons de Gadès à l’Isler, une zone qui s’étend entre les deux mers et qui est la très courageuse et la très puissante Europe. Là, si nous nous unissions, nous ne serions pas seulement égaux à la Turquie, mais supérieurs à toute l’Asie » (Jean Louis Vivès).
Mais ce ciment du christianisme catholique, qui donnait un semblant d'union à cette Europe occidentale, éclate en morceaux avec la Réforme (ou plutôt les Réformes), dont l'impact politique est considérable, permettant néanmoins la formation des Provinces-Unies et de la Confédération suisse. Les guerres de Religion, la guerre de Trente Ans, les guerres de Louis XIV rythment les XVIe et XVIIe siècles. Les traités de Westphalie (1648) et celui du traité des Pyrénées en 1659, redessinent durablement la carte politique de l'Europe et l'équilibre des forces en présence.
L'Époque moderne est marquée par un renforcement des nationalismes en tous genres. C'est aussi l'époque où l'Europe s'étend très loin de ses frontières par la constitution des premiers empires coloniaux sur le continent américain, puis en Inde.
Entre 1700 et 1789, la population de l'Europe connaît une phase de croissance, passant de 118 millions à 180 millions d'habitants, même si cet accroissement est inégal.

### Époque contemporaine

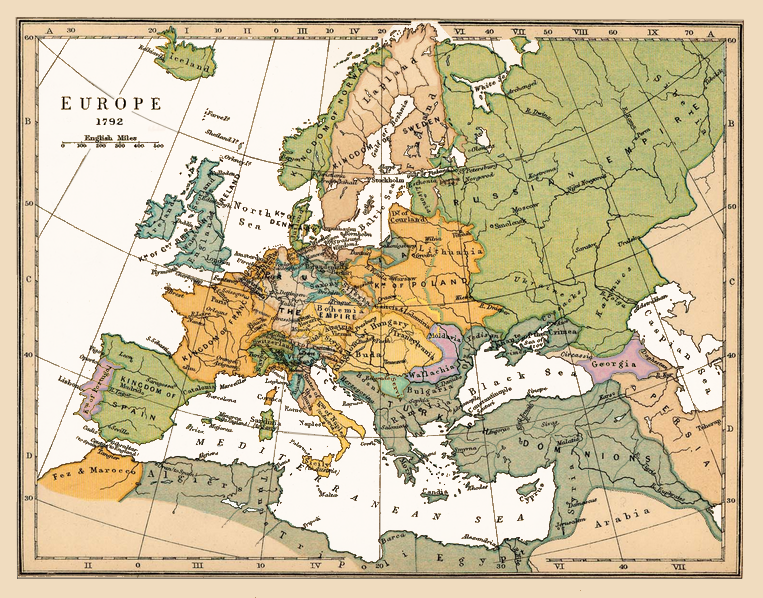
Carte de l'Europe pendant la Révolution française.

La Révolution française inaugure un bouleversement politique très important : les idées démocratiques apparaissent sur le devant de la scène et les campagnes de Napoléon Ier puis le Congrès de Vienne vont remodeler profondément la carte de l'Europe et les mentalités. Honoré de Balzac a cette déclaration optimiste dans Le Bal de Sceaux, (1830) : « Le seizième siècle n'a donné que la liberté religieuse à l'Europe, et le dix-neuvième lui donnera la liberté politique. »
À la fin d'un long processus, le XIXe siècle voit se réaliser l'unité de l'Italie (de 1861 à 1870) et de l'Allemagne (en 1871), ainsi que la constitution de plusieurs nouveaux pays dans les Balkans, issus du démembrement de l'Empire ottoman, appelé alors « l'homme malade de l'Europe ».
C'est aussi l'apparition de nouveaux mouvements politiques prônant plus d'égalité (socialismes), voire le démantèlement du pouvoir des États (anarchismes). Ces idées se diffuseront par la suite, et avec plus ou moins de retard, largement hors des frontières de l'Europe.
La domination politique et économique de l'Europe sur le reste du monde s'est affirmée après qu'elle a bouleversé son économie lors des révolutions industrielles, développant sa productivité et amorçant une forte explosion démographique. Leur avance technologique, et notamment militaire, permit aux pays européens, en concurrence les uns contre les autres, d'étendre leur emprise sur les autres continents. Cette colonisation connut son apogée au début du XXe siècle (cet apogée s'achève en 1914), avant que les deux guerres mondiales ne bouleversent l'ordre établi.
La Première Guerre mondiale et ses conséquences favorisent l'émergence de plusieurs régimes totalitaires dont ceux, génocidaires, d'Adolf Hitler et de Joseph Staline. L'instabilité politique et économique débouche sur la Seconde Guerre mondiale et la domination nazie qui laissent l'Europe exsangue. Alors que la suprématie des pays européens occidentaux disparaît au profit de deux nouvelles superpuissances (les États-Unis et l'Union soviétique), des mouvements de libération se développent dans les colonies, aboutissant à l'indépendance de nombreux pays, notamment au cours du troisième quart du XXe siècle. Au cours de la Guerre Froide, l'Europe est scindée en deux blocs idéologiquement opposés, et séparées par un rideau de fer, le bloc de l'Ouest, zone d'influence des États-Unis, et le bloc de l'Est où se mettent en place des dictatures communistes patronnées par l'U.R.S.S. La séparation perdurera jusqu'à l'effondrement du bloc communiste, en 1989-1991.
Parallèlement, alors que l'excédent démographique de l'Europe était tel qu'elle constituait un réservoir d'émigration massive tout au long du XIXe siècle et au début du XXe siècle, les pays du continent furent confrontés à une stabilisation à partir de la Première Guerre mondiale, et parfois à une régression démographique ensuite (les guerres, génocides et famines y contribuant). Après la Seconde Guerre mondiale, l'Europe occidentale connaît un « baby-boom » et un développement continu de l'économie, dont principalement l'industrie de production et de transformation, qui provoqua un appel de main d'œuvre transformant cette moitié de l'Europe en une terre d'immigration, notamment au cours des Trente Glorieuses. Au même moment, la construction de l'Union européenne crée un marché commun entre États européens.

## Démographie

### Population historique de l'Europe et de l'ex-URSS à l'intérieur des frontières des États modernes, années 1-2020
Source : Maddison et al (Université de Groningen).
| Pays/région                      | 1       | 1000    | 1500    | 1600    | 1700    | 1820      | 1870      | 1913      | 1950      | 1973      | 1998      | 2020      |
| -------------------------------- | ------- | ------- | ------- | ------- | ------- | --------- | --------- | --------- | --------- | --------- | --------- | --------- |
| Autriche                         | 500     | 700     | 2.000   | 2.500   | 2.500   | 3.369     | 4.520     | 6.767     | 6.935     | 7.586     | 8.078     | 8.901     |
| Belgique                         | 300     | 400     | 1.400   | 1.600   | 2.000   | 3.424     | 5.096     | 7.666     | 8.640     | 9.738     | 10.197    | 11.493    |
| Danemark                         | 180     | 360     | 600     | 650     | 700     | 1.155     | 1.888     | 2.983     | 4.269     | 5.022     | 5.303     | 5.823     |
| Finlande                         | 20      | 40      | 300     | 400     | 400     | 1.169     | 1.754     | 3.027     | 4.009     | 4.666     | 5.153     | 5.536     |
| France                           | 5.000   | 6.500   | 15.000  | 18.500  | 21.471  | 31.246    | 38.440    | 41.463    | 41.836    | 52.118    | 58.805    | 67.287    |
| Allemagne                        | 3.000   | 3.500   | 12.000  | 16.000  | 15.000  | 24.905    | 39.231    | 65.058    | 68.371    | 78.956    | 82.029    | 83.191    |
| Italie                           | 7.000   | 5.000   | 10.500  | 13.100  | 13.300  | 20.176    | 27.888    | 37.248    | 47.105    | 54.751    | 57.592    | 59.258    |
| Pays-Bas                         | 200     | 300     | 950     | 1.500   | 1.900   | 2.355     | 3.615     | 6.164     | 10.114    | 13.438    | 15.700    | 17.425    |
| Norvège                          | 100     | 200     | 300     | 400     | 500     | 970       | 1.735     | 2.447     | 3.265     | 3.961     | 4.432     | 5.368     |
| Suède                            | 200     | 400     | 550     | 760     | 1.260   | 2.585     | 4.164     | 5.621     | 7.015     | 8.137     | 8.851     | 10.379    |
| Suisse                           | 300     | 300     | 650     | 1.000   | 1.200   | 1.829     | 2.664     | 3.864     | 4.694     | 6.441     | 7.130     | 8.667     |
| Royaume-Uni                      | 800     | 2.000   | 3.942   | 6.170   | 8.565   | 21.226    | 31.393    | 45.649    | 50.363    | 56.223    | 59.237    | 67.886    |
| Portugal                         | 500     | 600     | 1.000   | 1.100   | 2.000   | 3.297     | 4.353     | 6.004     | 8.512     | 8.634     | 9.968     | 10.305    |
| Espagne                          | 4.500   | 4.000   | 6.800   | 8.240   | 8.770   | 12.203    | 16.201    | 20.263    | 27.868    | 34.810    | 39.371    | 47.431    |
| Grèce                            | 2.000   | 1.000   | 1.000   | 1.500   | 1.500   | 2.312     |           |           | 7.554     | 8.929     | 10.835    | 10.689    |
| 13 petits pays                   | 100     | 113     | 276     | 358     | 394     | 657       |           |           |           |           |           |           |
| Ensemble de l'Europe occidentale | 24.700  | 25.413  | 57.268  | 73.778  | 81.460  | 132.888   | 187.532   | 261.007   | 305.060   | 358.390   | 388.399   | 419.639   |
| Albanie                          | 200     | 200     | 200     | 200     | 300     | 437       |           |           | 1.215     | 2.296     | 3.108     | 2.878     |
| Bulgarie                         | 500     | 800     | 800     | 1.250   | 1.250   | 2.187     |           | 4.200     | 7.251     | 8.621     | 8.257     | 6.917     |
| Tchécoslovaquie                  | 1.000   | 1.250   | 3.000   | 4.500   | 4.500   | 7.190     |           |           | 12.393    | 14.563    | 15.686    | 16.366    |
| République tchèque               |         |         |         |         |         |           |           |           | 10.221    | 8.930     | 10.295    | 10.702    |
| Slovaquie                        |         |         |         |         |         |           |           |           | 3.463     | 4.642     | 5.391     | 5.460     |
| Hongrie                          | 300     | 500     | 1.250   | 1.250   | 1.500   | 4.571     |           |           | 9.338     | 10.432    | 10.237    | 9.770     |
| Pologne                          | 450     | 1.200   | 4.000   | 5.000   | 6.000   | 10.426    |           |           | 25.753    | 33.363    | 38.666    | 38.268    |
| Roumanie                         | 800     | 800     | 2.000   | 2.000   | 2.500   | 6.389     |           | 7.360     | 16.311    | 20.828    | 22.503    | 19.266    |
| Yougoslavie                      | 1.500   | 1.750   | 2.250   | 2.750   | 2.750   | 5.215     |           |           | 16.578    | 21.088    |           |           |
| Europe de l'Est                  | 4.750   | 6.500   | 13.500  | 16.950  | 18.800  | 36.415    | 52.182    | 79.604    | 139.428   | 173.037   | 164.513   | 151.529   |
| Ancienne URSS                    | 3.900   | 7.100   | 16.950  | 20.700  | 26.550  | 54.765    | 88.672    | 156.192   | 180.050   | 249.748   | 290.866   |           |
| Russie                           |         |         |         |         |         |           |           |           | 102.833   | 132.434   | 147.671   | 146.171   |
| Ukraine                          |         |         |         |         |         |           |           | 31.142    | 36.905    | 48.274    | 50.370    | 41.902    |
| Monde                            | 230.820 | 268.273 | 437.818 | 555.828 | 603.410 | 1.041.092 | 1.270.014 | 1.791.020 | 2.524.531 | 3.913.482 | 5.907.680 | 7.800.000 |

| Pays/région                      | 1     | 1000  | 1500  | 1600  | 1700  | 1820  | 1870  | 1913  | 1950  | 1973  | 1998  | 2018  |
| -------------------------------- | ----- | ----- | ----- | ----- | ----- | ----- | ----- | ----- | ----- | ----- | ----- | ----- |
| Autriche                         | 0,2   | 0,3   | 0,5   | 0,4   | 0,4   | 0,3   | 0,4   | 0,4   | 0,3   | 0,2   | 0,1   |       |
| Belgique                         | 0,1   | 0,1   | 0,3   | 0,3   | 0,3   | 0,3   | 0,4   | 0,4   | 0,3   | 0,2   | 0,2   |       |
| Danemark                         | 0,1   | 0,1   | 0,1   | 0,1   | 0,1   | 0,1   | 0,1   | 0,2   | 0,2   | 0,1   | 0,1   |       |
| Finlande                         | 0,0   | 0,0   | 0,1   | 0,1   | 0,1   | 0,1   | 0,1   | 0,2   | 0,2   | 0,1   | 0,1   |       |
| France                           | 2,2   | 2,4   | 3,4   | 3,3   | 3,6   | 3,0   | 3,0   | 2,3   | 1,7   | 1,3   | 1,0   |       |
| Allemagne                        | 1,3   | 1,3   | 2,7   | 2,9   | 2,5   | 2,4   | 3,1   | 3,6   | 2,7   | 2,0   | 1,4   |       |
| Italie                           | 3,0   | 1,9   | 2,4   | 2,4   | 2,2   | 1,9   | 2,2   | 2,1   | 1,9   | 1,4   | 1,0   |       |
| Les Pays-Bas                     | 0,1   | 0,1   | 0,2   | 0,3   | 0,3   | 0,2   | 0,3   | 0,3   | 0,4   | 0,3   | 0,3   |       |
| Norvège                          | 0,0   | 0,1   | 0,1   | 0,1   | 0,1   | 0,1   | 0,1   | 0,1   | 0,1   | 0,1   | 0,1   |       |
| Suède                            | 0,1   | 0,1   | 0,1   | 0,1   | 0,2   | 0,2   | 0,3   | 0,3   | 0,3   | 0,2   | 0,1   |       |
| Suisse                           | 0,1   | 0,1   | 0,1   | 0,2   | 0,2   | 0,2   | 0,2   | 0,2   | 0,2   | 0,2   | 0,1   |       |
| Royaume-Uni                      | 0,3   | 0,7   | 0,9   | 1,1   | 1,4   | 2,0   | 2,5   | 2,5   | 2,0   | 1,4   | 1,0   |       |
| Portugal                         | 0,2   | 0,2   | 0,2   | 0,2   | 0,3   | 0,3   | 0,3   | 0,3   | 0,3   | 0,2   | 0,2   |       |
| Espagne                          | 1,9   | 1,5   | 1,6   | 1,5   | 1,5   | 1,2   | 1,3   | 1,1   | 1,1   | 0,9   | 0,7   |       |
| Autres                           | 0,9   | 0,4   | 0,3   | 0,3   | 0,3   | 0,3   | 0,4   | 0,4   | 0,5   | 0,4   | 0,3   |       |
| Ensemble de l'Europe occidentale | 10,7  | 9,5   | 13,1  | 13,3  | 13,5  | 12,8  | 14,8  | 14,6  | 12,1  | 9,2   | 6,6   |       |
| Europe de l'Est                  | 2,1   | 2,4   | 3,1   | 3,0   | 3,1   | 3,5   | 4,1   | 4,4   | 3,5   | 2,8   | 2,0   |       |
| Ancienne URSS                    | 1,7   | 2,6   | 3,9   | 3,7   | 4,4   | 5,3   | 7,0   | 8,7   | 7,1   | 6,4   | 4,9   |       |
| Somme de l'Europe et de l'URSS   | 14,5  | 14,5  | 20,1  | 20,0  | 21,0  | 21,6  | 25,9  | 27,7  | 22,7  | 18,4  | 13,5  | 9,8   |
| Monde                            | 100,0 | 100,0 | 100,0 | 100,0 | 100,0 | 100,0 | 100,0 | 100,0 | 100,0 | 100,0 | 100,0 | 100,0 |

Note: Ces chiffres n'incluent pas la population des colonies dans les pays européens. Seule la population de l'Europe est prise en compte.

### Population
| Année | Population  |
| ----- | ----------- |
| 1150  | 50 000 000  |
| 1300  | 73 000 000  |
| 1400  | 45 000 000  |
| 1750  | 140 000 000 |
| 1800  | 187 000 000 |
| 1850  | 266 000 000 |
| 1900  | 420 000 000 |
| 1950  | 549 043 000 |
| 2000  | 729 105 000 |
| 2010  | 740 308 000 |
| 2013  | 742 452 000 |

L’Europe est au début du XXIe siècle, quand on considère sa densité de population, le troisième foyer de peuplement derrière la Chine et l'Inde, avec des densités de populations parmi les plus élevées au monde dans certaines zones des Pays-Bas, de la Belgique, du Royaume-Uni, de l’Allemagne ou de l'Italie, d’autant que l’exode rural s’est renforcé ainsi que l’attractivité des littoraux avec des populations de plus en plus urbaines. En termes absolus, l'Europe et, a fortiori, l'Union européenne, est cependant un « nain démographique »,,. Le continent (env. 740 millions d'habitants ; UE env. 511 millions d'habitants) se situe derrière l'Asie (env. 4,3 milliards d'habitants dont env. 1,4 milliard d'habitants pour la Chine et env. 1,3 milliard d'habitants pour l'Inde), l'Afrique (env. 1,2 milliard d'habitants) et l'Amérique (env. 1 milliard d'habitants) ; l'Eurasie, quant à elle, concentre environ 4,6 milliards d'habitants.
L'Europe du Sud et l'Europe de l'Ouest sont les régions où le nombre moyen de personnes âgées est le plus élevé au monde. Elles représentent aujourd'hui 21 % de la population âgée de plus de 65 ans. Les projections suggèrent que d'ici 2050, l'Europe atteindra 30 %. Cette situation est due au fait que la population a des enfants en dessous du seuil de remplacement depuis les années 1970. Les Nations unies prévoient que la population de l'Europe diminuera de 7 % entre 2022 et 2050, sans que les mouvements d'immigration ne changent.
En 2005, le Conseil de l'Europe soulignait que depuis quelques décennies l’UE devait sa croissance démographique à l'immigration qui, dans les années 2000, est devenue le premier, puis le seul facteur d’augmentation de la population totale de l’UE. Ainsi deux millions de personnes sont venues s'installer en Europe en 2004 alors que l'accroissement naturel était négatif de 63 000 personnes. L'Allemagne est le pays le plus peuplé de l'UE. En 2007, 70 millions de personnes, soit 16 % de la population de l'UE, résidaient dans des communes côtières.

### Histoire démographique récente
Malgré les dizaines de millions de morts des deux guerres mondiales, l’Europe a connu une période d’explosion démographique aux XIXe et XXe siècles, qui s’est accompagnée d’une forte pression sur l’environnement et les ressources non renouvelables (cf. empreinte écologique, empreinte énergétique, pression urbanistique, pollutions, etc.). Depuis quelques décennies, la population européenne tend à se stabiliser, à la suite d'une forte diminution de la natalité, qui reste toutefois encore largement compensée par la natalité de certains pays, par le recul de l’âge auquel les femmes font leurs premiers enfants, et surtout par une immigration régulière.

Évolution démographique des pays européens (2021).

L'immigration est le premier moteur de la croissance dans une Union européenne à la population vieillissante. Le boom économique des années 1950-1960 avait poussé l'Europe à faire appel à une immigration massive, souvent issue de ses ex-colonies. Les Chinois, Indiens et Africains constituent l'un des principaux flux d'immigrants non originaires de l'UE. Après les Turcs, les Marocains forment le plus gros contingent.
Les études prospectives pour 2050 varient d’une population diminuant de 3 % (dans l'hypothèse d'un ISF remontant à 2,34), à -22 % voire -50 %. Les experts parlent alors de retournement démographique ou d'hiver démographique. Que la diminution soit due à la natalité est un phénomène inédit jusqu'à nos jours dans le monde. Ces chiffres ci-dessus doivent tous être utilisés avec prudence, la prospective démographique ayant toujours été prise en défaut et pouvant elle-même influer en retour sur les comportements individuels et collectifs et sur les politiques de soutien à la natalité ou à l’immigration. Pour d'autres, la population de l'Union européenne (UE) serait de 470 millions de personnes en 2050 selon l'Organisation de coopération et de développement économiques (OCDE), et 506 millions en 2060 selon Eurostat. La population de l'UE dépasserait ainsi celle des États-Unis (468 millions de personnes en 2060 selon le Centre américain d'études sur l'immigration).

### Disparités géographiques
Toutefois, la situation démographique diffère pour chaque pays européen. Les pays de l'Europe de l'Est se sont inquiétés des évolutions démographiques dès les années 1960 et ont mis en place des politiques d'encouragement à la natalité. Cependant, les moyens utilisés, comme l'interdiction de l'avortement, n'auraient pu être acceptés au même moment en Europe de l'Ouest. Ces mesures n'ont d'ailleurs généralement pas produit d’effet satisfaisant ; et si la Pologne a maintenu sa population au cours de la période communiste, l'influence de l'Église catholique, qui imprègne la société polonaise, a sans doute été plus efficace que la politique nataliste.
Pour les pays d'Europe de l'Ouest, personne ne se risque, entre autres en Allemagne, à mettre sur la place publique l'évolution de la population sur la longue durée. Pour les responsables, tout passe par la politique d'immigration. Ils ne veulent pas toucher au tabou de la politique familiale en faveur de la fécondité, compte tenu du poids de la mauvaise conscience des années hitlériennes. La situation démographique empire en Europe pourtant : un rapport annuel sur la situation démographique des pays membres demandé autrefois par les autorités communautaires a été abandonné depuis 2000, désormais remplacé par un « Rapport social », où l'on communique à propos de chômage et de pauvreté sans jamais plus effleurer la dimension démographique. Autrement dit, l'UE s'interdit de voir la situation démographique de ses pays membres.
La croissance démographique s’est globalement poursuivie pour les 28 États membres de l'Union européenne, mais la population décroît dans certains pays, notamment en Europe de l'Est. Ce déclin démographique semble plus important et plus rapide dans les ex-pays de l’Est, dans quelques pays où la pauvreté et le renforcement des inégalités ont suivi l’effondrement du communisme, et aussi dans les régions touchées par la catastrophe nucléaire de Tchernobyl (la Biélorussie qui a reçu 70 % environ des retombées d'iode et de césium radioactifs et connaît depuis 20 ans le plus fort taux d’avortement et le taux d’abandon d’enfants y est élevé).

### Langues

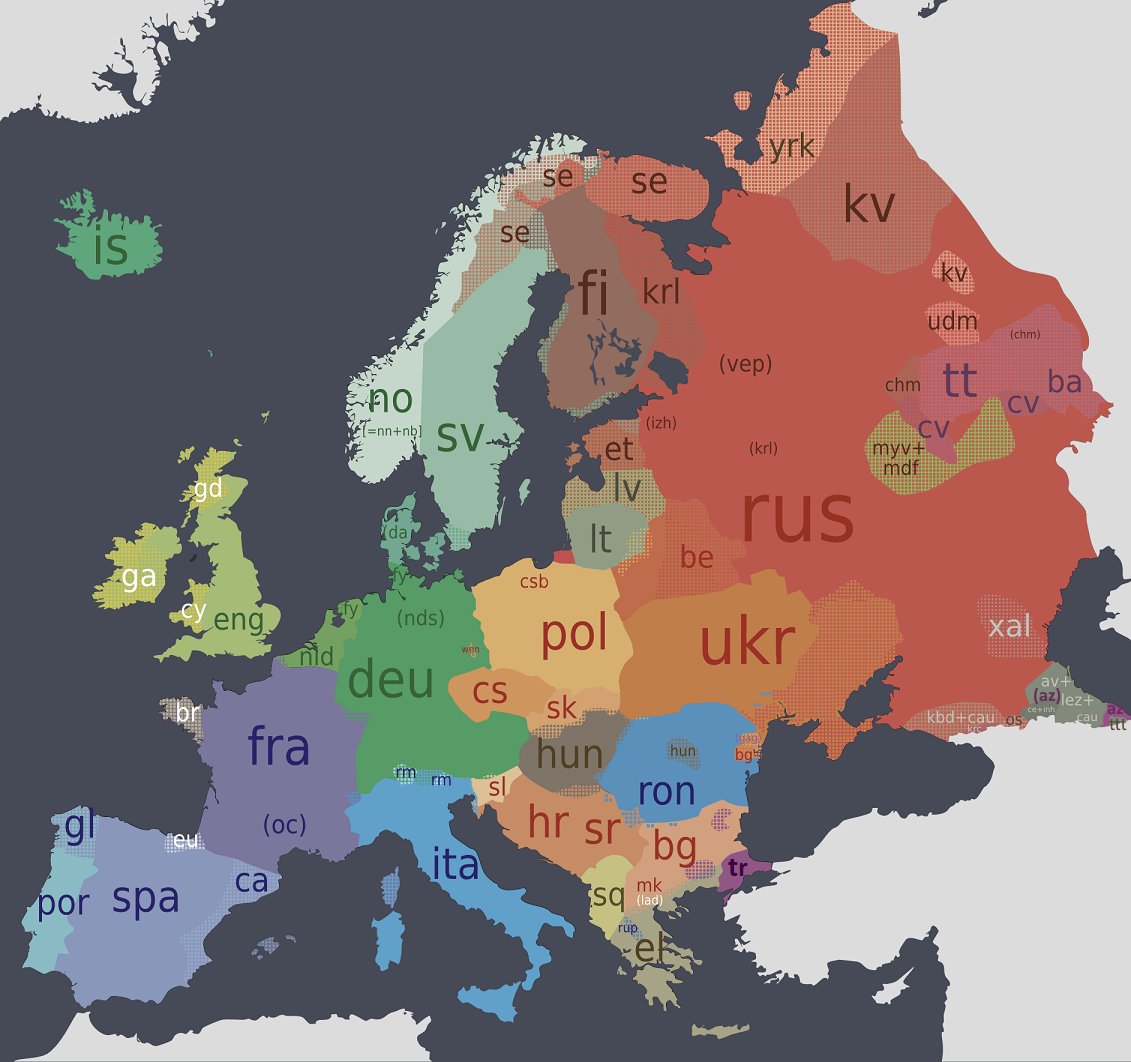
Langues en Europe.

Avec plus de 740 millions d'habitants et sur une surface réduite pour une moyenne d'une langue pour 4,3 millions d'habitants, l'Europe bénéficie d’une grande richesse ethnoculturelle et une pluralité de langues. Les cultures germaniques, slaves, latines et finno-ougrienne sont traduites par la diversité des langues parlées : 128 langues et dialectes ont des racines indo-européennes ; latines et grecques au sud, germaniques au nord et au nord-ouest ; slaves à l'est et en Europe centrale, seul le groupe des langues finno-ougriennes (regroupant le finnois, estonien et le hongrois) et la langue basque ne font pas partie des langues indo-européennes.
Administrativement, l’allemand, l’anglais, le russe, le français, l'espagnol et l’italien dominent mais l’Europe est linguistiquement beaucoup plus riche puisque les 50 États européens (tous souverains, hormis Gibraltar) de la grande Europe géographique regroupent 35 langues officielles, enrichies de 225 langues secondaires non officielles. À tel point qu'Umberto Eco dit : « la langue de l'Europe, c'est la traduction ». Andreas Kaplan décrit l'Europe comme « offrant un maximum de diversité culturelle en un minimum de distance géographique ». Ces précédents chiffres peuvent paraître élevés, mais ils ne représentent que 3 % du total des langues vivantes encore parlées sur la planète.
En Europe de l’Ouest (France, Espagne, Royaume-Uni, Italie, etc.) les langues vernaculaires sont souvent régionales et minoritaires, parfois au bord de l’extinction, mais certaines (breton, alsacien, basque, corse, catalan, occitan, flamand, le dernier étant un dialecte du néerlandais), sont plus reconnues[C'est-à-dire ?], et enseignées en France, plutôt à l’université, mais parfois dès l’enfance : école Diwan en Bretagne. En Espagne, c’est le cas du basque, du catalan et du galicien. Pour le Royaume-Uni, c’est le gallois, le gaélique écossais, le scots et l’irlandais. Le français est reconnu en Italie dans le Val d’Aoste, ainsi que le sarde en Sardaigne, le frioulan, l'allemand et le slovène dans le Frioul-Vénétie julienne, le ladin et l'allemand dans le Trentin-Haut-Adige, comme le sont le féroïen aux îles Féroé, ou le frison occidental aux Pays-Bas, etc.
Une langue unique n’est officiellement parlée que dans quatre petits États[réf. nécessaire] : l’Islande (où l’on parle islandais), Malte (où la seule langue officielle est le maltais), le Liechtenstein (où l'on parle allemand), et la république de Saint-Marin (où l'on parle italien). L'État de la Cité du Vatican (plus petit État européen) est un cas à part : l’italien y est la langue véhiculaire, le latin (réputé langue morte) y est la langue juridique, le français y est la langue diplomatique (le Vatican se fait enregistrer comme État francophone auprès des organisations internationales), et l'allemand est la langue en usage dans l'armée (la Garde suisse). - Les autres États comptent tous plusieurs langues vernaculaires, tant dialectes que langues à part (plus ou moins reconnues et souvent non enseignées) et jusqu’à plus de 10 pour l'Allemagne (21 langues), l'Azerbaïdjan (13), la Bulgarie (11), l'Espagne (14), la France (25), l'Italie (33), la Roumanie (14), le Royaume-Uni (12). La vaste Russie regroupe à elle seule 43 langues à statut officiel sur son territoire. La Suisse possède quatre langues officielles : l'allemand, le français, l'italien et le romanche (cousine du ladin et du frioulan).
Certaines langues régionales, sans statut officiel (quoique doublant parfois les noms de communes ou de rues) persistent et sont parfois protégées et enseignées, souvent avec le soutien de collectivités locales ou régionales (breton, corse, occitan en France, sarde, ladin, frioulan en Italie, lapon en Scandinavie).
Les systèmes d'écriture en Europe reposent sur l'alphabet latin (sous diverses variantes), l'alphabet grec, l'alphabet cyrillique (sous diverses variantes).
Aux langues originaires des pays d’accueil s’ajoutent les langues maternelles des populations circulantes (Roms), migrantes ou réfugiées, et tout particulièrement l'arabe, le berbère, le turc, l'hindi, etc.
L'Europe a été confrontée au cours de son histoire aux besoins de langues véhiculaires. Ainsi la lingua franca, langue composite (mélange d'arabe, de français, portugais, espagnol, italien ou occitan, le tout variant dans le temps et l'espace), a été utilisée du Moyen Âge jusqu'au XIXe siècle par les marins et dans les ports de la Méditerranée. De nombreux projets de langues construites sont apparus en Europe, avec notamment la création de l'espéranto en 1887, seule langue construite devenue langue vivante.

### Religions

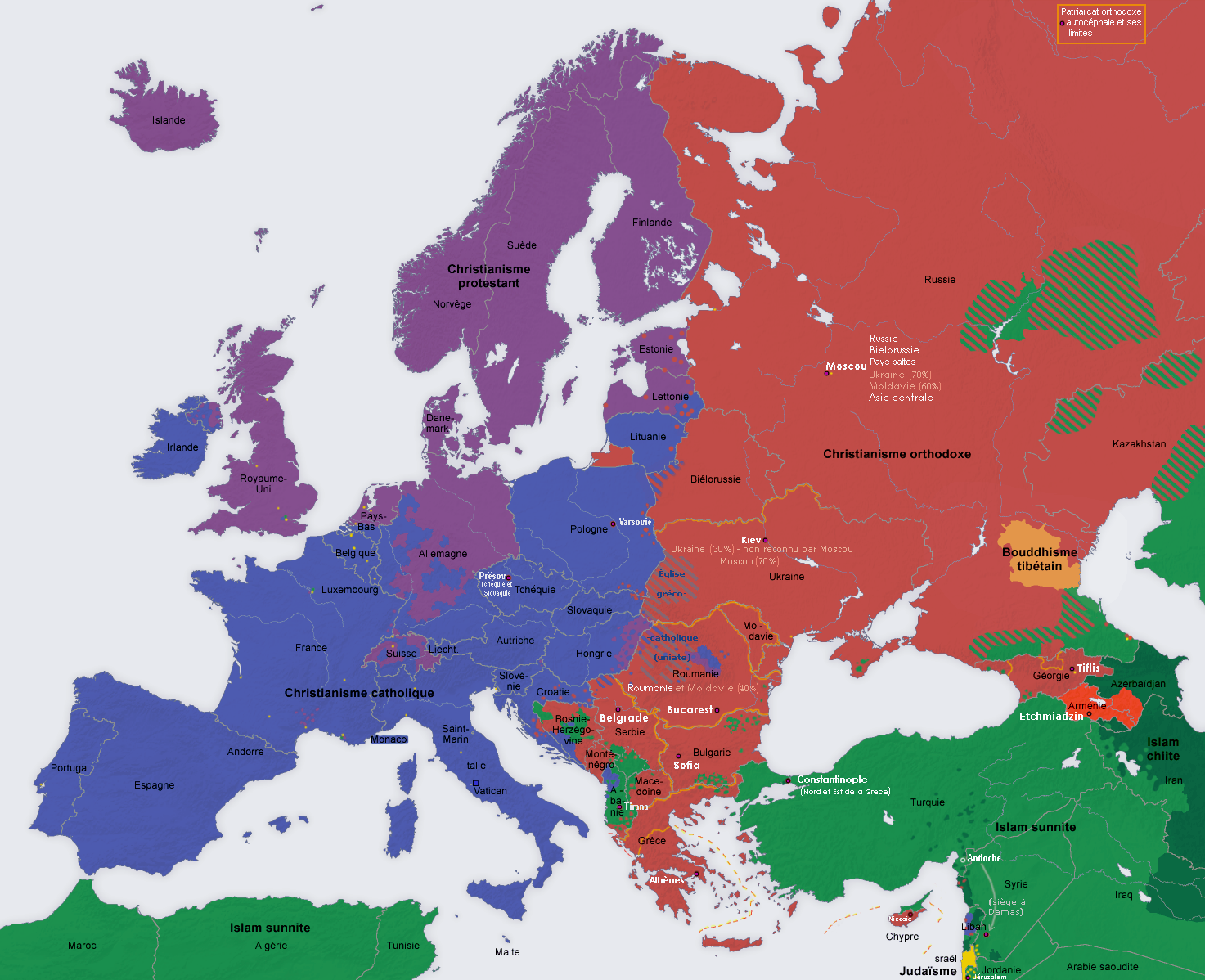
Répartition des religions majoritaires en Europe, parmi les croyants :
Bouddhisme tibétain
Christianisme catholique
Christianisme orthodoxe
Christianisme protestant
Islam chiite
Islam sunnite
Judaïsme
Orthodoxie orientale

Sur une population totale d'environ 730 millions d'habitants en 2010, l'Europe compte environ 255 millions de catholiques (35 %), 197 millions d'orthodoxes (27 %), 102 millions de protestants (14 %) et 44 millions de musulmans (6 %). Les personnes n'ayant pas de religion ou pratiquant une autre religion sont environ 132 millions (18 %). Selon l'historien Geert Mak il existe au moins quatre communautés de culture et de traditions en Europe : la protestante du Nord, la catholique latine, la grecque orthodoxe et l'ottomane musulmane. Cependant, les religions reculent en Europe comme en Occident au profit de l'athéisme ou de l'agnosticisme
Le christianisme est la religion dominante en Europe et y est divisée en trois grandes confessions, (protestantisme, orthodoxie et catholicisme), réparties géographiquement de la façon suivante :
- l'Europe du Nord, à tendance protestante (Royaume-Uni, Scandinavie, Pays-Bas, Allemagne, Pays baltes, etc.) ;
- l'Europe de l'Est, à tendance orthodoxe (Grèce, Macédoine du Nord, Russie, Ukraine, Roumanie, Serbie, Bulgarie, etc.) ;
- l'Europe du Sud, de l'Ouest et du Centre, ainsi que la Pologne et la Lituanie à tendance catholique (Portugal, Espagne, Suisse[297], Italie, France, Belgique, Allemagne du sud, Irlande, Pologne, Autriche, Croatie, Slovénie, Ouest de l'Ukraine, etc.).

Les catholiques sont majoritaires dans vingt-trois pays, les orthodoxes dans treize, les protestants dans neuf, les sunnites dans quatre (Albanie, Bosnie-Herzégovine, Kosovo et Turquie), les chiites dans un (Azerbaïdjan), et les « sans religion » dans deux (Tchéquie et Pays-Bas).
Il existe des minorités religieuses à l'intérieur de ces grands ensembles dont la plus importante est l'islam avec 44 millions de musulmans soit près de 6 % de la population européenne totale :
- les musulmans sont fortement présents dans les Balkans, autrefois sous l'ancien Empire ottoman (Albanie, Bosnie-Herzégovine, Kosovo, Macédoine du Nord, Monténégro et Turquie), ainsi que dans le Caucase (Azerbaïdjan), en Russie, et, des suites de l'immigration, en France, Royaume-Uni, Allemagne, Espagne, Pays-Bas, Belgique, etc. Selon le Zentralinstitut Islam-Archiv-Deutschland, le nombre de musulmans en Europe en 2007 était d'environ 53 millions dont 16 millions dans l'Union européenne, 25 millions en Russie, 5,7 millions dans la partie européenne de la Turquie[298] ;
- les juifs sont présents en Europe depuis l'Empire romain, ils ont été persécutés depuis le Moyen Âge et pendant la Seconde Guerre mondiale lors de la shoah. Et ils ont été expulsés de la péninsule ibérique et du Sud de l'Italie[299] en 1492 à la suite du décret de l'Alhambra ;
- les religions extrême-orientales, connaissant un succès grandissant, par goût de l'exotisme ou attrait sincère, ou du fait des communautés asiatiques immigrées en Europe ; les Kalmouks de la république de Kalmoukie (division administrative de Russie, près d'Astrakhan), sont le seul peuple autochtone européen qui pratique traditionnellement le bouddhisme ;
- il existe aussi des minorités païennes dans différentes républiques européennes de la fédération de Russie comme en Ossétie du Nord-Alanie (Etseg Din), en Karatchaïévo-Tcherkessie (Rodnovery), en république des Maris (Marla), en Oudmourtie (Udmurt Vos) et en Tchouvachie (Vatissen Yaly).

### Systèmes familiaux

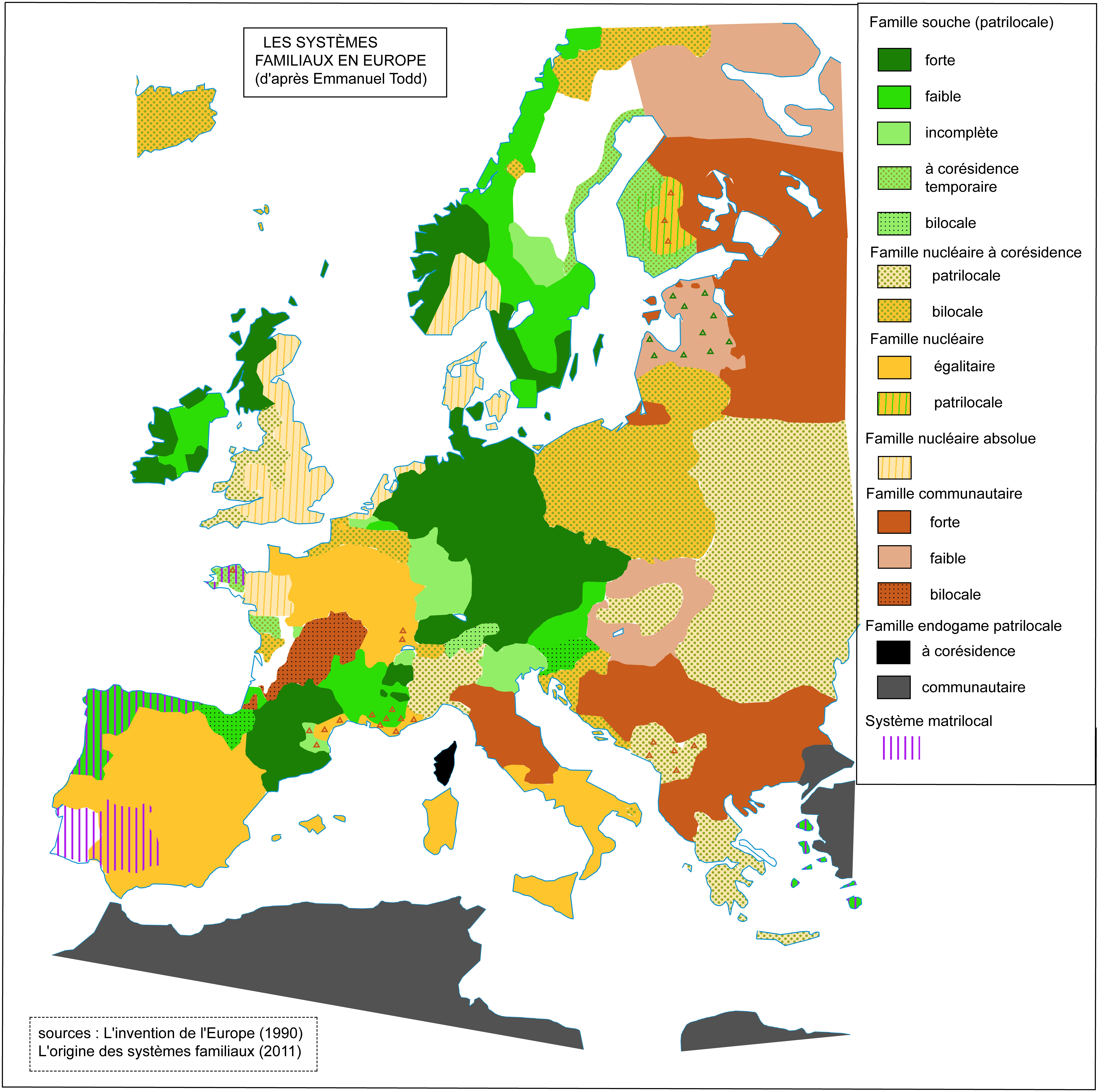
Carte des systèmes familiaux en Europe d'après Emmanuel Todd.

Selon Emmanuel Todd, les systèmes familiaux en Europe sont d'une grande diversité.

## Politique

Le drapeau européen, drapeau du Conseil de l'Europe et de l'Union européenne.

Les pays qui ont tout ou partie de leur territoire sur le continent européen ou sont culturellement rattachés à l'Europe (selon les limites géographiques définies plus haut) sont au nombre de 51 :
- 39 pays ont tout leur territoire en Europe :

Albanie, Allemagne, Andorre, Autriche, Belgique, Biélorussie, Bosnie-Herzégovine, Bulgarie, Croatie, Estonie, Finlande, Grèce, Hongrie, Irlande, Islande, Italie, Kosovo, Lettonie, Liechtenstein, Lituanie, Luxembourg, Macédoine du Nord, Malte, Moldavie, Monaco, Monténégro, Norvège, Pays-Bas, Pologne, Tchéquie, Roumanie, Saint-Marin, Serbie, Slovaquie, Slovénie, Suède, Suisse, Ukraine et Vatican;
- 5 pays ont la majorité de leur territoire (dont leurs capitales) en Europe, mais disposent aussi de territoires d'outre-mer hors d'Europe : Danemark, Espagne, France (Outre-mer français), Portugal et Royaume-Uni (Territoires d'Outre-mer britannique).

- 5 pays sont en partie en Europe, en partie en Asie :
Azerbaïdjan, Géorgie, Kazakhstan, Russie et Turquie ;
- 2 pays sont culturellement rattachés à l'Europe, quoique géographiquement situés en Asie :
Arménie et Chypre.
- En outre, certains États contestés sont situés totalement ou partiellement en Europe : République turque de Chypre du Nord, Gagaouzie, Transnistrie, Abkhazie, Ossétie du Sud-Alanie.

### Évolution du nombre d'États

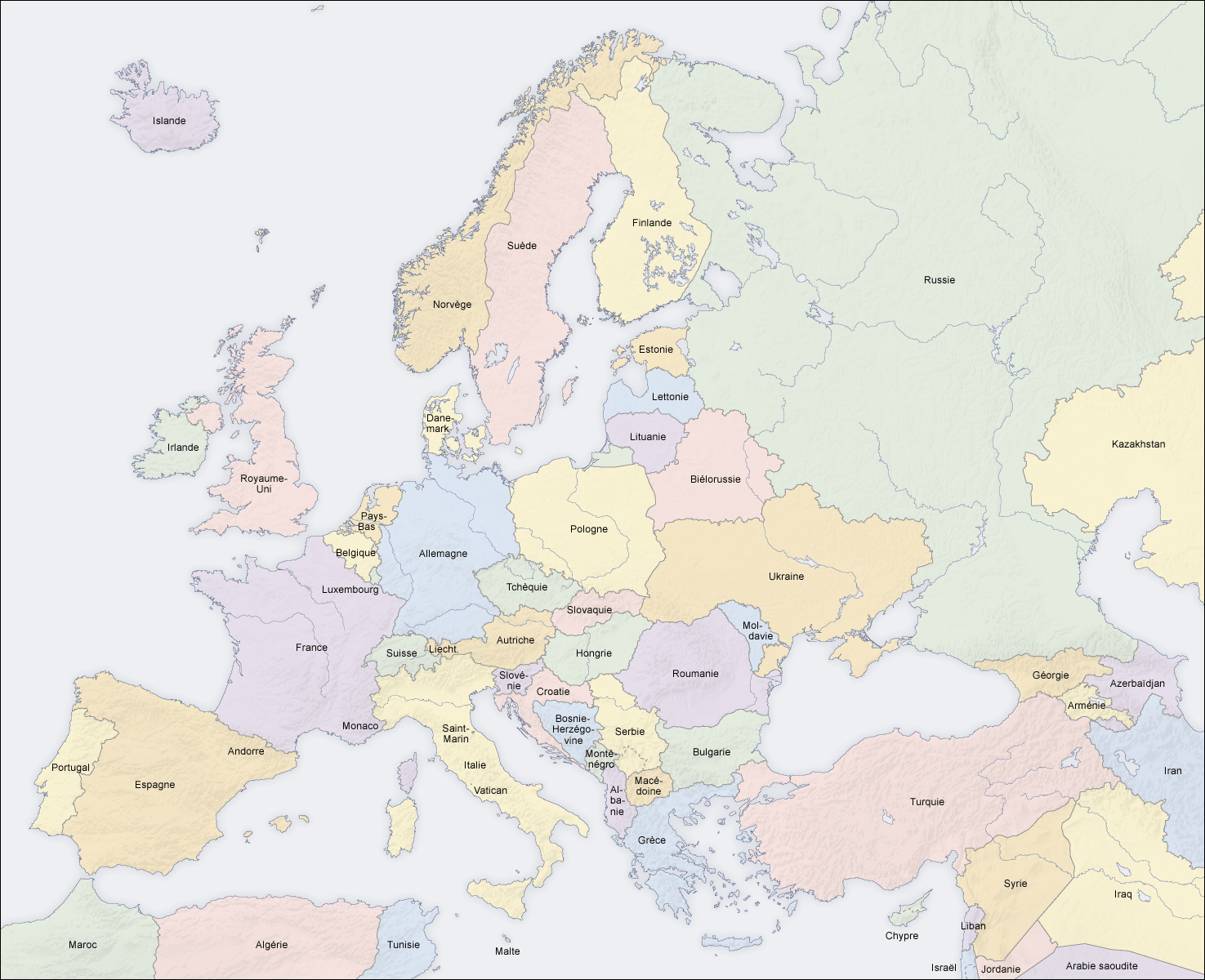
Les pays en Europe.

Le nombre d'États souverains en Europe, qui s'élevait à plus de trois cents en 1789, était encore d'une soixantaine en 1815, au lendemain du congrès de Vienne. Après l'unification de l’Italie et de l’Allemagne, ce nombre était tombé à 19 en 1871 (20 avec la Turquie, qui contrôlait encore la majeure partie de la péninsule des Balkans). Il passa à 22 en 1878, lorsque le congrès de Berlin reconnut l'indépendance de la Roumanie, de la Serbie et du Monténégro. S'y ajoutèrent ensuite la Norvège (1905), la Bulgarie (1908) et l’Albanie (1912).
En 1914, l'Europe comptait donc 25 États généralement reconnus comme indépendants, non compris le Saint-Siège, l'ordre souverain de Malte et le territoire neutre de Moresnet : Albanie, Allemagne, Andorre, Autriche-Hongrie, Belgique, Bulgarie, Danemark, Espagne, France, Grèce, Italie, Liechtenstein, Luxembourg, Monaco, Monténégro, Norvège, Pays-Bas, Portugal, Roumanie, Royaume-Uni, Russie, Saint-Marin, Serbie, Suède, Suisse. La forme de gouvernement la plus répandue était la monarchie, puisqu'on ne dénombrait alors que quatre républiques (la France, le Portugal, la Suisse et Saint-Marin) — huit en tenant compte des villes libres de Brême, Hambourg et Lübeck, inféodées à l'Empire allemand, et de la république monastique du mont Athos, placée sous le protectorat politique de la Grèce.
À la fin de l'année 1945, le nombre d'États était passé à 31 : Albanie, Allemagne, Andorre, Autriche, Belgique, Bulgarie, Danemark, Irlande, Espagne, Finlande, France, Grèce, Hongrie, Islande, Italie, Liechtenstein, Luxembourg, Monaco, Norvège, Pays-Bas, Pologne, Portugal, Roumanie, Royaume-Uni, Saint-Marin, Suède, Suisse, Tchécoslovaquie, URSS, Vatican, Yougoslavie. Plus de la moitié d'entre eux (19 sur 31) étaient encore des monarchies, y compris l'Albanie, la Bulgarie, l'Espagne, la Grèce, la Hongrie, l'Irlande, l'Italie et la Roumanie qui vivaient alors sous un régime transitoire. Depuis 1975, le nombre de monarchies s'est maintenu à douze, à savoir sept royaumes, un grand-duché, trois principautés et un État pontifical.
Parmi les nombreux États qui connurent une existence éphémère au lendemain des deux guerres mondiales, on peut citer les républiques autonomes de Rhénanie et du Palatinat (1923/1924), les villes libres de Dantzig (1920/1939), de Fiume (1920/1924), de Memel (1920/1923) et de Trieste (1947/1954), ainsi que le territoire de la Sarre, qui disposa d'un statut particulier de 1920 à 1935 et de 1947 à 1957.
Le nombre d'États européens parut se stabiliser à 34 avec l'accession à l'indépendance de Chypre (1960) et de Malte (1964). Il devait se maintenir à ce niveau jusqu'à la chute du mur de Berlin, en 1989. Après la réunification de l'Allemagne et l'éclatement des anciennes fédérations communistes (URSS, Yougoslavie, Tchécoslovaquie), puis la séparation de la Serbie et du Monténégro, le nombre d'États européens officiellement reconnus comme indépendants s'élevait à 45 en 2006 (50 avec l'Arménie, l'Azerbaïdjan, la Géorgie et tout ou partie de la Turquie et du Kazakhstan). Encore ce chiffre ne prend-il pas en compte les nombreux pays ou territoires dont le statut est contesté (Abkhazie, Chypre du Nord, Haut-Karabagh, Kosovo, Ossétie du Sud-Alanie, Principauté de Sealand, Tchétchénie, Transnistrie), etc.
Par ailleurs, Israël fait partie de nombreuses associations européennes culturelles ou sportives (UEFA par exemple). L'Algérie, l'Égypte, Israël, le Liban, la Libye, le Maroc, la Syrie et la Tunisie font partie de l'Union européenne de radio-télévision. Le Maroc a participé au Concours Eurovision de la chanson en 1980 et Israël y participe depuis 1973. Ainsi, pour Pierre Beckouche, l’Europe est d’ores et déjà partie prenante d’un vaste ensemble macro-régional, appelé « Euroméditerranée », qui va de la Russie au Maroc en passant par le Moyen-Orient et qui est traversé de flux économiques, culturels et migratoires plus intenses qu'imaginés.

### Unité européenne
De nombreuses visions d'une Europe unie se sont affrontées au cours de l'histoire du continent, jusqu'à l'Union européenne actuelle.
L'Europe n'a jamais connu d'unité politique parfaite. Certaines périodes d'une durée variable ont certes été marquées par la domination d'une vaste partie du continent par un pouvoir unique, qui s'est en général imposé par la force - ce fut ainsi le cas de l'Empire romain, de l'Empire carolingien, de l'Empire napoléonien et du IIIe Reich. Certaines familles royales ont également, par le biais de relations dynastiques, gouverné un grand nombre de pays européens, au premier rang desquelles la famille des Habsbourg. Mais on voit, tant hétéroclite est cette liste de candidats à l'hégémonie, que des projets d'unification européenne concurrents et divergents se sont affrontés sans qu'aucun ne parvienne vraiment à s'imposer.
L'Empire romain est longtemps demeuré dans la mémoire des Européens comme symbole d'une unité perdue. Après sa chute en Occident en 476, Théodoric, Justinien, Charlemagne poursuivirent le rêve de la résurrection de l'Empire. Au Moyen Âge, la Papauté parvint enfin à s'imposer aux yeux d'une majorité de l'Europe comme l'héritière légitime de Rome, et à imposer au continent une forme d'unité, sous la forme de la Chrétienté médiévale : certes, les Papes ne possédaient qu'un pouvoir temporel limité sur les princes et les rois, mais jouissaient d'une autorité morale, religieuse et même juridique puissante. Surtout, la Chrétienté se conçoit elle-même comme une communauté, matérialisée positivement par l'union dans les croisades et négativement par la procédure de l’excommunication, avec des droits et des devoirs partagés (par exemple, le respect des trêves et jours saints), et étendue au gros du continent (à l'exception des terres orthodoxes).
La crise de la Chrétienté, l'affirmation des États proto-nationaux, l'affaiblissement de la Papauté, et surtout la Réforme qui brise l'unité de la Chrétienté font naître la nécessité de repenser ce qui fait l'unité de l'Europe. C'est donc de la Renaissance que l'on peut dater la naissance de l'idée européenne moderne.
Au XVe siècle, déjà, des projets sont agités pour offrir paix et unité à l'Europe ravagée par des guerres intestines (Guerre de cent ans, guerre hussite, Guerre de Succession de Castille), dépeuplée par la grande peste, désunie spirituellement par le Grand Schisme d'Occident et les hérésies (wyclifisme, hussisme, pour ne nommer que les principales), menacée par l'expansion de l'empire du Grand Turc avec la prise de Constantinople. C'est le cas, par exemple, du projet d'union chrétienne de George de Podiebrad.
Les Humanistes multiplieront les initiatives, aux XVe et XVIe siècles, pour créer une Europe pacifiée et harmonieuse. Tandis que les évangéliques rêvent d'une Chrétienté rénovée, affranchie de la tutelle de Rome, des irénistes cherchent à réaliser la concorde entre les princes, sous l'égide d'une Raison médiatrice et partagée. Stefan Zweig loue en Érasme l'éblouissante incarnation de l'idéal européen des humanistes, lui qui institua un latin rénové comme langue de culture paneuropéenne, correspondant dans cette langue avec des intellectuels de tout le continent, et rêva d'une Europe réalisant par le pouvoir d'attraction de sa culture la concorde de l'humanité. Surtout, pour Zweig, Érasme fut celui qui prophétisa que l'union de l'Europe ne se ferait pas par la guerre, mais par des moyens pacifiques. On peut citer, parmi d'autres illustres précurseurs, Andrés Laguna de Segovia, qui en 1543 se lamentait sur la pauvre Europe déchirée et exsangue.
C'est peu de dire, toutefois, que le rêve humaniste ne devait pas immédiatement se réaliser. Certes, il exerça une influence certaine, même sur les élites politiques, devenant un idéal volontiers invoqué par les princes ; ainsi lors de la signature en 1518 du traité de Londres, instaurant une « Paix Perpétuelle ». Mais la paix de 1518 fut rompue dès l'année suivante, et, dans le sillage de la Réforme, l'Europe s'enfonça dans la spirale sanglante des guerres de Religion, en France et surtout en Allemagne, culminant dans le paroxysme de la guerre de Trente Ans, qui embrasa le continent.
La Paix de Westphalie qui mit fin à cette guerre ne fonda pas une union de l'Europe, mais au contraire officialisa une organisation de celle-ci fondée sur l'équilibre de puissances souveraines et régulièrement en guerre. Ce système qui régulait mais approfondissait la division européenne devait persister, perfectionné au XVIIIe siècle par l'instauration de congrès réguliers, et renouvelé en 1815, jusqu'à la Première Guerre mondiale.
Toutefois, cela n'empêcha pas que fleurissent, portés par des visionnaires, des projets d'union de l'Europe. Pour ne citer que des personnalités françaises ou de langue française, Sully et Rousseau y ont rêvé ; en 1712, l'abbé Castel de Saint-Pierre rend public son Projet pour rendre la paix perpétuelle en Europe, et reçoit le soutien du philosophe Leibniz.
Le rêve européen reprend de la vigueur au XIXe siècle, après la boucherie des guerres de la Révolution et de l'Empire. Dans une Europe dominée par la Sainte-Alliance, où triomphe tout ce que le Vieux Continent compte de réactionnaires, il est doté d'un nouveau contenu, social et humanitaire. Avant le Printemps des peuples en 1848, les républicains, démocrates et socialistes de toute l'Europe espèrent qu'une révolution ouvrirait la voie, conjointement, à une union pacifique du continent et à une réforme de ses sociétés dans un sens démocratique et égalitaire. Victor Hugo a rêvé qu'un jour existeraient les « États-Unis d'Europe », pendants des États-Unis d'Amérique, utopie humanitaire et prélude à l'unité de toute l'humanité. Son discours prononcé le 21 août 1849, à l'occasion de l'ouverture du Congrès de la Paix à Paris, est resté célèbre. Il y évoque une Europe enfin pacifiée, unie sous un même gouvernement. La suite de l'Histoire prouva qu'il s'agissait d'une vision prophétique en avance sur son temps, avec la guerre de 1870 et les deux guerres mondiales.
Mais surtout, la « mystique européenne » fut vivement réactivée après la Première Guerre mondiale qui se chargea de démontrer, si besoin était, à un grand nombre d'intellectuels à quel point la guerre était absurde. Seule une Europe unie pouvait éviter le retour de l'horreur. Conscients du déclin de celle-ci face à l'Amérique (Albert Demangeon - 1920), ils cherchent la voie la plus sûre pour unifier le continent.
L'héritage culturel grec, le droit romain et l'unité chrétienne sont conçues par Paul Valéry comme les trois piliers de l'Europe, lors d'une conférence donnée à l'université de Zurich le 15 novembre 1922. En 1923, le comte Richard Coudenhove-Kalergi publie Paneuropa, ouvrage dans lequel il développe sa vision d'une Europe forte de 300 millions d'individus, dont il exclut la Russie et la Grande-Bretagne, l'une considérée comme « asiatique » et l'autre plus préoccupée de toute manière par son Empire planétaire (vision partagée alors par les Britanniques eux-mêmes). C'est une vision qui s'appuie sur une analyse géopolitique d'un monde divisé en grands blocs antagonistes. Il rencontre un tel écho dans le monde intellectuel qu'il peut réunir à Vienne en 1926 un congrès avec plus de 2 000 délégués venus de 24 nations différentes (l'un des premiers adhérents à son mouvement est le jeune maire de Cologne, Konrad Adenauer). Il trouve aussi le soutien de Louis Loucheur et Aristide Briand (qui sera d'ailleurs nommé président d'honneur du mouvement), mais dans l'ensemble les politiques ne le suivent pas et on le soupçonne parfois de travailler pour l'Allemagne. Quoi qu'il en soit le mouvement Pan-Europe est fondé et survit jusqu'à nos jours. Le même Aristide Briand, alors président du Conseil, pourra s'appuyer sur ce mouvement pour appeler à la création d'une « sorte de lien fédéral » devant l'assemblée de la Société des Nations (SDN) en 1929.
Le 1er mai 1930, en accord avec les instances dirigeantes de la SDN, il remet aux autres gouvernements européens un mémorandum sur « l'organisation d'un régime d'Union fédérale européenne ». Il essuie un refus poli : c'est un échec.
La crise et la montée en puissance des totalitarismes étouffent progressivement tout espoir de construction européenne. L'Allemagne nazie conçoit l'Europe selon une vision pangermaniste, raciste et centrée autour d'une grande Allemagne. L'Europe n'est plus qu'un réservoir de matières premières et de main-d'œuvre, destinée à nourrir la machine de guerre nazie.
Mais la résistance pense aussi l'Europe, et tandis qu'elle mène le combat intérieur partout en Europe contre le fascisme et le nazisme, ses membres les plus éminents se réunissent afin de dessiner les contours d'une Europe post-Seconde Guerre mondiale.

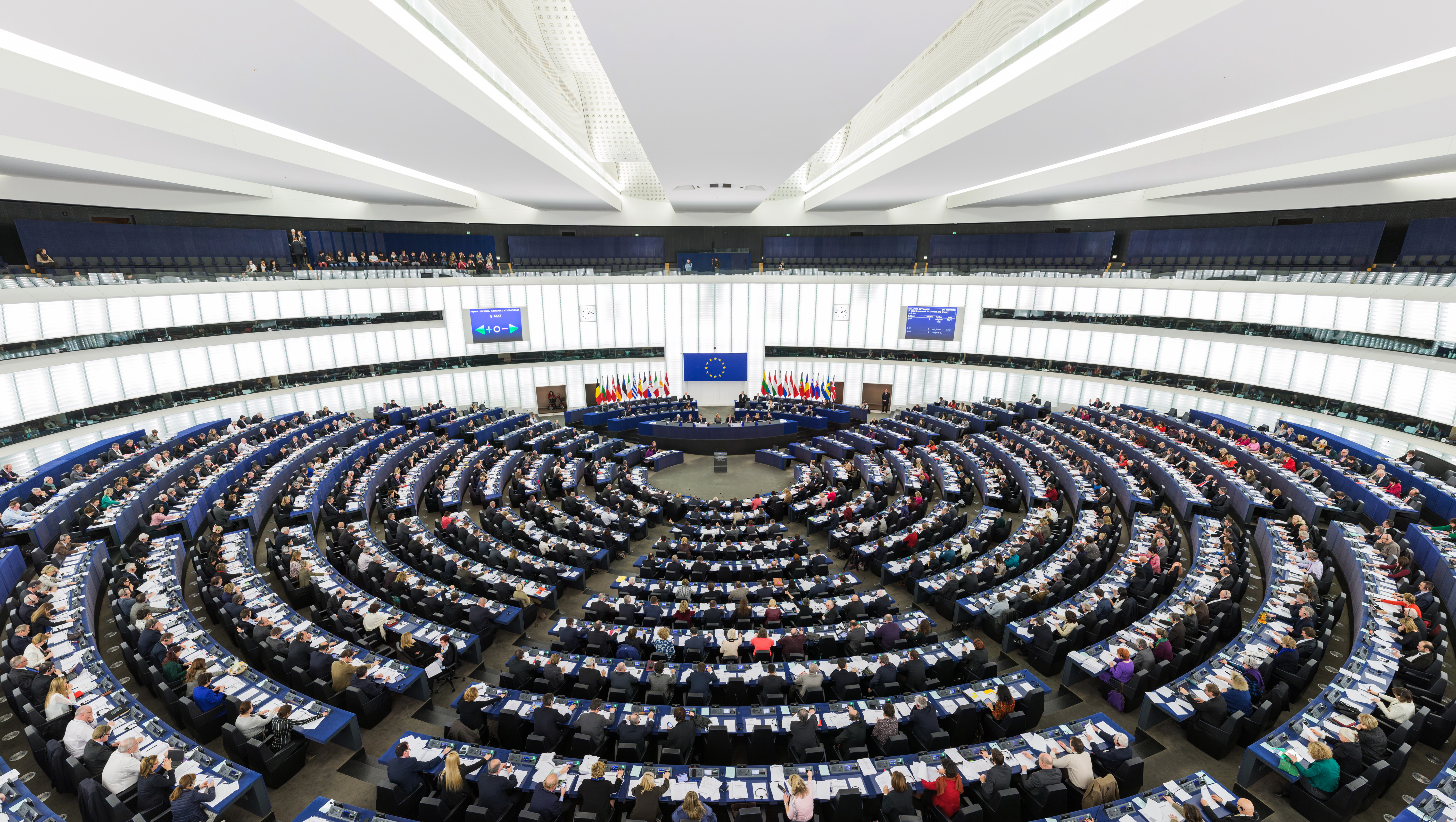
Hémicycle du bâtiment Louise-Weiss du Parlement européen à Strasbourg, lors d'une séance plénière en 2014.

Après la guerre Churchill appelle à son tour de ses vœux à l'unité européenne et crée un mouvement qui fusionne très peu de temps après avec celui de Richard Coudenhove-Kalergi. Devant ce qui est perçu comme le danger soviétique, les États-Unis lancent un vaste programme de reconstruction de l'Europe avec le plan Marshall. Celui-ci conditionne la formation d'une Europe financière appuyée sur des politiques monétaires concertées (création de l'OECE - Organisation Européenne de Coopération Économique). Il faut désormais attendre la déclaration Schuman du 9 mai 1950 pour assister à la relance du vieux projet d'union européenne, cette fois lancée par étape, en commençant par l'un des secteurs économiques phares pour les Français comme pour les Allemands, l'industrie de la houille et de la sidérurgie. En plaçant ces productions sous la houlette d'une Haute Autorité, c'est le consentement prudent mais définitif d'un abandon de souveraineté qui transparaît. La CECA (Communauté Européenne du Charbon et de l'Acier) née le 1er avril 1951 par la signature du Traité de Paris, elle réunit six États européens : le Luxembourg, la Belgique, les Pays-Bas, l'Italie, la RFA et la France. L'Europe est en marche.
Ainsi, depuis la seconde moitié du XXe siècle, un mouvement d'union politique est en construction, avec pour particularité une mise en place pacifique et démocratique (même si on l'accuse souvent de s'être faite à l'insu des peuples). La forme actuelle de ce nouveau pouvoir qu'est l'Union européenne n'est cependant pas encore entièrement arrêtée. Il est encore laissé une grande liberté politique aux pays membres, de plus en plus nombreux. L'Union européenne comprend maintenant 27 États membres, dont vingt faisant partie de la zone euro, zone de souveraineté monétaire commune.

### Organisations supranationales
- UE : Union européenne (27 membres) :

→ Pays membres de la zone euro (20 membres) :
- Allemagne
- Autriche
- Belgique
- Chypre
- Croatie
- Espagne
- Estonie
- Finlande
- France
- Grèce
- Irlande
- Italie
- Lettonie
- Lituanie
- Luxembourg
- Malte
- Pays-Bas
- Portugal
- Slovaquie
- Slovénie

→ Pays non-membres de la zone euro (7 membres) :
- Bulgarie
- Danemark
- Hongrie
- Pologne
- Tchéquie
- Roumanie
- Suède

→ 5 pays non-membres de l'Union européenne, mais ayant signé des accords spécifiques avec celle-ci au sein de l'Union douanière de l'Union européenne :
- Andorre
- Monaco
- Saint-Marin
- Royaume-Uni
- Turquie

- AELE : Association européenne de libre-échange (4 membres) :

- Islande
- Liechtenstein
- Norvège
- Suisse

- Conseil de l'Europe et Cour européenne des droits de l'homme (46 membres(en) « Our member States », sur Council of Europe, 2023 (consulté le 8 juin 2023)), tous ceux listés ci-dessus ainsi que les 10 pays suivants :

- Albanie
- Arménie
- Azerbaïdjan
- Bosnie-Herzégovine
- Royaume-Uni
- Géorgie
- Moldavie
- Monténégro
- Macédoine du Nord
- Serbie
- Ukraine

- V4 : Groupe de Visegrád (4 membres) :

- Pologne
- Tchéquie
- Slovaquie
- Hongrie

- Conseil nordique (5 membres) :

- Danemark
- Suède
- Norvège
- Finlande
- Islande

- EuroMed 7 (7 membres) :

- France
- Italie
- Espagne
- Portugal
- Grèce
- Chypre
- Malte

- Assemblée balte (3 membres)

- Estonie
- Lettonie
- Lituanie

- Benelux (3 membres)

- Belgique
- Pays-Bas
- Luxembourg

La Biélorussie, la Russie et le Vatican sont les trois seuls États européens souverains et indépendants à n'être membres d'aucune organisation supranationale européenne. Cependant, le Vatican dispose d'un statut d'observateur au Comité des ministres du Conseil de l'Europe et fait également partie de la zone euro, tandis que la Biélorussie est candidate à l'adhésion au Conseil de l'Europe depuis 1993. La Russie est membre du Conseil de l'Europe de 1996 jusqu'à son exclusion en 2022.
- ALECE : Accord de libre-échange centre-européen
- CCRE-CEMR : Conseil des communes et régions d'Europe
- CECA : Communauté européenne du charbon et de l'acier
- CE : Communauté européenne
- OECE : Organisation européenne de coopération économique
- EEE : Espace économique européen

## Économie

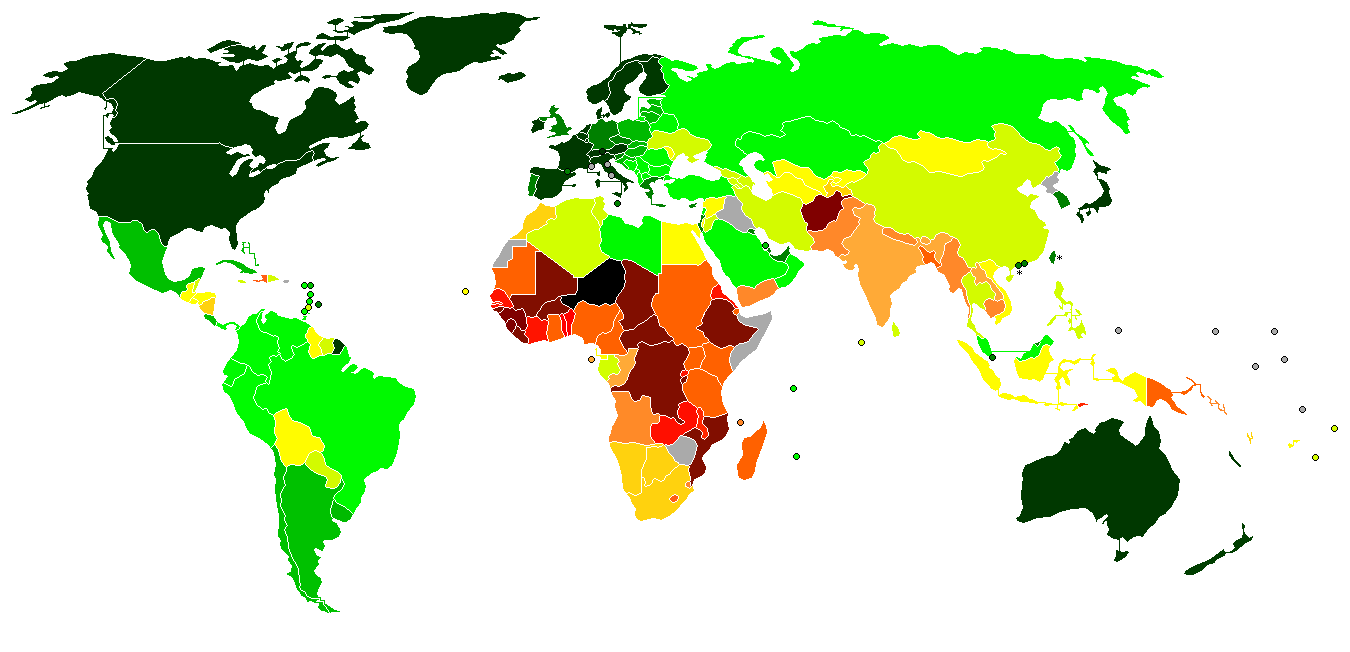
Pays du Monde selon leur IDH en 2009.
0,950 et +
0,920–0,949
0,900–0,919
0,800–0,899
0,750–0,799
0,700–0,749
0,650–0,699
0,600–0,649
0,550–0,599
0,500–0,549
0,450–0,499
0,400–0,449
0,350–0,399
moins de 0,350
non disponibles

L'Europe, ou plus précisément l'Union européenne, est l'un des pôles de la triade (États-Unis, Union européenne et Japon). Ces pôles centralisent 70 % de la richesse pour 14 % de la population[Quand ?]. Si l’Europe est la région la plus riche et développée du monde,, elle n'est pas un espace économiquement homogène: tous les pays européens ne sont pas des pays développés : l'Ukraine et la Moldavie font exception et sont classés comme pays à développement moyen avec un IDH inférieur à 0,8. L’Europe de l'Ouest et l'Europe du Nord très prospères contrastent avec certaines régions moins riches d'Europe centrale, d'Europe de l'Est (Moldavie, Ukraine, certaines régions de Roumanie, Russie) et d'Europe du Sud (Albanie, Serbie, Macédoine du Nord, certaines régions de Bulgarie, Italie du Sud, certaines régions d'Espagne, de Grèce et du Portugal).
La mégalopole européenne constitue le cœur économique de l'Europe. On peut ainsi distinguer principalement les pays de l'ancien bloc de l'Ouest, développés et avec une croissance faible et les pays de l'ancien bloc de l'Est moins développés mais à plus forte croissance.
L’Union européenne, principal ensemble de la région, est en 2015 la deuxième puissance économique du monde. Tous ses pays membres commercent entre eux librement grâce au marché commun, et dix-huit de ses pays ont accentué leur collaboration au sein de la zone euro. Des accords de libre-échange ont également été passés avec des pays partenaires, comme la Suisse.
L'Europe est un producteur important de céréales, de fruits et légumes, et de sucre, grâce aux cultures de betteraves, très développées en Ukraine et dans le nord de la France. Sur les six premières années de la décennie 2010, le continent a confirmé sa troisième place au palmarès des grands producteurs mondiaux de sucre, malgré un léger déclin, derrière les deux géants, le Brésil et l'Inde. Parmi les points forts de son agriculture, l'Europe était aussi troisième au palmarès des producteurs mondiaux de céréales au milieu des années 2010, dominé par les États-Unis.

## Culture
Parler de culture de l'Europe est difficile, car de nombreuses cultures s'y sont succédé (et ont souvent assimilé des apports extra-européens) depuis plusieurs millénaires. Une définition de la culture de l'Europe doit nécessairement aussi tenir compte des limites géographiques du continent.
Le tourisme culturel tient un rôle important en Europe, elle permet d'assurer une puissante force d'attraction pour l'Europe. Elle touche essentiellement l'audience des musées, des monuments et des évènements culturels et donne lieu à des déplacements vacanciers. Par conséquent, elle est une mine de recette considérable pour les pays européens. L'activité touristique s'est notablement enrichie depuis une vingtaine d'années, et les modes de visite des touristes ont beaucoup évolué. Le tourisme étranger en France en est une bonne illustration.

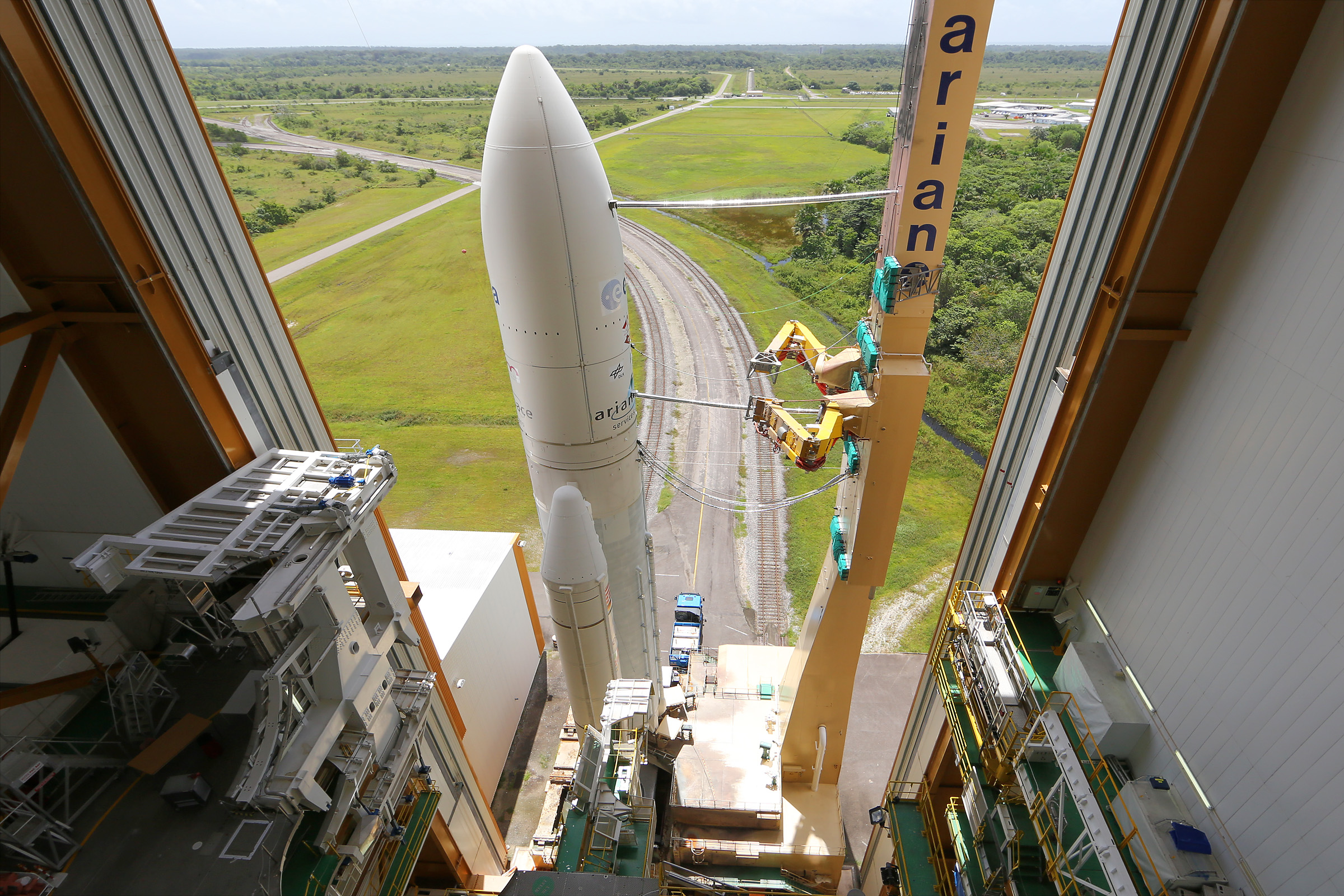
Agence spatiale européenne (Ariane 5).
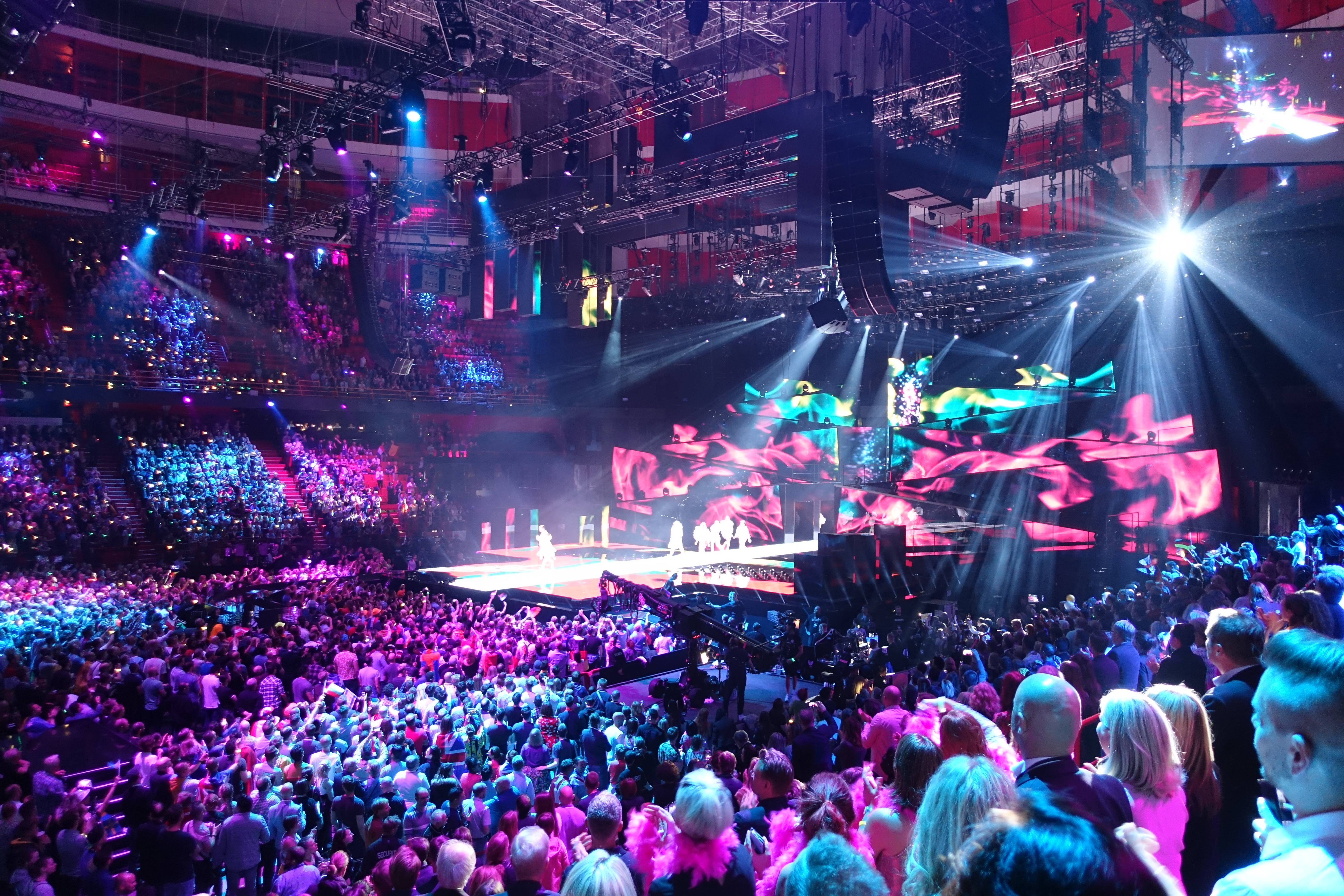
Concours Eurovision de la chanson.
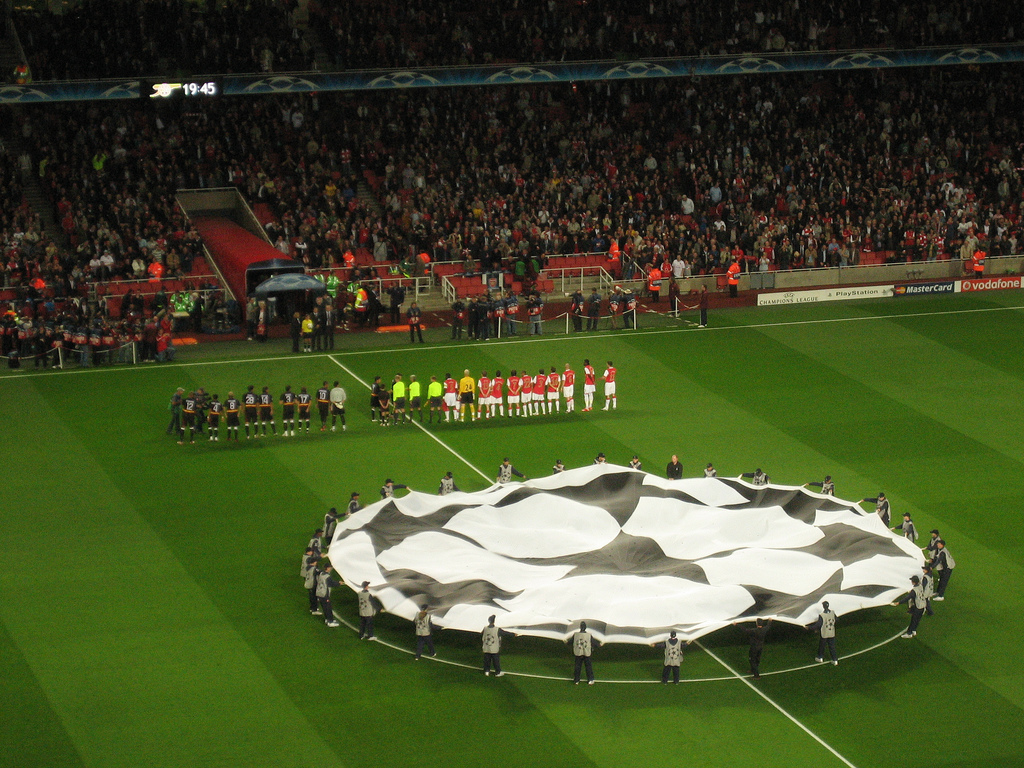
Ligue des champions de l'UEFA.
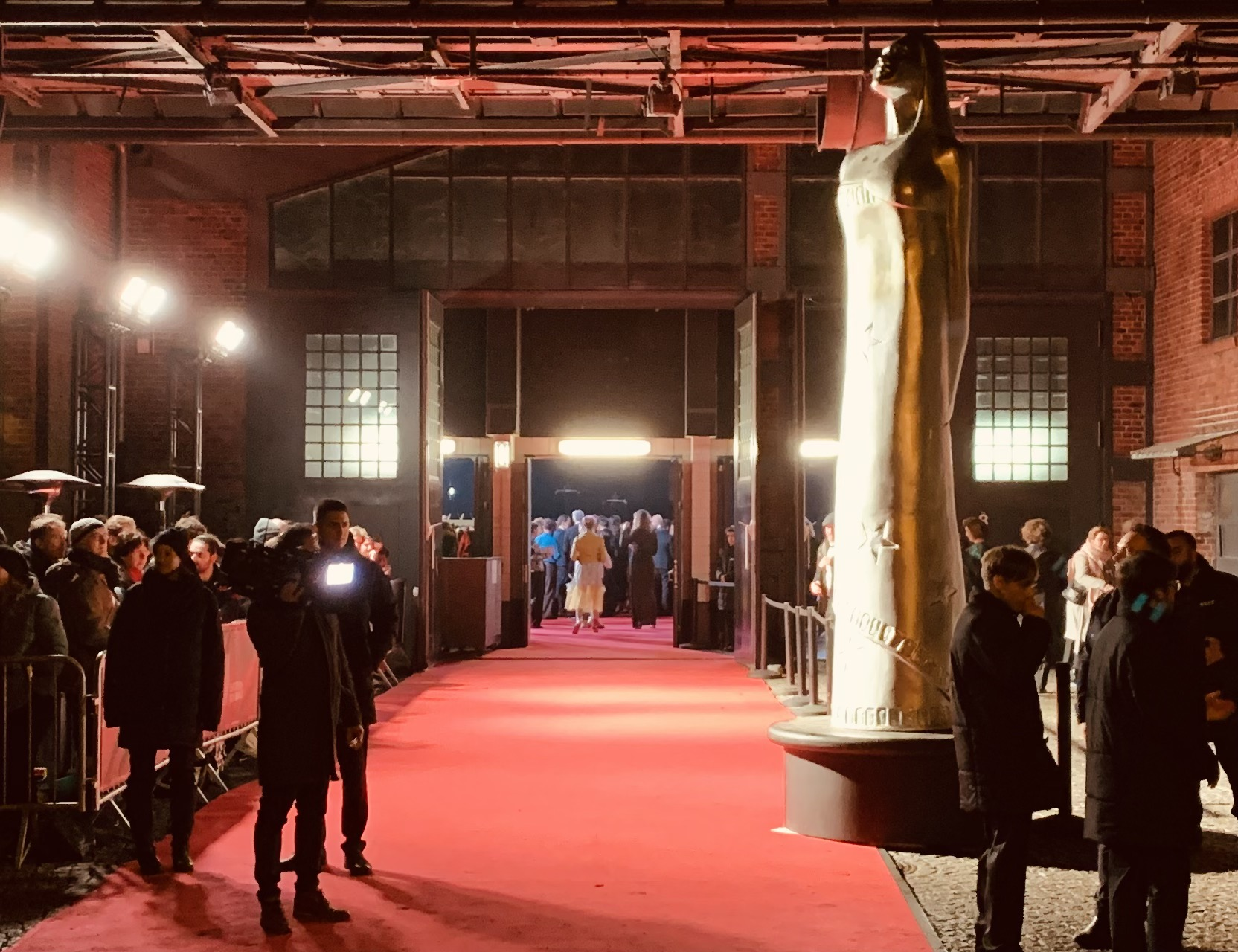
Académie européenne du cinéma.
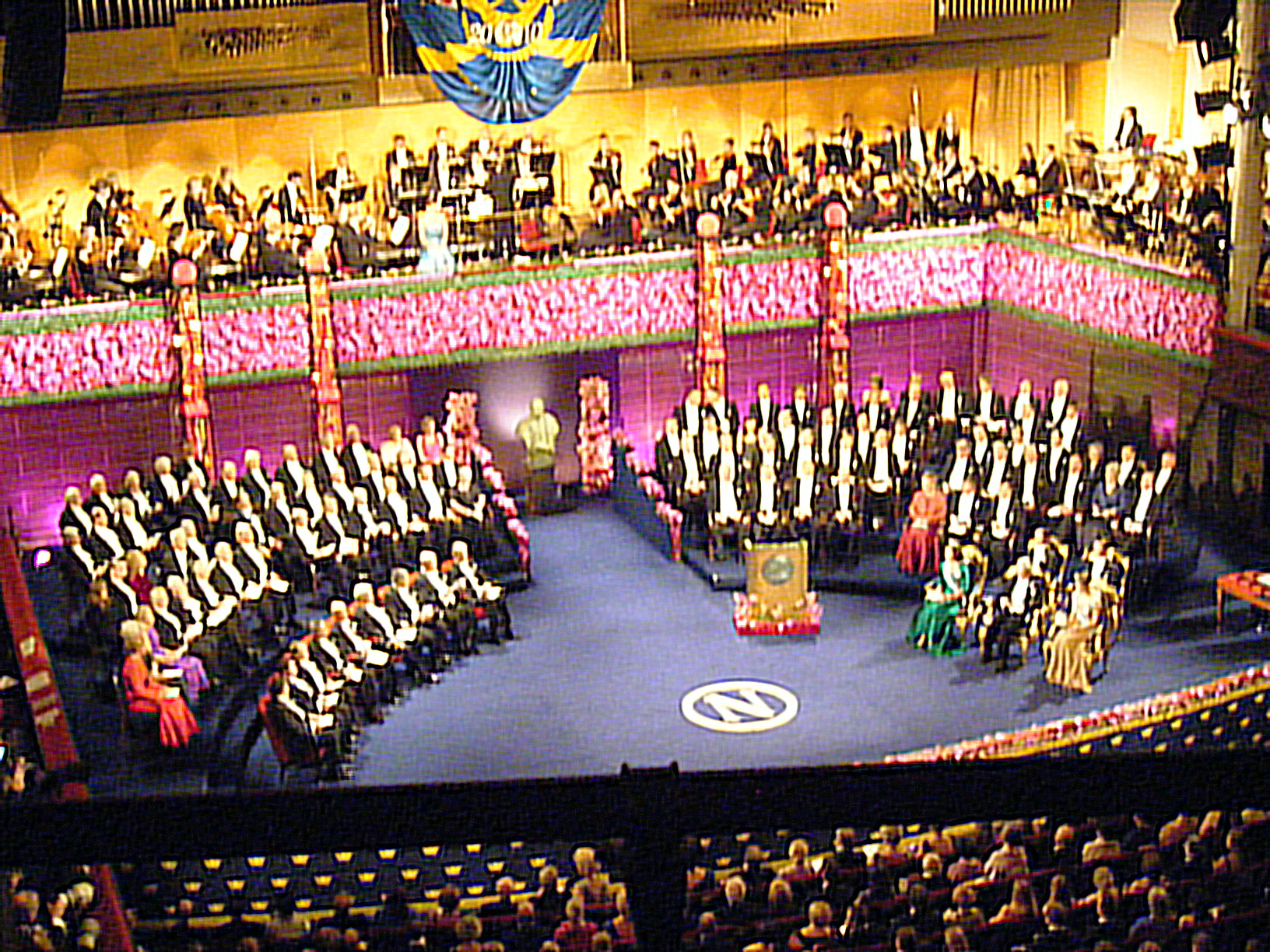
Prix Nobel.